# Oullins
Pour l’article ayant un titre homophone, voir Oulins.
Oullins ([ulɛ̃]) est une ancienne commune française située dans le Sud-ouest de la métropole de Lyon en région Auvergne-Rhône-Alpes. Elle compte 27 113 habitants selon le dernier recensement de 2021. Le 1er janvier 2024, elle fusionne avec Pierre-Bénite pour former la commune d'Oullins-Pierre-Bénite.
Oullins est traversée par la rivière Yzeron qui, juste après être passée sous un pont de l'autoroute A7, se jette dans le Rhône, fleuve qui longe l'est de la commune.
Elle est desservie par la ligne B du métro de Lyon depuis décembre 2013, initialement jusqu'au niveau de la gare d'Oullins, avant qu'elle soit prolongée jusqu'à Saint-Genis-Laval Hôpital Lyon Sud en octobre 2023.

## Géographie

### Localisation
La commune de Oullins se situe dans la banlieue sud-ouest de Lyon et fait partie de la métropole de Lyon. Certains quartiers de la commune sont assez pentus, car la ville a été bâtie au pied et sur la colline de Montmein, où se trouve notamment un ensemble d'immeubles résidentiels construit dans les années 1970.
| Sainte-Foy-lès-Lyon | La Mulatière |                     |
| Chaponost           | Oullins      | Lyon-7e et le Rhône |
| Saint-Genis-Laval   |              | Pierre-Bénite       |

### Évolution du territoire
Le 1er janvier 2024, la commune d'Oullins fusionne avec la commune de Pierre-Bénite sous le régime de la commune nouvelle, pour former la commune d'Oullins-Pierre-Bénite. Les deux anciennes communes deviennent communes déléguées. Le chef-lieu est fixé à la mairie de l'ancienne commune d'Oullins.

### Géologie, hydrographie et relief
L’Yzeron y conflue avec le Rhône mais sa vallée ne correspond pas à une voie de pénétration exceptionnelle avec l’ouest lyonnais. D’ailleurs, quand on le remonte, son cours se transforme très vite en gorge. Quant au fleuve, il se présentait autrefois sous la forme d’un réseau de bras anastomosés sans facilité d’accostage. Le site n’a valu que dans son rapport avec la métropole lyonnaise et aux services que celle-ci pouvait en attendre. Le socle granitique qui forme l’ossature du relief a pu servir comme matériau de construction et il en existait encore plusieurs carrières au milieu du XIXe siècle. Cette pierre a été utilisée par exemple pour les bordures de trottoirs et pour les soubassements de la basilique de Fourvière. La grande proximité a été très appréciée par les élites lyonnaises pour s’y construire au XVIe siècle leurs maisons des champs et au XIXe siècle par les dirigeants de la vie économique. Après la construction de la voie ferrée Saint-Étienne-Lyon (la première de France) au prix de quelques travaux mais en prenant aussi des risques d’inondation, les terrains alluviaux de la rive droite ont pu être aménagés pour le développement de l’industrie fluviale et ferroviaire qui devait transformer l’économie de ce qui n’était encore qu’un village de vignerons.

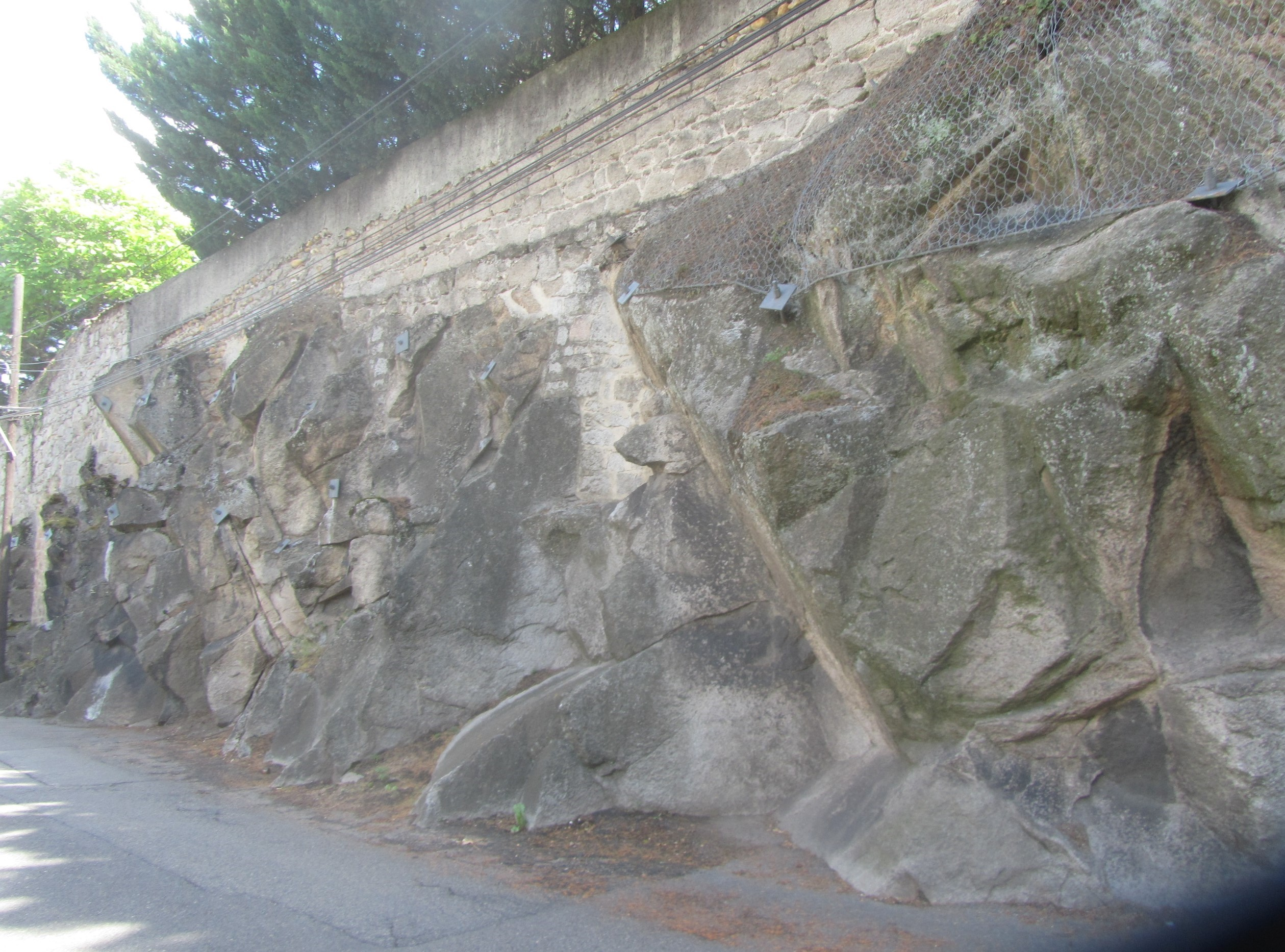
Socle granitique du cimetière d'Oullins.
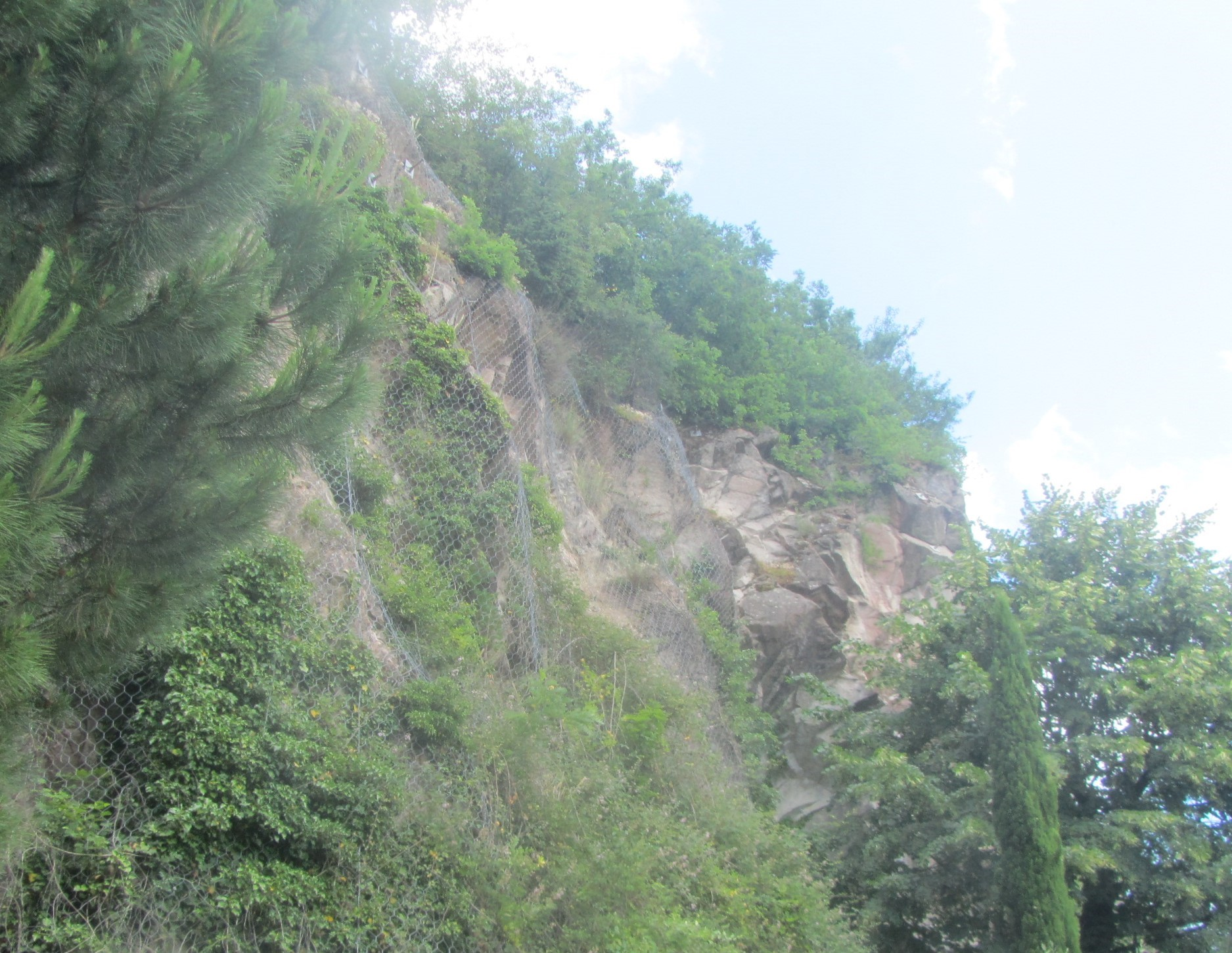
Ancienne carrière de granite à Oullins.

## Urbanisme

### Typologie
Oullins est une commune urbaine, car elle fait partie des communes denses ou de densité intermédiaire, au sens de la grille communale de densité de l'Insee,,,.
Elle appartient à l'unité urbaine de Lyon, une agglomération inter-départementale regroupant 124 communes et 1 653 951 habitants en 2017, dont elle est une commune de la banlieue. L'agglomération de Lyon est la deuxième plus importante de la France en termes de population, derrière celle de Paris,.
Par ailleurs la commune fait partie de l'aire d'attraction de Lyon, dont elle est une commune du pôle principal. Cette aire, qui regroupe 398 communes, est catégorisée dans les aires de 700 000 habitants ou plus (hors Paris),.

### Occupation des sols
L'occupation des sols de la commune, telle qu'elle ressort de la base de données européenne d’occupation biophysique des sols Corine Land Cover (CLC), est marquée par l'importance des territoires artificialisés (95,3 % en 2018), en augmentation par rapport à 1990 (85,3 %). La répartition détaillée en 2018 est la suivante :
zones urbanisées (75 %), zones industrielles ou commerciales et réseaux de communication (15 %), espaces verts artificialisés, non agricoles (5,3 %), zones agricoles hétérogènes (2,7 %), eaux continentales (2 %). L'évolution de l’occupation des sols de la commune et de ses infrastructures peut être observée sur les différentes représentations cartographiques du territoire : la carte de Cassini (XVIIIe siècle), la carte d'état-major (1820-1866) et les cartes ou photos aériennes de l'IGN pour la période actuelle (1950 à aujourd'hui).

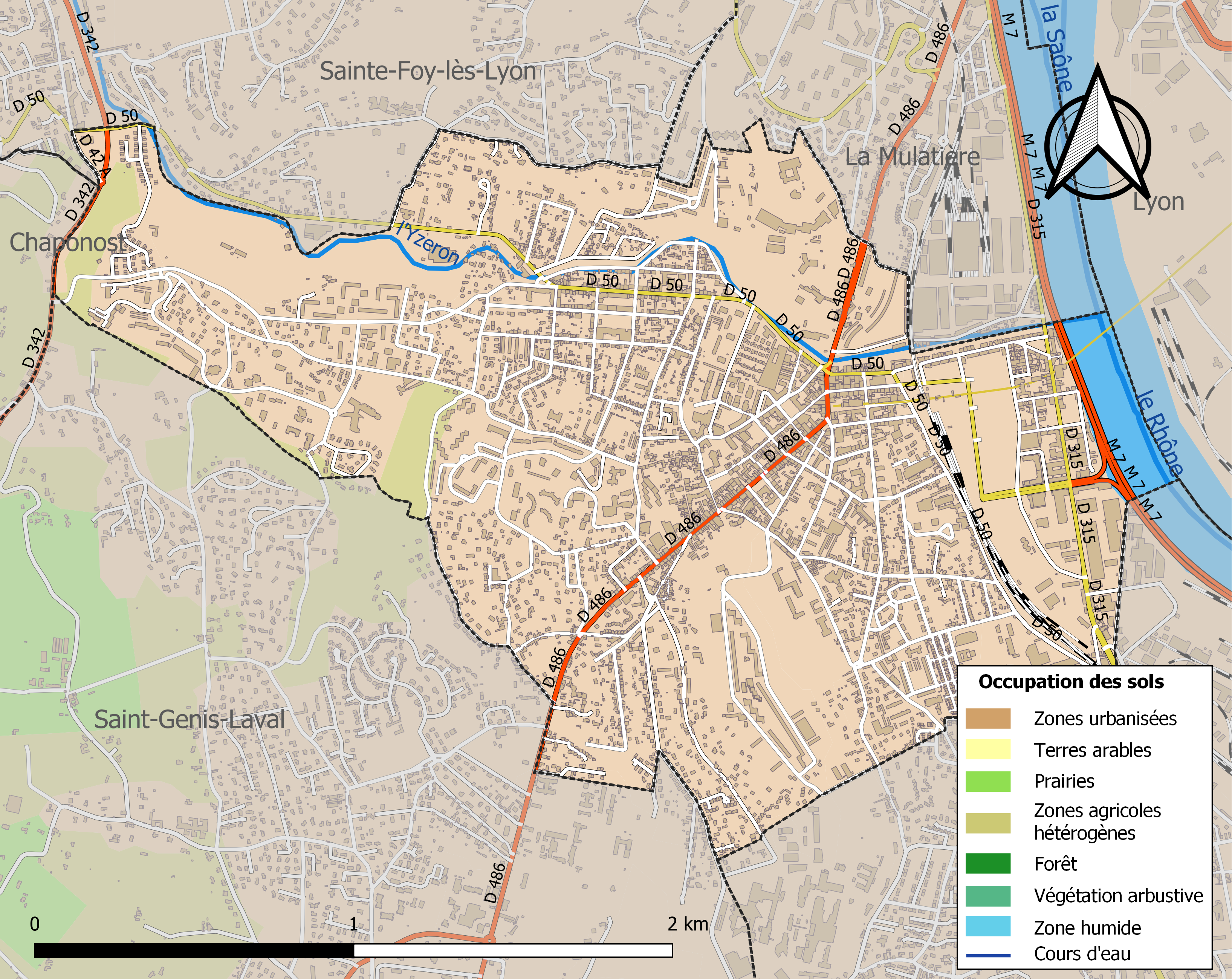
Carte des infrastructures et de l'occupation des sols de la commune en 2018 (CLC).

### Voies de communication et transports

#### Autoroute
La commune d'Oullins est desservie par l'autoroute A7. Elle possède un demi-échangeur (No 3, sortie et entrée en direction de Marseille) sur la ZAC de La Saulaie. En venant du sud, la commune est accessible à l'échangeur No 4 (Pierre-Bénite). Cette section deviendra, d'ici 2030, un boulevard urbain à la suite du déclassement de l'autoroute à partir de Pierre-Bénite.

#### Transports ferroviaires
La ville possède une gare desservie par des TER assurant la liaison entre la gare de Lyon-Perrache et Saint-Étienne/Firminy.

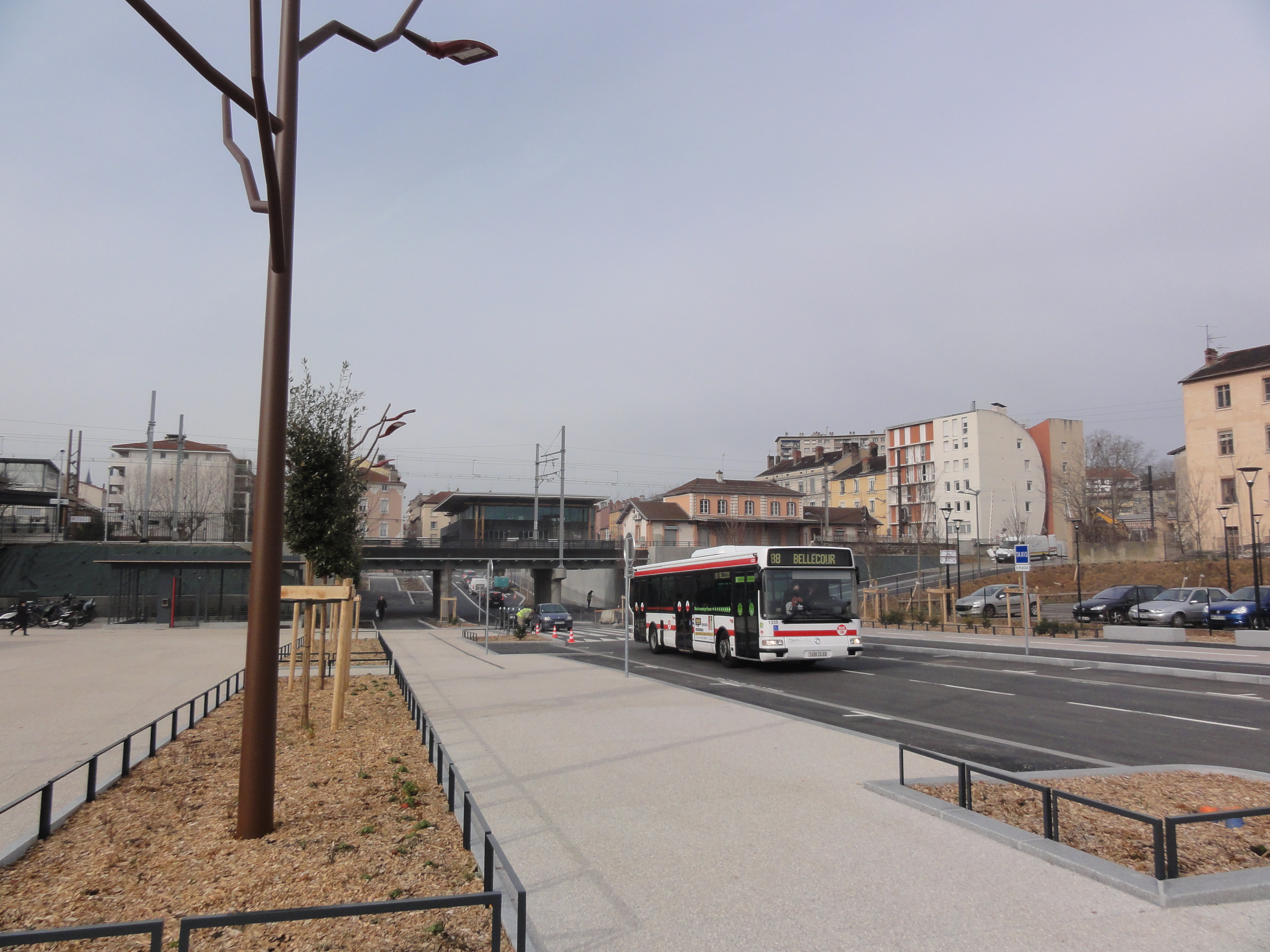
Pôle multimodal : avenue du Rhône.

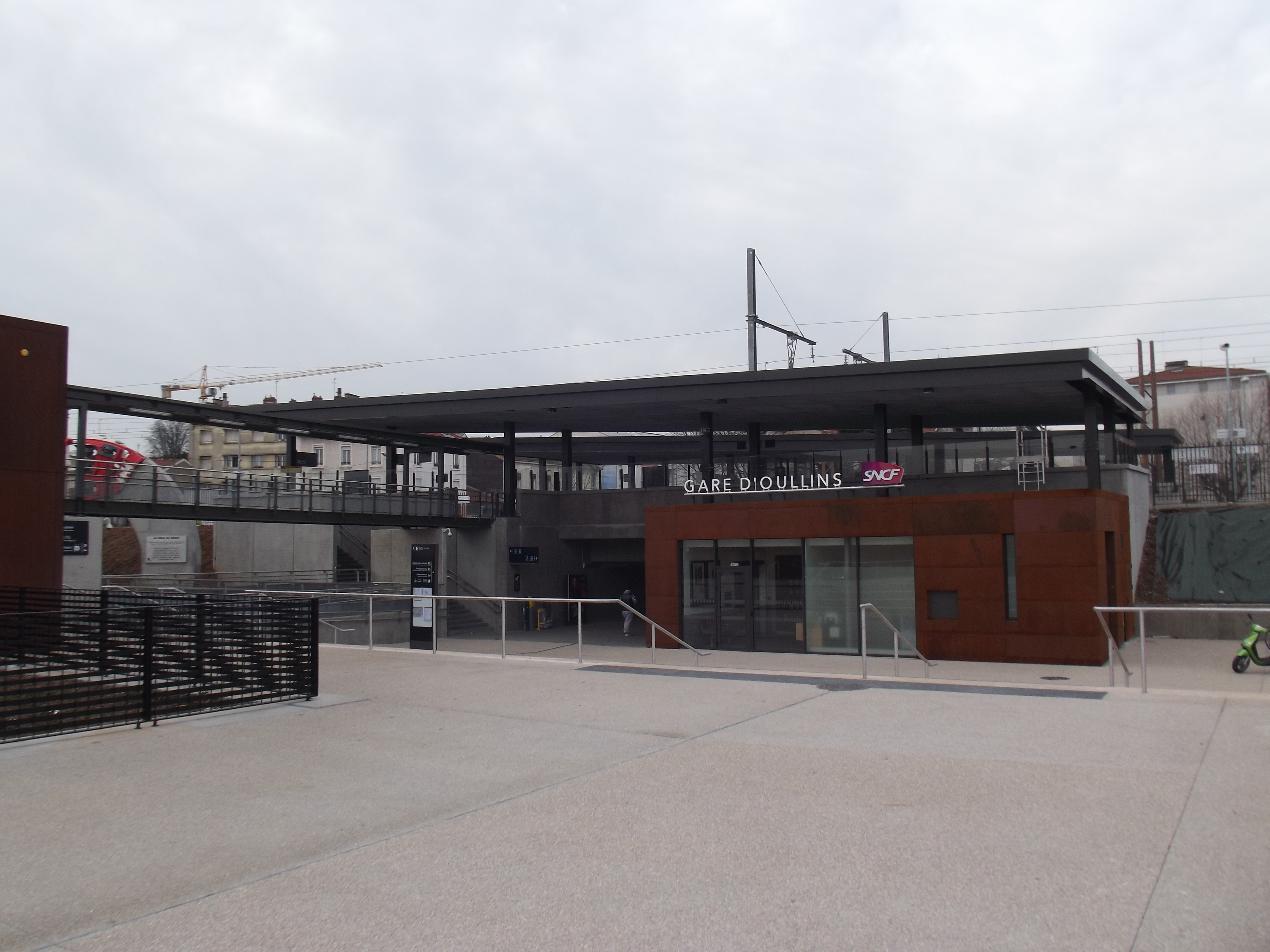
La gare d'Oullins.

#### Transports en commun
Depuis le 11 décembre 2013, Oullins est desservie par la ligne B du métro lyonnais à la station Gare d'Oullins, qui est complétée par un pôle multimodal de transports, avec un parc relais, une gare de bus, une station de vélos et une de taxis. Dans le cadre du prolongement de 2,4 km du métro par le SYTRAL, une seconde station, Oullins Centre, est mise en service sous la place Anatole-France, face à l'église Saint-Martin, le 20 octobre 2023. Cette ligne de métro est prolongée jusqu'à la station Saint-Genis-Laval Hôpital Lyon Sud à la même date.
La ville est parcourue par les lignes de bus du réseau TCL C7, C10, 6, 8, 11, 12, 14, 15, 17, 63, 88 et par les cars du Rhône 119, 120, et 145 accessible également avec un titre TCL.

#### Transports scolaires
Oullins est la seconde ville de France à avoir testé le busing scolaire. Le 5 juin 2008, Fadela Amara alors secrétaire d'État chargée de la Politique de la Ville se rend à Oullins, à l'école primaire Jean-Macé afin de saluer cette expérience.

### Risques naturels et technologiques
Oullins est traversée par l'Yzeron, rivière qui se jette dans le Rhône. Afin de limiter les conséquences des crues et de se réapproprier les berges de l'Yzeron, espace naturel remarquable, le SAGYRC (en accord avec les communes riveraines) a entamé un programme de réaménagement de ce cours d'eau. Les travaux, débutés en 2013, se sont conclus par une inauguration des nouvelles berges de l'Yzeron en avril 2016.

#### La maîtrise des eaux

##### Les conditions anciennes
De la maîtrise des eaux dépendait le développement industriel d'Oullins. Or les conditions naturelles posaient problème. On en a peu conscience aujourd'hui car celles-ci ont été totalement oblitérées par la mise en service en 1967 du barrage de Pierre-Bénite qui a transformé le cours du Rhône en plan d’eau et par la construction de l’autoroute A7 qui depuis 1967 a privé la commune d’Oullins d’accès au fleuve (elle ne lui a été raccordée qu’en 2002 par une bretelle).
Sur la carte de Cassini, le cours du Rhône se présente comme une tresse avec de nombreuses bras secondaires. En 1791, l’estimation faite des biens nationaux dénombre onze îles ou lônes dans le secteur. L’Yzeron ne se jetait pas dans le fleuve mais dans un bras du Rhône qui se formait à La Mulatière à la Tête de Pras et rejoignait le lit principal à Pierre-Bénite, au pont du Noyer. Ce bras s’est peu à peu comblé et a été transformé en mares telles que le Capot du Pras et le Gourd du Seigneur.
Le territoire relevait de trois communautés : Vénissieux en rive gauche qui revendiquait comme sienne l’île de l’Archevêque ; Sainte-Foy-lès-Lyon dont La Mulatière faisait partie et Oullins à laquelle était encore rattachée Pierre-Bénite. La propriété de ces espaces amphibies appartenait à l’Église lyonnaise, à savoir l’archevêque lui-même et le chapitre de chanoines de Saint-Jean qui les cédèrent progressivement à la population paysanne. Celle-ci trouvait dans ces brotteaux des ressources appréciables en bois, broussailles utilisées comme litière et en pâturages avec un usage communautaire. Les litiges étaient d’ailleurs fréquents entre les collectivités oullinoise et fidésienne. Un des procès avait tenté de fixer la part de chacune d’elles. « Le brotteau du nord (jusqu’au Capot de Pras) revient à Sainte-Foy, les bois de celui du milieu aux habitants de Sainte-Foy, les bois de celui du bas (jusqu’à l’embouchure à Pierre-Bénite) aux habitants d’Oullins. Sur les deux brotteaux les plus au sud le pâturage sera commun entre les deux paroisses ». En 1774 un garde-brotteaux est nommé pour éviter les coupes de bois abusives. Un autre procès aboutit à la condamnation de Sainte-Foy pour avoir vendu des terres qui ne lui appartenaient pas
La nécessité permanente et la plus urgente concernait le franchissement de l’Yzeron. L’emplacement du pont qui est aujourd'hui celui de la D486 semble avoir peu changé depuis l’époque gallo-romaine. Au fil des siècles, comme les communications locales en dépendaient, les Oullinois ont bénéficié pour son entretien et sa reconstruction du concours de collectivités intéressées dont le chapitre de chanoines de la cathédrale Saint-Jean. Il faudra attendre 1827 pour qu’il soit rebâti sur les fondations actuelles mais il devra être élargi à plusieurs reprises jusqu’en 1925 de manière à répondre aux exigences du trafic automobile.

##### Époque contemporaine
L’histoire moderne commence en 1800. À cette date l’Yzeron prend son cours actuel en même temps que l’on procède au comblement du bras du fleuve qui isolait les brotteaux de la terre ferme. Ces terrains se transforment en pâturages arborés, les Saulaies, à qui le quartier devra son nom. Dans les zones non boisées, des jardins privés se multiplient, des maisons sont bâties, la rue de la Gare (aujourd’hui Pierre-Semard) est percée à partir de 1830. Seguin, plus tard la société PLM y installent des ateliers de plus en plus envahissants. Perpendiculairement, la route entre La Mulatière et Pierre-Bénite (l’actuelle avenue Jean-Jaurès) est aménagée en 1873).
Les populations attirées par l’essor industriel du quartier sont originaires pour la plupart des provinces voisines avec lesquelles elles ont gardé de solides attaches et dont elles ont conservé la foi ancestrale. Le père Rey crée en 1835 le Pénitencier où il recueille les jeunes délinquants et se préoccupe de leur réinsertion sociale jusqu’en 1883. Ses locaux seront rachetés par le PLM lorsque l’institution sera transférée à Brignais. Le quartier aura son église construite en 1907-1908 et dédiée à Jean-Marie Vianney, le célèbre curé d’Ars. Elle sera désacralisée et rachetée par la municipalité en 1999.
L’ensemble du territoire de la commune en bordure du Rhône et de l’Yzeron correspondant à la plaine alluviale vers l'altitude de 165 mètres a été de tous temps, sous la menace des inondations. Celles-ci sont particulièrement redoutables lorsque l’Yzeron est lui- même en crue et que ses eaux sont gênées dans leur écoulement. « Les Sauléens circulent en barque, les habitants des rez-de-chaussée sont accueillis par ceux des autres étages et, s’il y a un décès, le cercueil est transporté en barque ». Ces catastrophes naturelles renforcent les sentiments de solidarité. Elles ont en particulier engendré la constitution de la compagnie de sauvetage d’Oullins créée en 1913. Son rôle commence par la formation des jeunes et ne se limite pas à secourir les gens du quartier mais elle est parfois appelée à intervenir à l’extérieur comme ce fut le cas lors du glissement de terrain sur les pentes de Fourvière en 1930. Elle comporte également des activités festives comme des courses de barques et une fanfare. Indépendamment d’elle sont aussi organisées des joutes qui ne cesseront qu’avec la construction de l’autoroute en 1967.
Le bac à traille était une autre singularité du quartier. « L’embarcation était arrimée à un câble dont les deux extrémités étaient accrochées à des tours. […] Elle se déplaçait perpendiculairement à l’axe du Rhône grâce à la godille du passeur ». Ce bac a fonctionné de 1867 à 1953 avec interruption de 1938 à 1944. Sa reprise d’activité fut alors très appréciée, les ponts sur le Rhône étant détruits. Il pouvait transporter entre Oullins et Vénissieux une trentaine de personnes avec leurs vélos chargés à l’avant. Depuis 2006, son souvenir est perpétué par l’espace de répétition et de production du Théâtre qui porte précisément le nom de bac à traille.

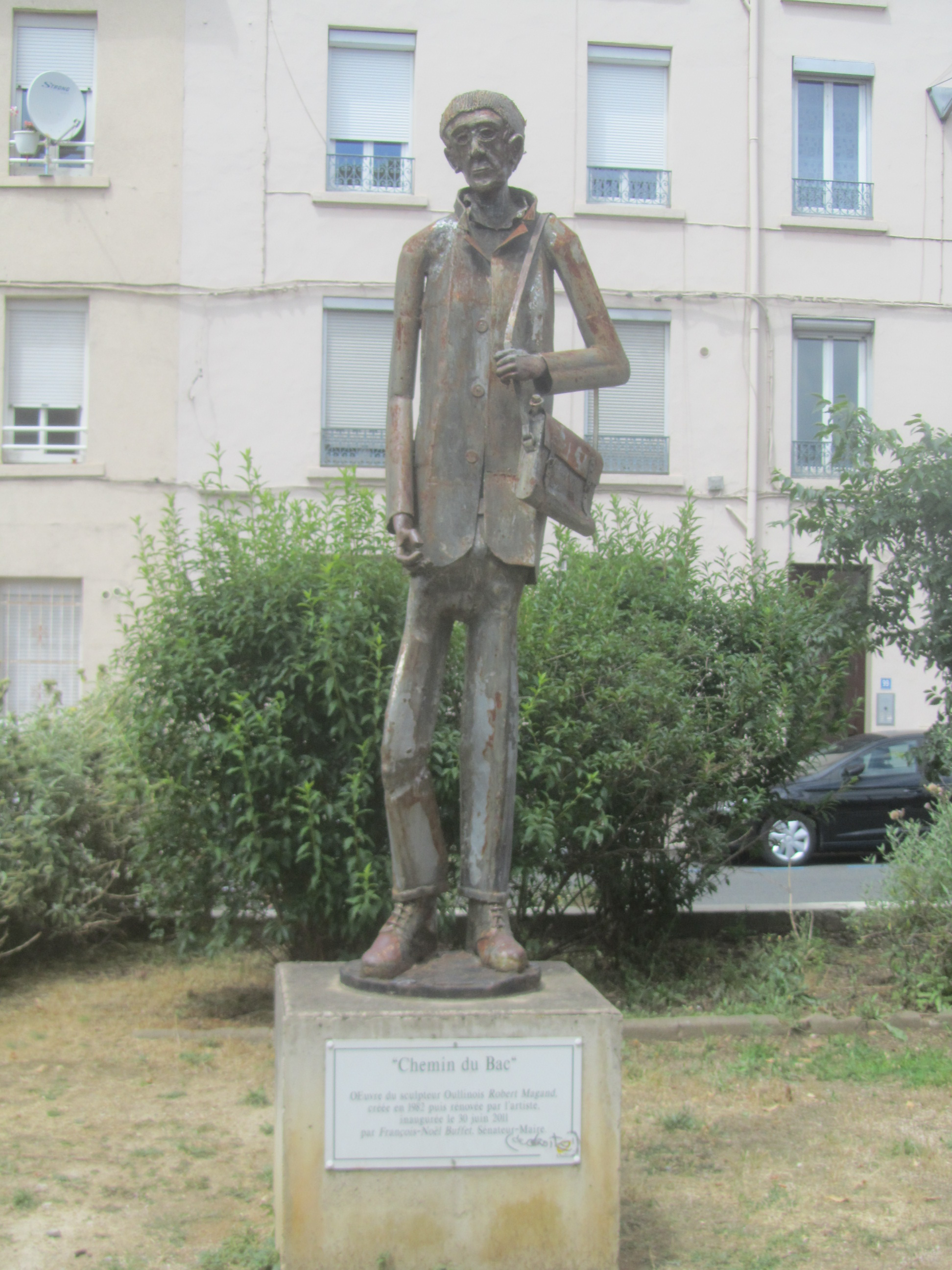
Statue sur le chemin du bac.
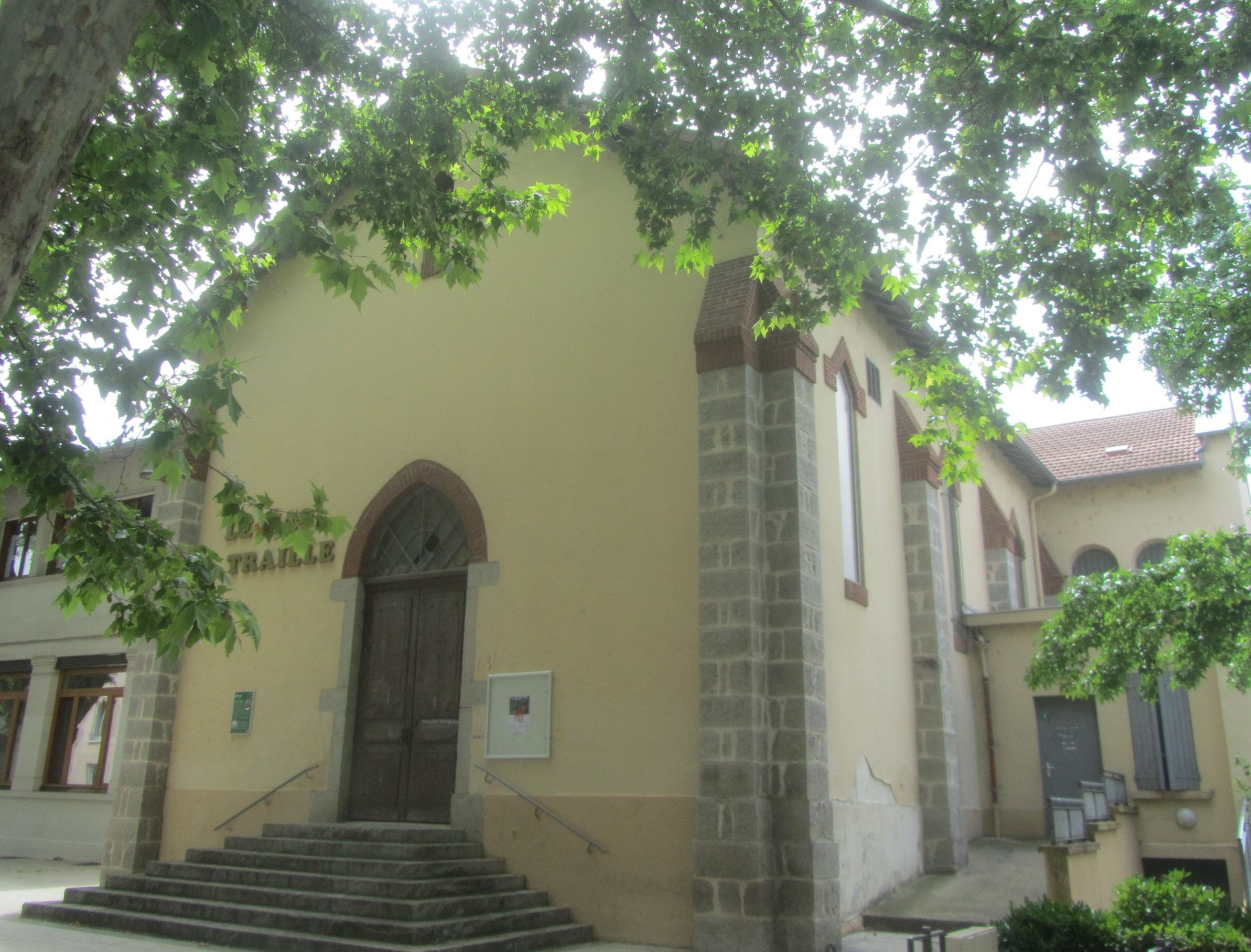
Ancienne église Jean-Marie Vianney.

##### Lutte contre les inondations
Pour lutter contre ce fléau, en 1925 un premier aménagement significatif des berges avait été entrepris avec la construction d’un trottoir en encorbellement de plus de trente mètres de long, le tout reposant sur des piliers, un escalier permettant l’accès à la rivière. Depuis 2002, les vingt communes traversées par la rivière se sont regroupées en un syndicat d’aménagement et de gestion pour conforter les berges et construire le collecteur des eaux usées. La crue de 2003 n’a pu que renforcer les collectivités dans leur décision d’engager des travaux décisifs : le 2 décembre le débit était monté à 104 m3/s (157 fois supérieur au module – débit moyen - de 0,66 m3/s) et les eaux avaient atteint des zones épargnées jusqu’à cette date comme le boulevard Émile-Zola ou le quartier du Merlo. Le Programme d’Actions de prévention des inondations de l’Yzeron ou PAPI est constitué, dans lequel Oullins s'associe à Sainte-Foy-lès-Lyon, Francheville et Tassin-la-Demi-Lune. Le bilan d’avril 2016 donne une idée de l’énormité des travaux réalisés dans la traversée d’Oullins. Sur une longueur de 1,4 km ont été excavés 34 000 m3 de matériaux et terre, 4 200 m3 de gabions ont été installés, deux mille arbres et arbustes plantés, 1,5 ha de prairie semé. Le lit a été élargi de six à douze mètres. La finalité de ces travaux est double. La sécurité d’abord : les digues ont été prévues pour faire face à des crues susceptibles de se reproduire une fois tous les trente ans. Le respect de l’état naturel ensuite de manière à faciliter la biodiversité tant animale que végétale. Un détail est révélateur de cet esprit : le fond du lit autrefois bétonné a été remplacé par des galets et des bancs de sable.

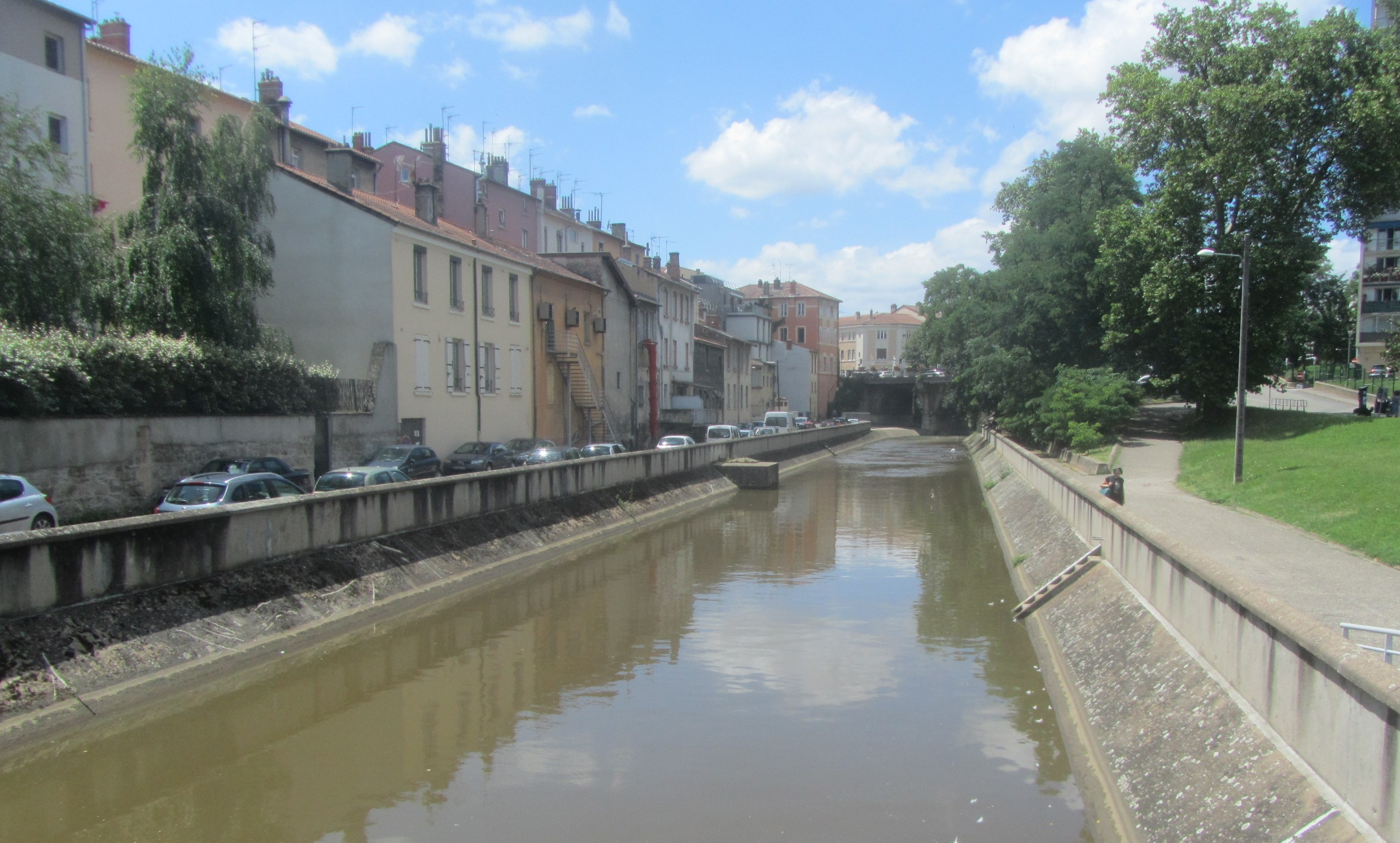
Rives de l'Yzeron aménagées.
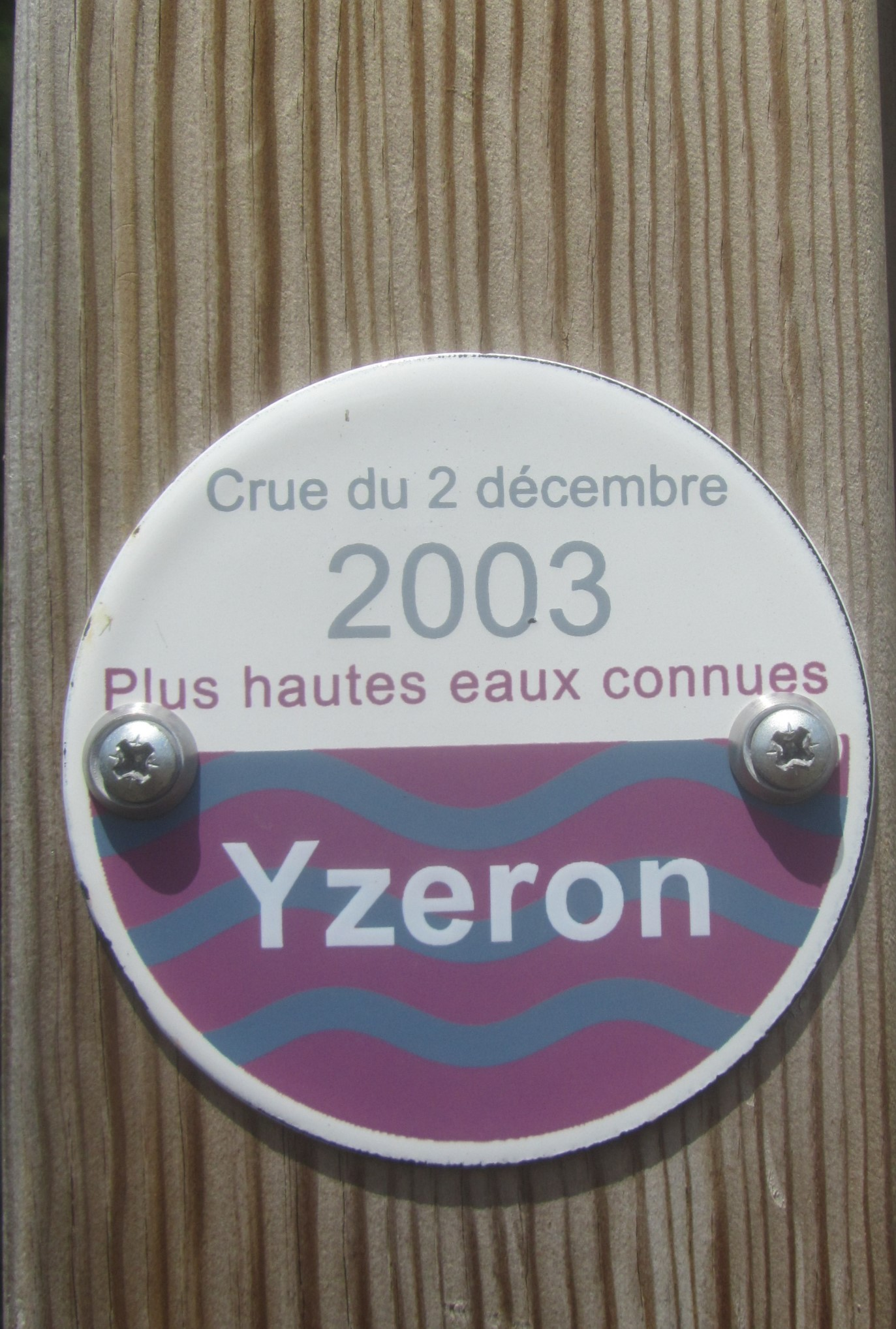
Repère marquant la crue record de l'Yzeron en 2003.
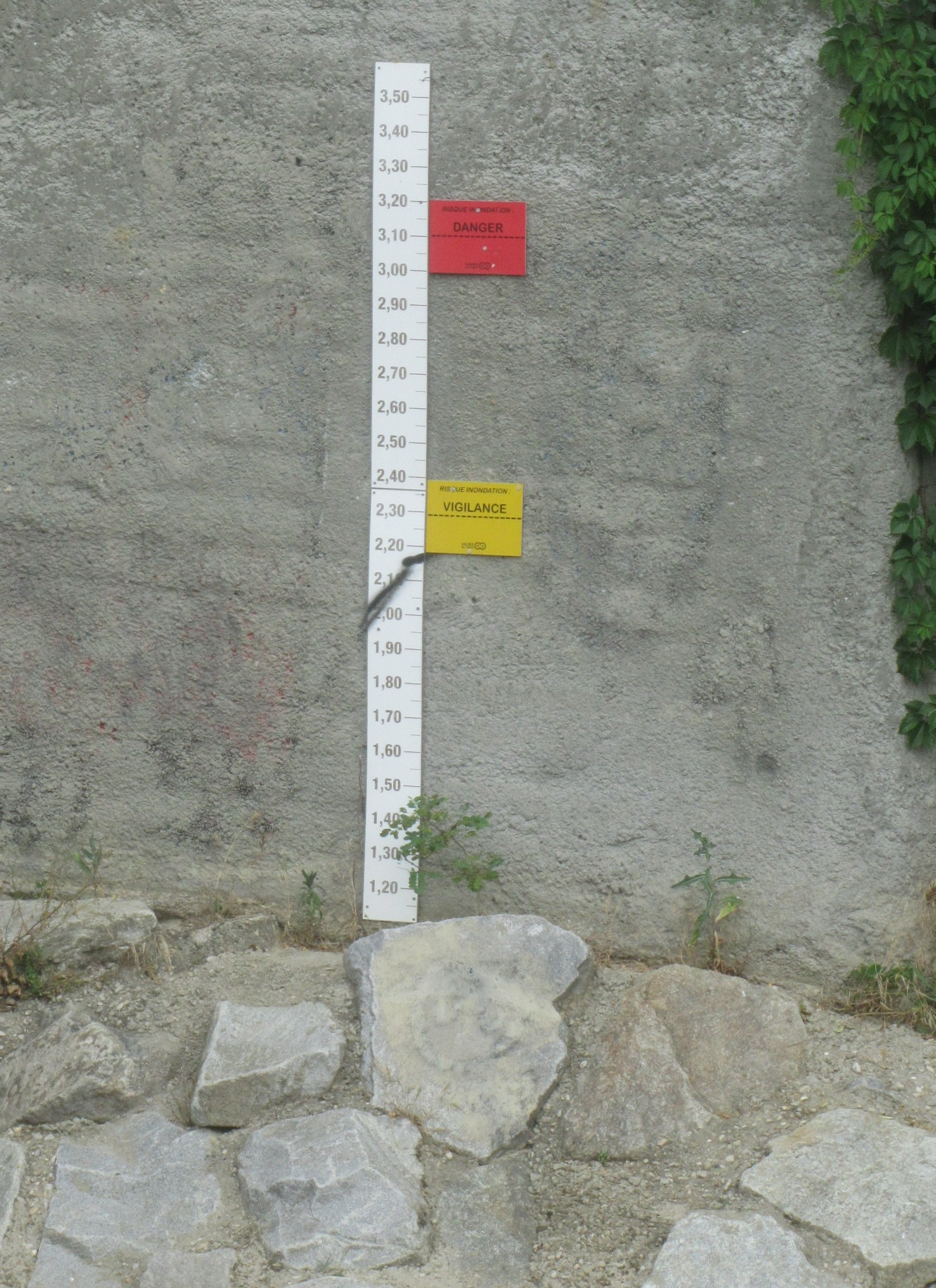
Repères sur le niveau des crues.
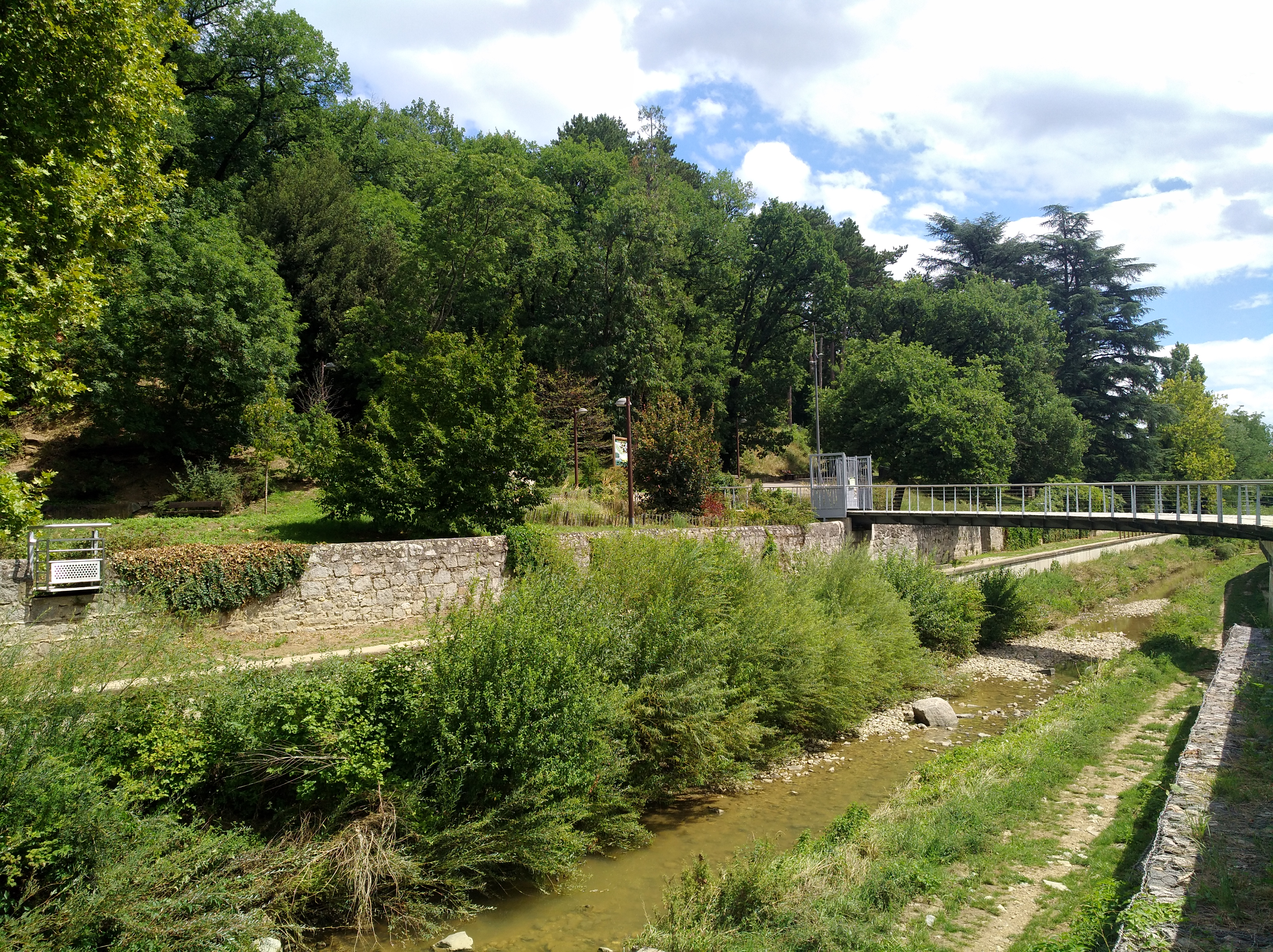
Berges de l'Yzeron.

## Toponymie
L'orthographe est passée par de nombreuses variantes au cours des siècles. Ce fut d’abord Aulanium en latin médiéval (843-853) qui signifiait « villa d’Aulanius », ou « villa d’Aulania ». Puis l’ancien français a fait son œuvre : on trouve Aulin, Aulyns et Aulins en (1297). Le moyen français apporte d’autres variantes Oulino, Ulino, Ullino et Ullins en (1370), puis Oulins et Oullins en (1393). La ville connaîtra encore les variantes Ulins, Ulin, Hulin, Heullain, Olins, Oulain dans son histoire avant d’avoir enfin Ullins puis de nouveau Oullins en (1789).

## Histoire
On atteste la présence d'une commune dénommée « Aulanius » dès le IXe siècle apr. J.-C. Elle était située sur « la Narbonnaise », voie romaine partant de Lyon et desservant le sud de la France. On retrouve des traces d'aqueducs romains par endroits. Vers 1225, Oullins est identifié comme intégré à l'archiprétré de Jarez. Jusqu'au milieu du XIXe siècle, c'est une commune essentiellement agricole.

### Oullins terre chrétienne

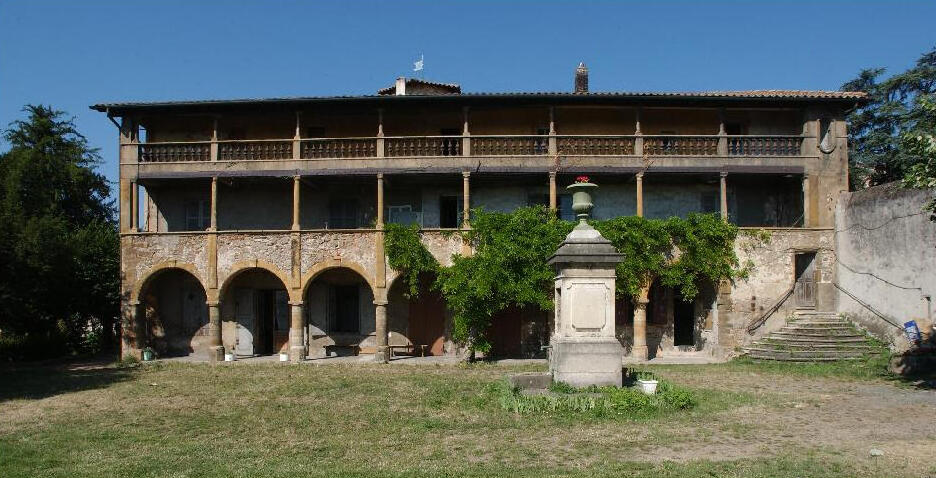
Le Petit Perron.

#### Le seizième siècle
Les marques d’un particulier attachement aux valeurs chrétiennes vont s’affirmer assez tardivement sur le territoire d’Oullins vers la fin du Moyen Âge. Certes, institutionnellement, la dépendance de l’archevêché de Lyon relève de l’évidence. On signale par ailleurs la présence d’un prieuré cistercien aux Chassagnes au XIIe siècle. Mais les fidèles ne jouissent même pas encore d’une organisation autonome puisque jusqu’au début du XIVe siècle le curé de la paroisse réside à Irigny et y délègue un simple vicaire. Il faudra du temps avant que la situation s’inverse au XVIIIe siècle. Dès cette époque la puissante influence de la métropole religieuse si proche se fait sentir, ne serait-ce que par l’appropriation foncière : en 1388, une quarantaine de Lyonnais possèdent une vigne sur les coteaux d’Oullins.
Il faut cependant attendre le grand essor de la période de la Renaissance pour que l’influence de la grande ville voisine s’exerce de manière quasi exclusive. Les archevêques exercent un pouvoir de contrôle non seulement en matière religieuse mais aussi au temporel. Ils peuvent mobiliser la population pour l’exécution de tâches d’intérêt général sous forme de corvées, par exemple pour l’entretien des voies ou la réfection du pont sur l’Yzeron. À leur titre de seigneur est attachée la fonction judiciaire. Ils peuvent toutefois vendre cette fonction rémunératrice à des autorités laïques, ce que fera en 1577 monseigneur Pierre d’Espinac, archevêque de 1573 à 1599 (cette situation durera jusqu’en 1622). Ils sont également propriétaires de certaines terres comme celle sur laquelle est leur château, à l’emplacement de Saint-Thomas d’Aquin aujourd’hui. Paradoxalement leurs concurrents les plus acharnés sont les chanoines du chapitre de Saint-Jean qui leur contestent parfois des droits sur des terres dont ils tirent leurs revenus.

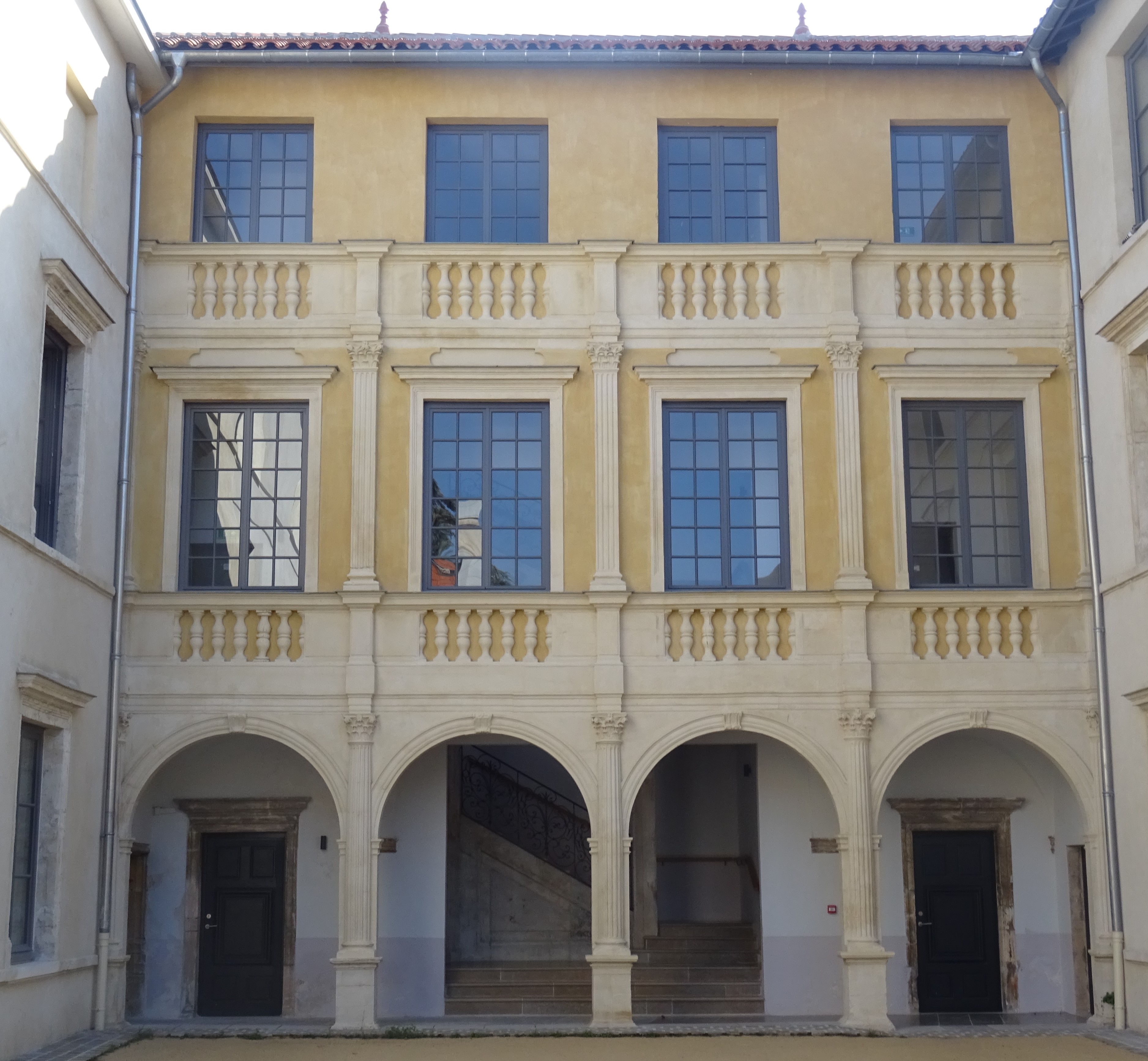
Le Grand Perron.

On sait le rôle capital des banquiers italiens dans le développement de Lyon au XVIe siècle. Ils sont nombreux à apprécier dans cette proche campagne les charmes d’une nature dans laquelle ils retrouvent un peu l’atmosphère de leur Toscane natale. Ils vont y établir leur maison des champs, selon l’expression consacrée. À cette époque, le territoire de Pierre-Bénite est partie intégrante d’Oulins. Il n’acquerra son autonomie que très tardivement en 1869 ! Il est donc légitime d’évoquer ici l’achat en 1518 du domaine du Petit Perron par le grand banquier florentin Antoine de Gondi (1486-1560). Il fera si bien souche en France que, par son mariage avec Marie de Pierrevive, il est aux origines d’une dynastie dont le plus illustre représentant sera le cardinal de Retz (1613-1679) (on s’accorde à reconnaître dans ses Mémoires un des premiers chefs-d’œuvre de la prose classique). Les deux niveaux de galeries à fines colonnes en façade de leur résidence du Petit-Perron témoignent encore aujourd’hui de l’influence de l’architecture italienne. L’originalité de l’escalier intérieur n’est perceptible qu’aux visiteurs privilégiés. En revanche, de leur proche château du Grand Perron n’a été conservée qu’une façade Renaissance car l’ensemble a été détruit en 1977 pour l’agrandissement de l’hôpital Jules Courmont. La présence à Oullins des Gadagne, l’autre grande dynastie florentine, n’a pas laissée de trace. C’est pourtant Thomas III, l’un des membres de la dynastie qui s’était porté acquéreur de la seigneurie en 1577.

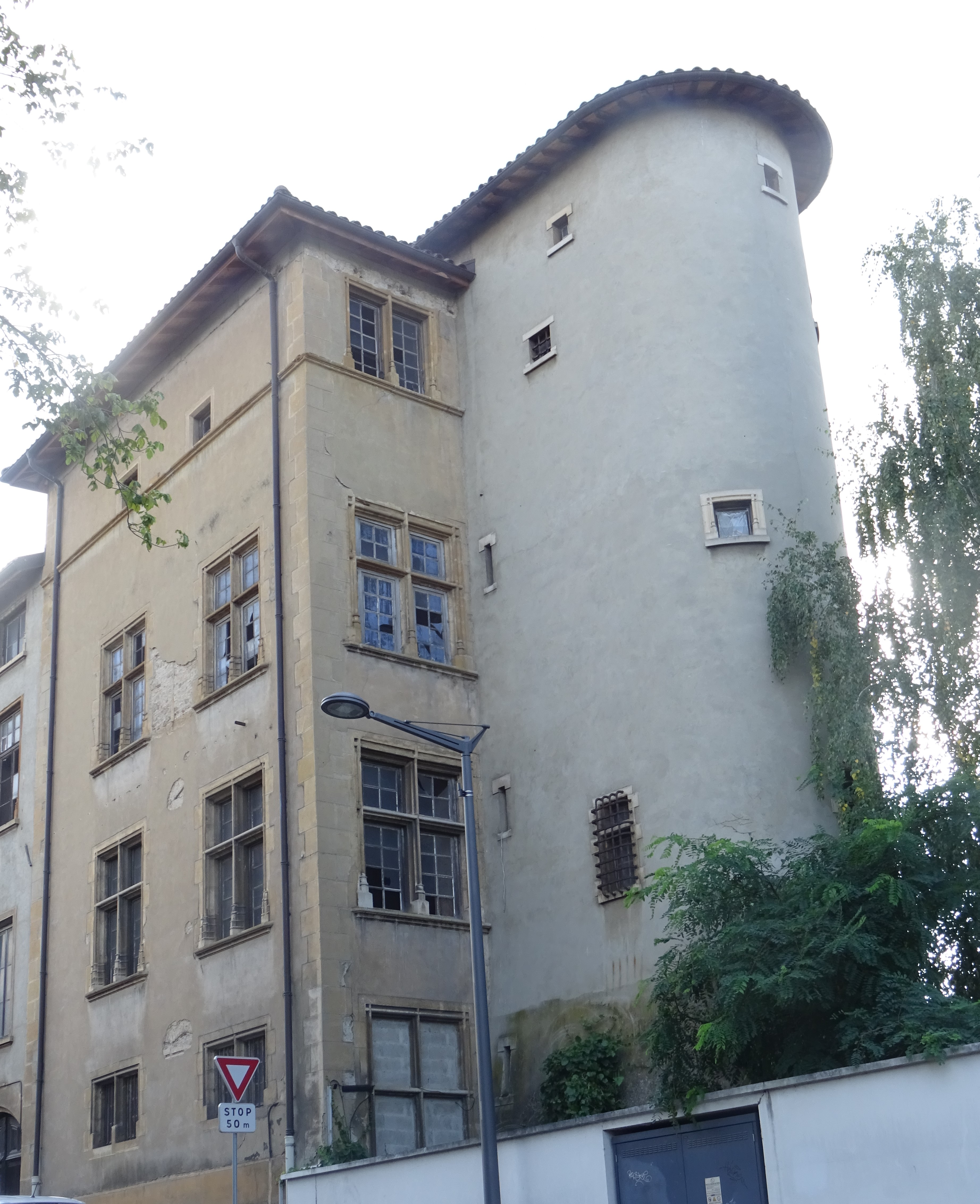
Château de la Bussière.

La présence sur la terre oullinoise de tels hôtes prestigieux lui vaut d’avoir été honorée de la présence des rois de France. Antoine Gondi avait ainsi reçu François 1er au Grand Perron. Le château reçut à nouveau en 1564 la visite de Charles IX et de Catherine de Médicis. C’est cependant une famille locale qui doit le plus à son dévouement pour la cause royale. Lorsque François 1er a été tenu en captivité après sa défaite à Pavie par l’armée de Charles Quint en 1526, Constance Dei, épouse Gayot, contribua au paiement de la rançon pour la somme de 20 pistoles. Un tel geste méritait récompense et a permis à la donatrice d’entreprendre l’embellissement de sa résidence connue sous le nom de Bussières son propriétaire au XVIIe siècle.
Oullins n’a pas trop eu à souffrir des guerres de religion à l’inverse de Lyon qui tomba entre les mains du fameux baron des Adrets en 1562. La reconquête de la ville est partie d’une troupe concentrée à Saint-Genis-Laval et peut-être d’Oullins. Le protestantisme a-t-il fait des adeptes sur place ? On se borne à constater que, en exécution de l’édit de Nantes qui autorisait la pratique du culte réformé dans une liste précise de localités, Oullins y figure et aura un temple près de l’église paroissiale. Mais la présence de ces Huguenots est mal tolérée, ils sont souvent molestés et demandent un lieu de prière plus sûr. Ils le trouveront à Saint-Romain-au-Mont-d’Or où ils s’exilent en 1630.

#### AuXIXesiècle: les congrégations

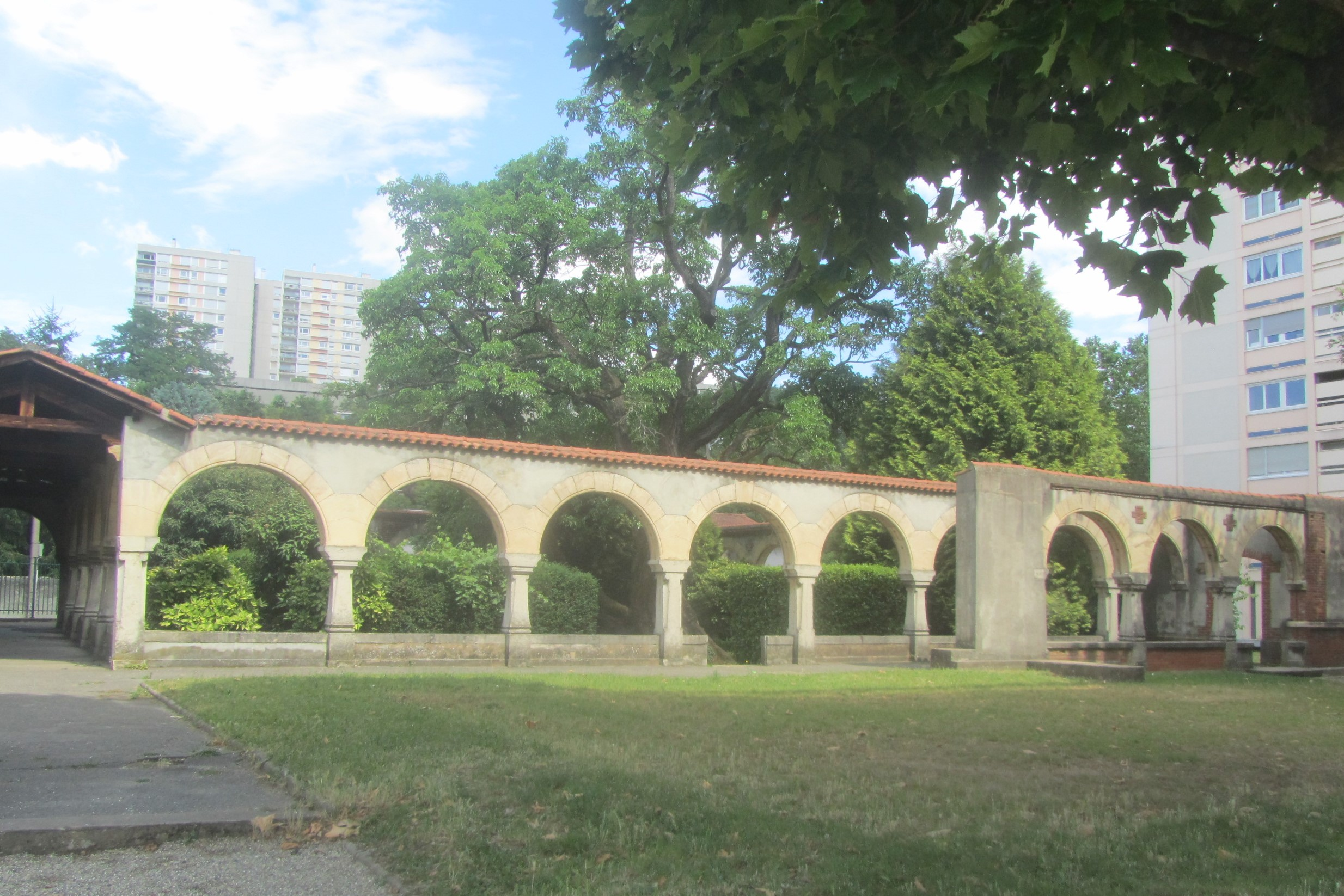
Les Arcades, vestiges du cloître des dominicaines.

Après la tourmente révolutionnaire qui a laissé peu de traces à Oullins, le renouveau religieux s’est manifesté par la multiplication des congrégations. On en a compté onze : sept de femmes et quatre d’hommes. L’installation des Carmélites s’est faite difficilement en 1860 avec plusieurs déménagements. Elles devaient être expropriées lors du percement d’une nouvelle voie publique en 1926. La nature même de cet ordre contemplatif explique la discrétion de son empreinte dans la cité. Il n’en va pas de même des autres congrégations qui entendaient, elles, jouer un rôle actif dans les domaines de l’assistance et de l’éducation, missions traditionnelles de l’Église. En matière d’assistance, les premières à intervenir furent, en 1851, les sœurs de Saint-Vincent-de-Paule qui accueillaient les orphelins dont elles veillaient à la formation professionnelle en vue de leur insertion dans la vie active. Elles prirent ensuite en charge les vieillards. Elles ont été relayées dans leur première fonction par la DASS à partir de 1974 où elles sont passées sous direction laïque. C’est en 1872, 33 ans après le rétablissement de l’ordre par Lacordaire qu’ouvre à Oullins un couvent de dominicaines, sur le site initialement réservé aux carmélites, avec la ferme intention d’exercer leur apostolat en faveur des familles ouvrières en difficulté. Elles ne devaient pas manquer d’ouvrage en des temps où l’arrivée du chemin de fer induisait le développement des usines. Leur présence, un temps interrompu par la loi de séparation de 1904, devait durer jusqu’en 1962 date de leur départ pour le monastère de Chalais dans le massif de la Chartreuse. Leur bâtiment a été démoli pour faire place à l’ensemble immobilier des Arcades qui tire son nom des vestiges conservés du cloître. On peut assimiler à une congrégation l’association fondée en 1835 par trois prêtres lyonnais sous le nom de refuge saint Joseph. Elle avait son siège à l’angle des actuelles rues Pierre-Semard et Dubois-Crancé. Sa vocation était de recueillir « des enfants que leurs familles envoyaient librement au refuge pour les corriger et les moraliser par le travail et la religion ou des enfants vagabonds, abandonnés par leurs parents ». Le règlement, jugé exemplaire, fut adopté par l’État dans tous les établissements correctionnels. Le 28 février 1848, 200 émeutiers venus de Lyon se livrèrent au saccage de l’établissement sous le prétexte que les enfants employés au travail de la soie exerçaient une concurrence déloyale aux professionnels. L’abbé Rey, fondateur de l’institution, devra attendre 8 ans avant de percevoir une indemnisation mais l’’activité avait déjà pu reprendre et même prospérer après cet accès de fièvre dans les premiers jours de la Révolution de 1848. Le Refuge devait être transféré à Brignais en 1884.Beaucoup plus tardive est l’initiative du cardinal Maurin puisque c’est en 1929 qu’il ouvre une maison de retraite de 36 chambres pour ouvrières et servantes âgées mais en dehors de toute congrégation. La résidence Cardinal-Maurin existe toujours mais a été laïcisée en 1983 et comporte soixante lits médicalisés.

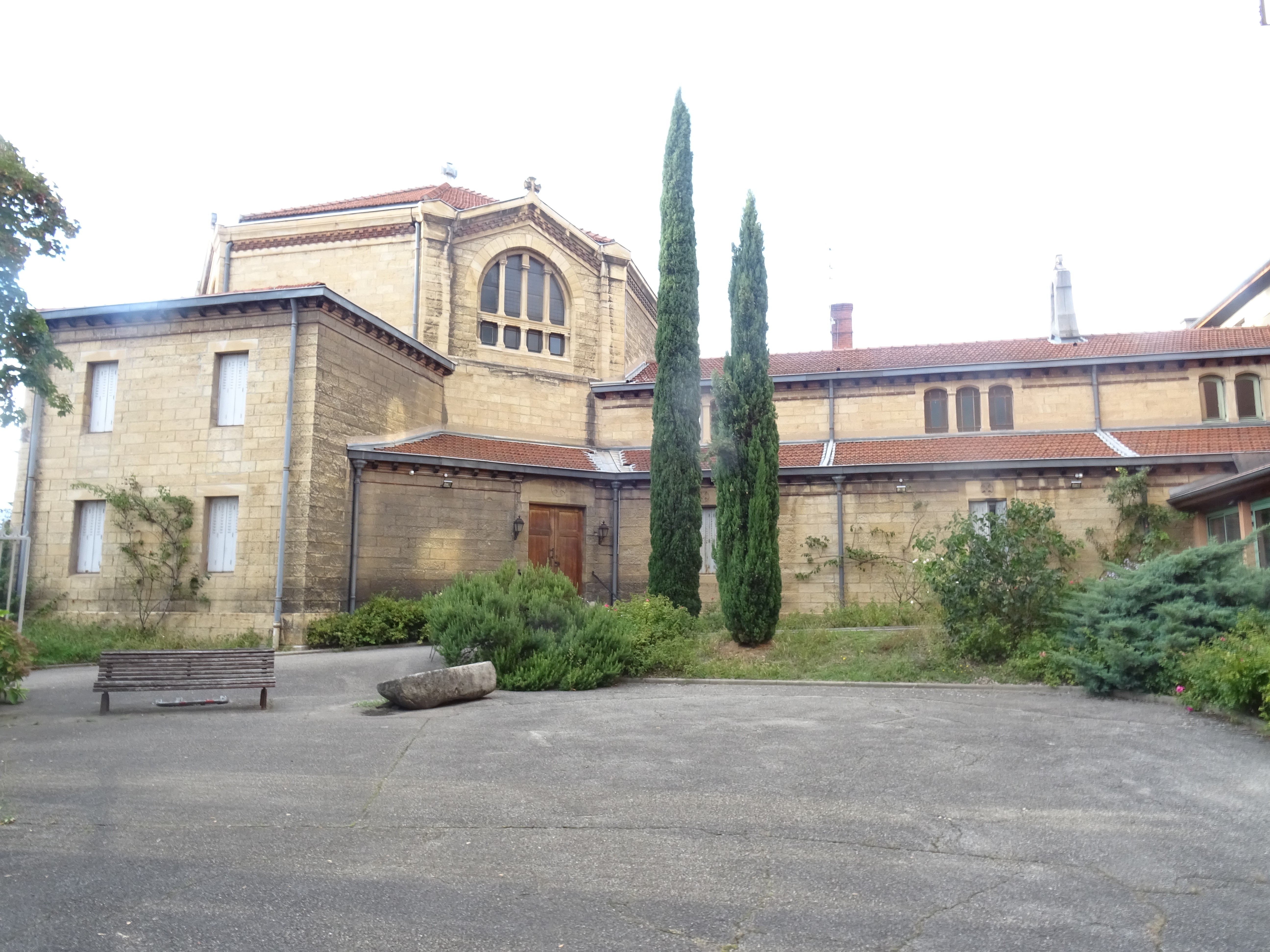
Résidence Cardinal-Maurin, chapelle.
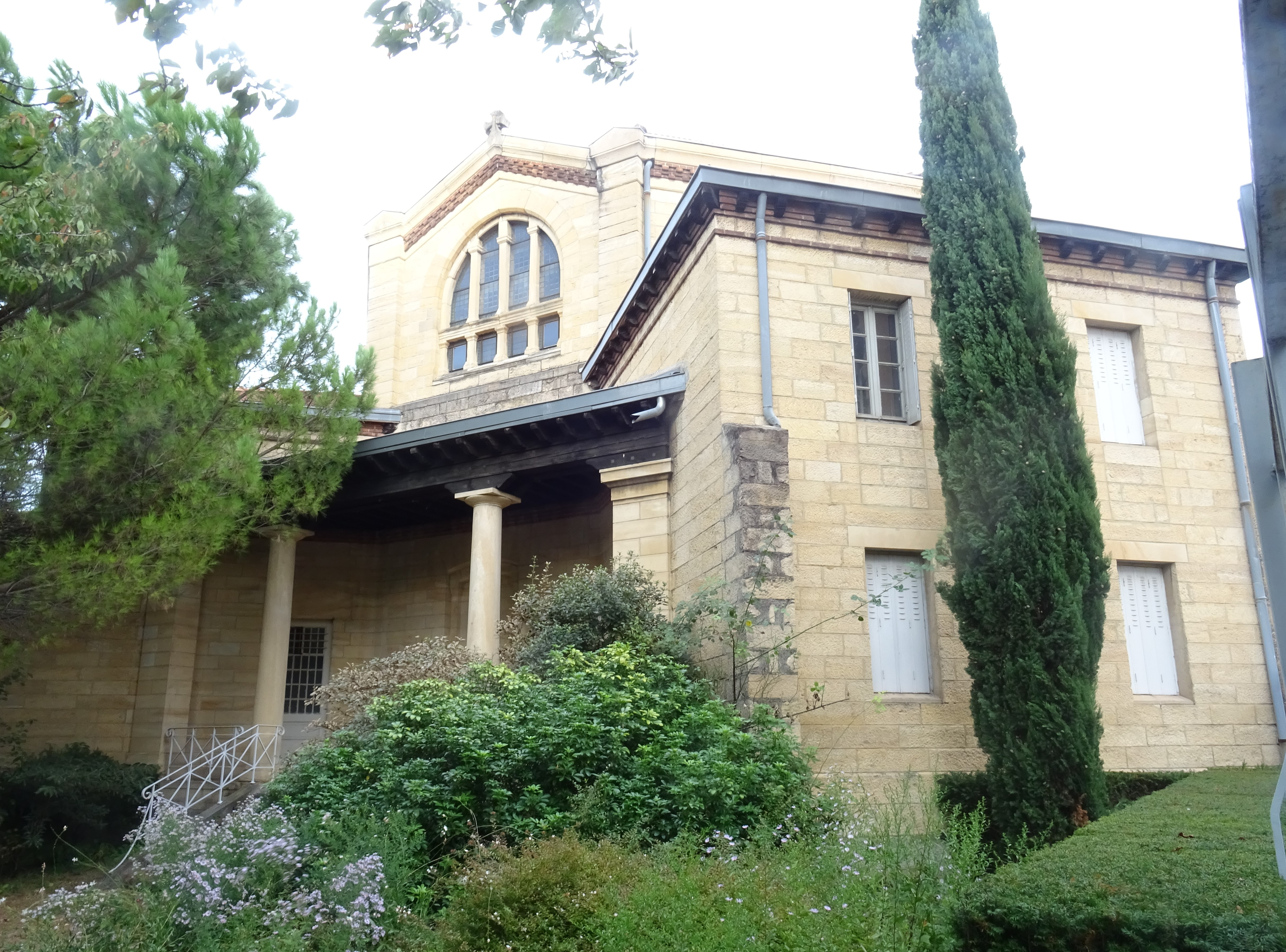
Résidence Cardinal-Maurin, aile gauche.
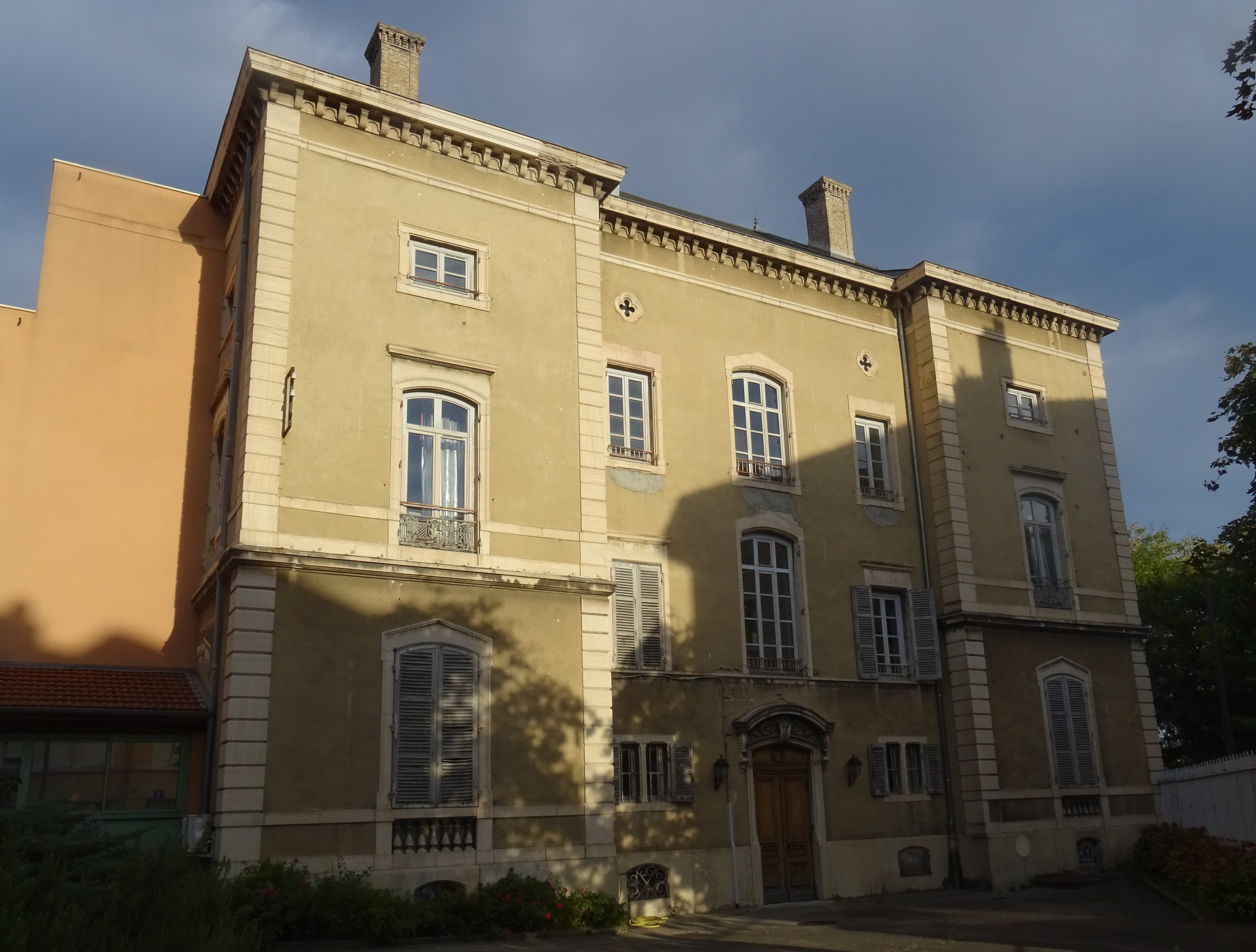
Résidence Cardinal-Maurin, aile droite.
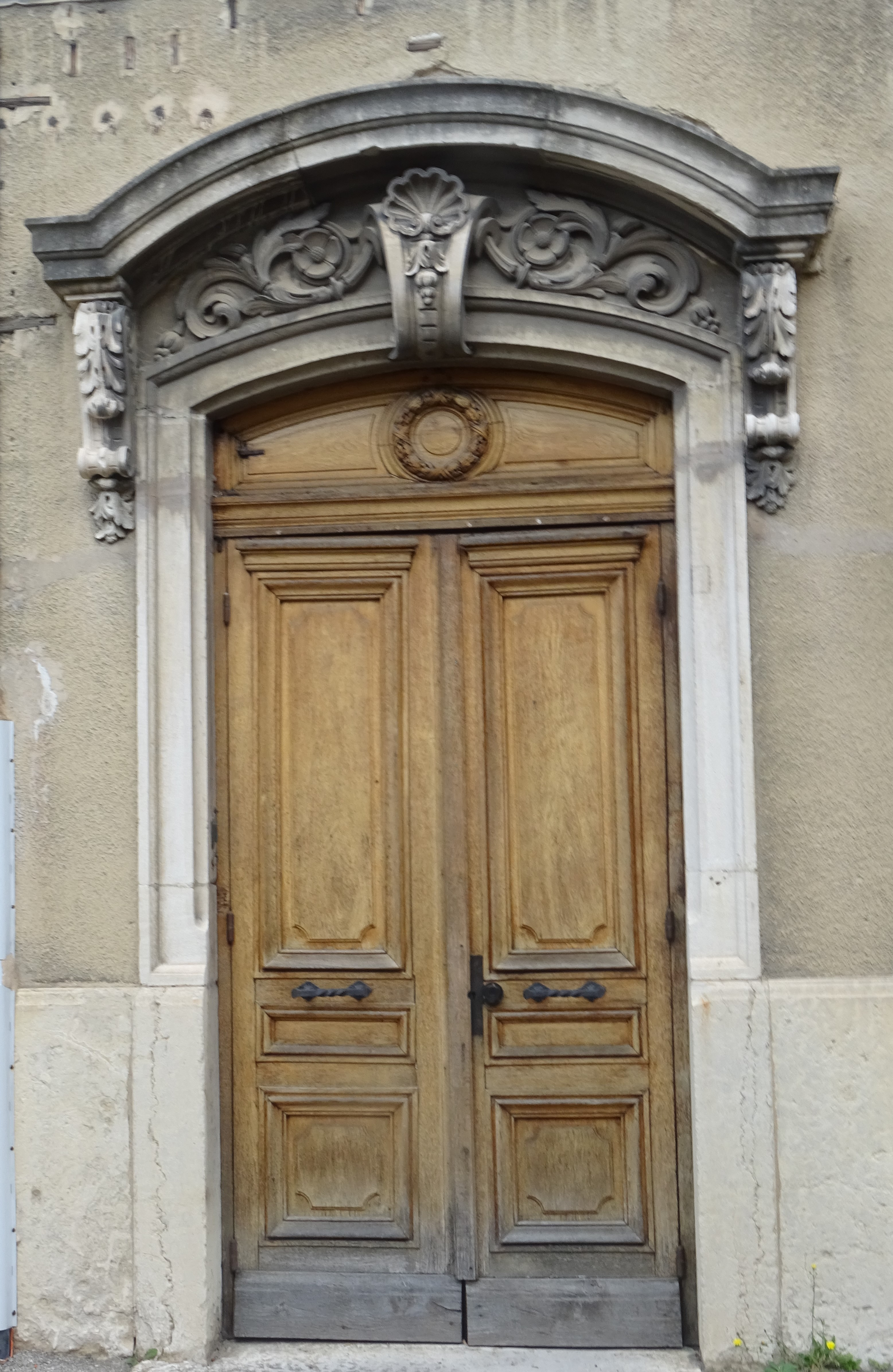
Résidence Cardinal-Maurin, porte.

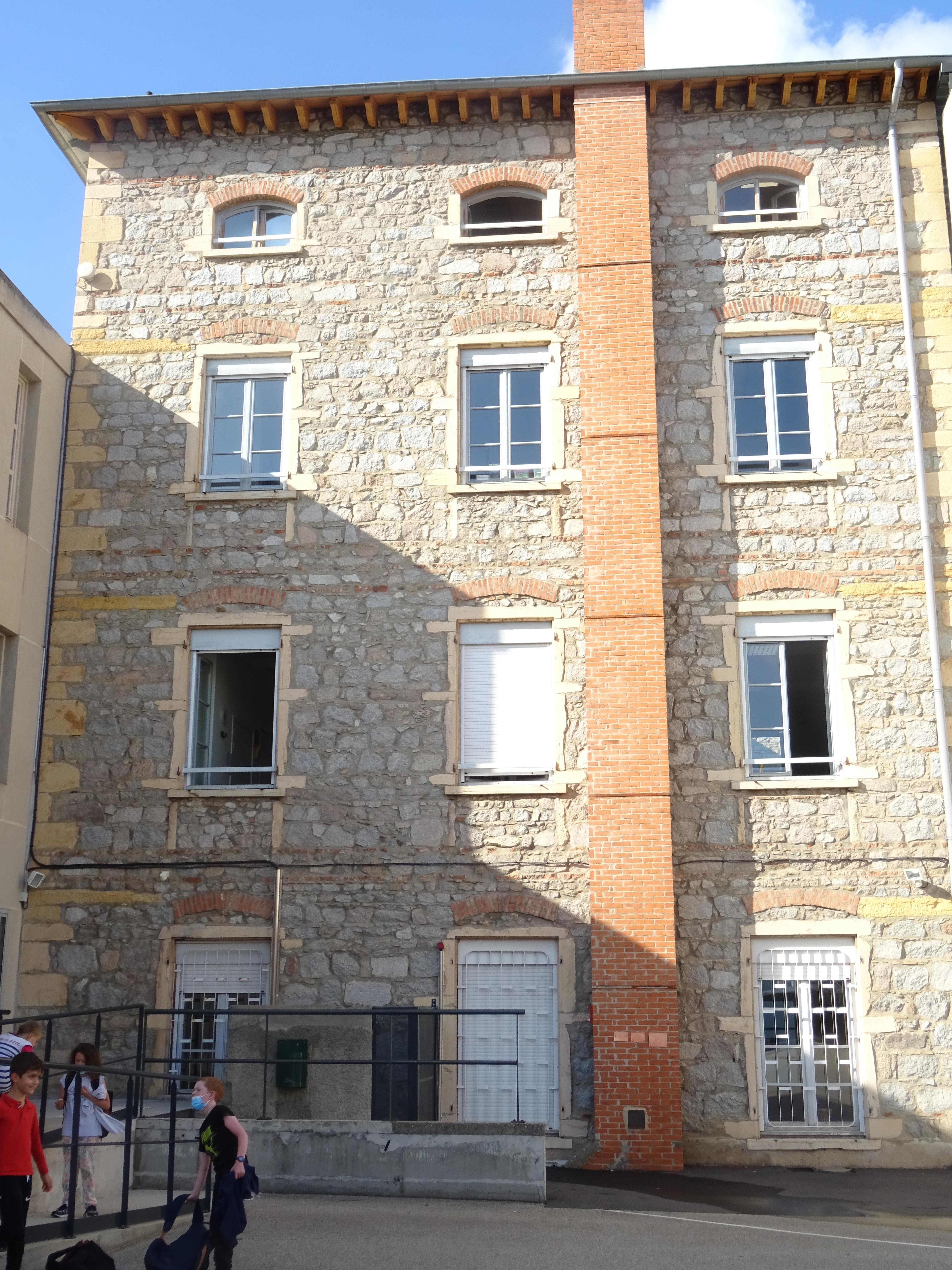
École la Camille, bâtiment ancien.

Les pouvoirs publics, État et communes, ont tardé à prendre en charge l’éducation des enfants et c’est dans ce domaine que l’Église s’est montrée la plus active. L’exemple d’Oullins est assez démonstratif. Depuis les années 1830 la municipalité et les Frères de la Doctrine chrétienne se sont disputé l’éducation des garçons jusqu’en 1904 où ces derniers ont été expulsés. Le groupe scolaire d’enseignement libre mais non confessionnel Fleury-Marceau, en est aujourd’hui le modeste héritier. En revanche, on peut s’étonner de la très grande place que conserve aujourd’hui l’enseignement catholique sur le territoire de la commune d’Oullins avec les trois établissements de la Camille, des Chassagnes et Saint-Thomas d’Aquin. La Camille est le nom de la rue par laquelle on désigne familièrement Notre-Dame du Bon Conseil. Ce n’était au départ (1815) qu’une école de filles fondée par les sœurs Saint-Charles et transférée en 1844 sur le site actuel. L’histoire de l’établissement serait une énumération fastidieuse des agrandissements successifs tant avant 1914 que dans la période de 1966 à 1995 malgré la libération d’espace par la suppression de l’internat. En 1947, les sœurs de l’Enfant Jésus du Puy en ont pris le relais. 900 élèves fréquentent aujourd’hui sa maternelle et son école primaire.
L‘originalité des Chassagnes, juchés sur le même site que l’ancien prieuré clunisien en rive gauche de l’Yzeron tient à l’extraordinaire succession d’affectation des bâtiments dans un vaste parc boisé : ouverture en 1855 d’un pensionnat de jeunes filles par la congrégation Notre-Dame de Nazareth ; en 1914-18 : les locaux libérés depuis leur séquestre par l’État en 1904 sont convertis en hôpital militaire ; en 1928 : le diocèse de Lyon, à nouveau propriétaire y transfère le petit séminaire depuis Sainte-Foy-l’Argentière ; en 1942-45 : c’est un hôpital militaire allemand. En 1965, retour aux activités scolaires. L’Institution libre des Chassagnes accueille aujourd’hui des collégiens, des lycéens et les étudiants de deux BTS ainsi qu’un CFA (environ 700 élèves au total).

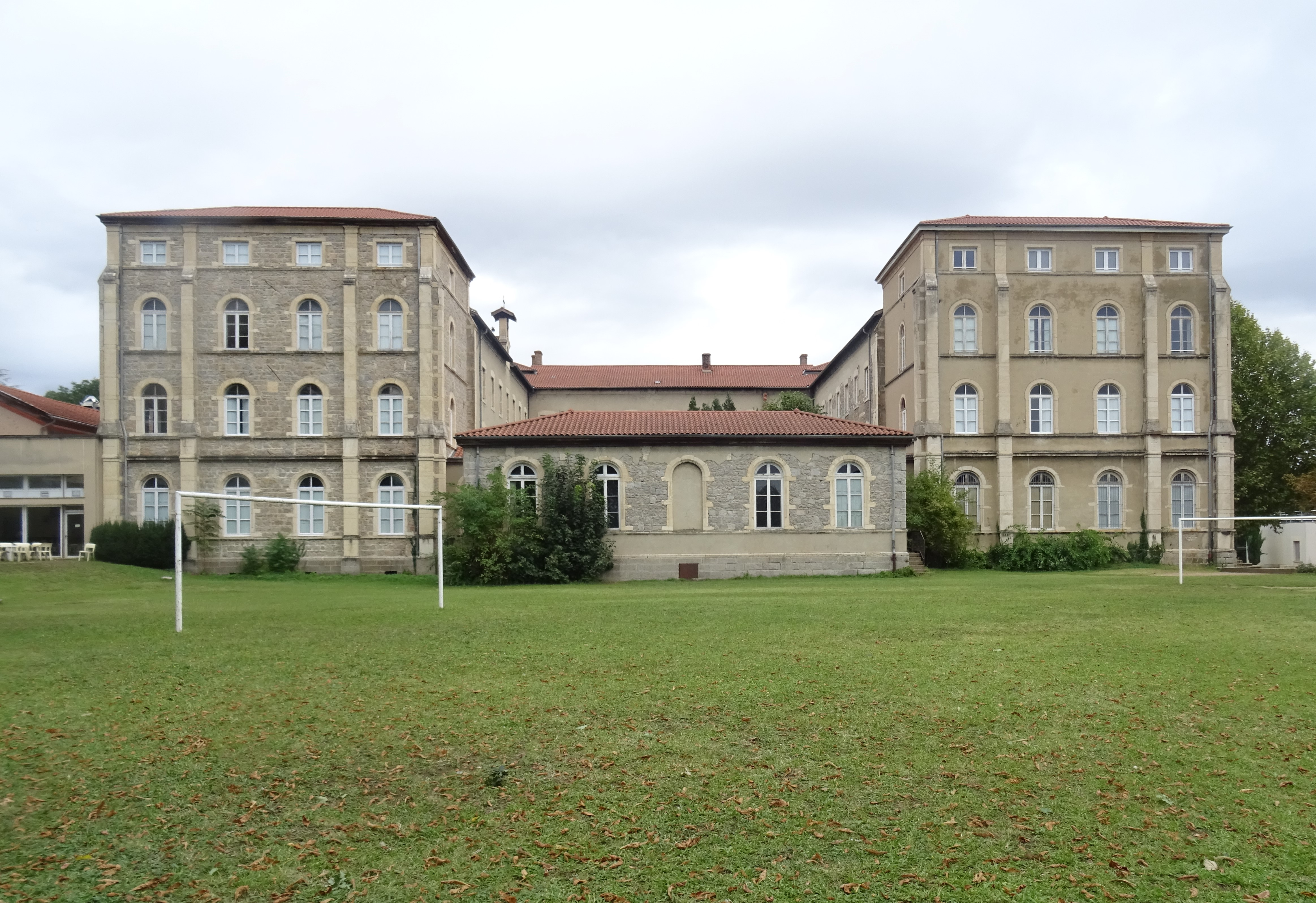
Bâtiment des Chassagnes.
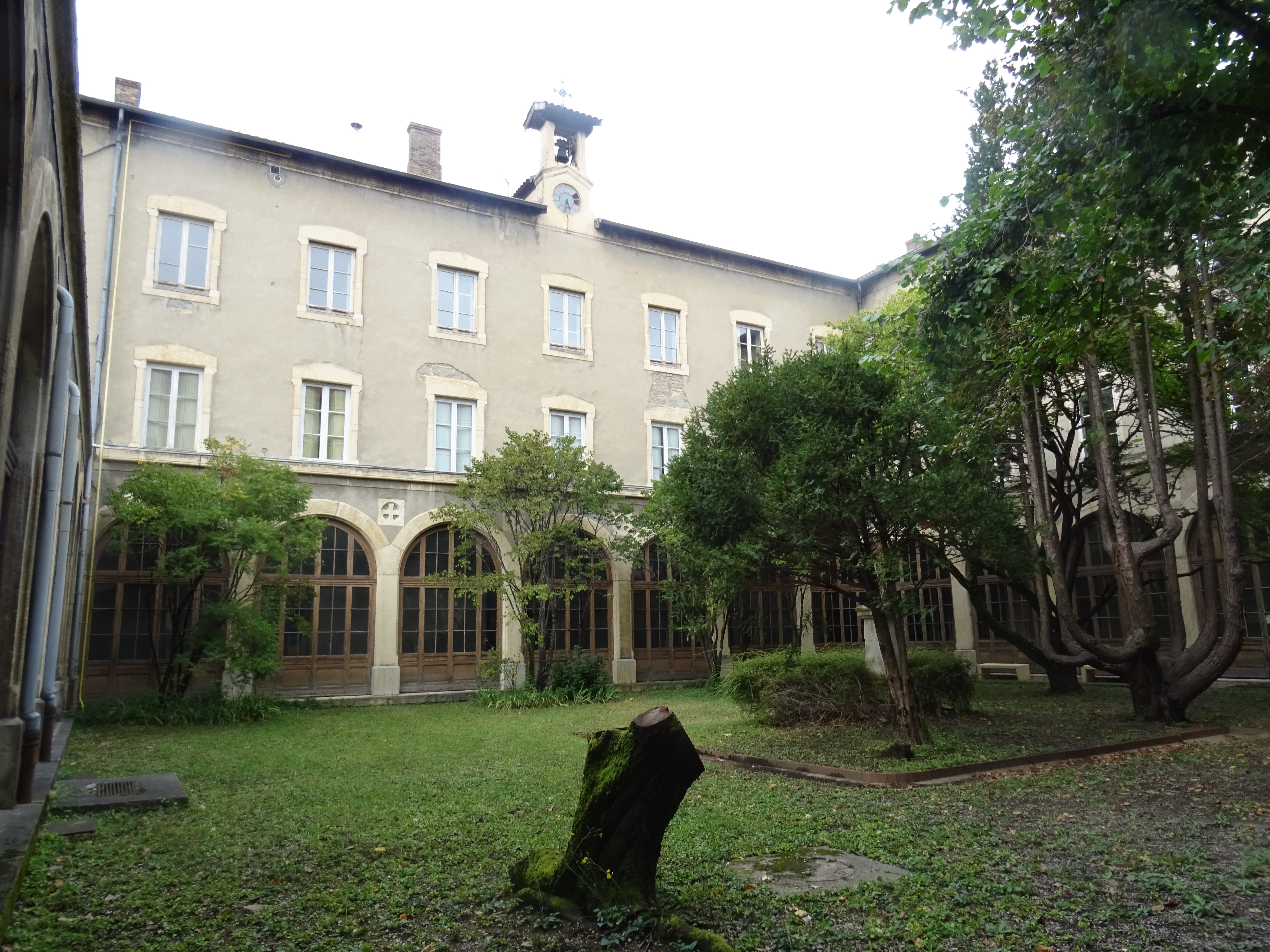
Les Chassagnes, cloître.
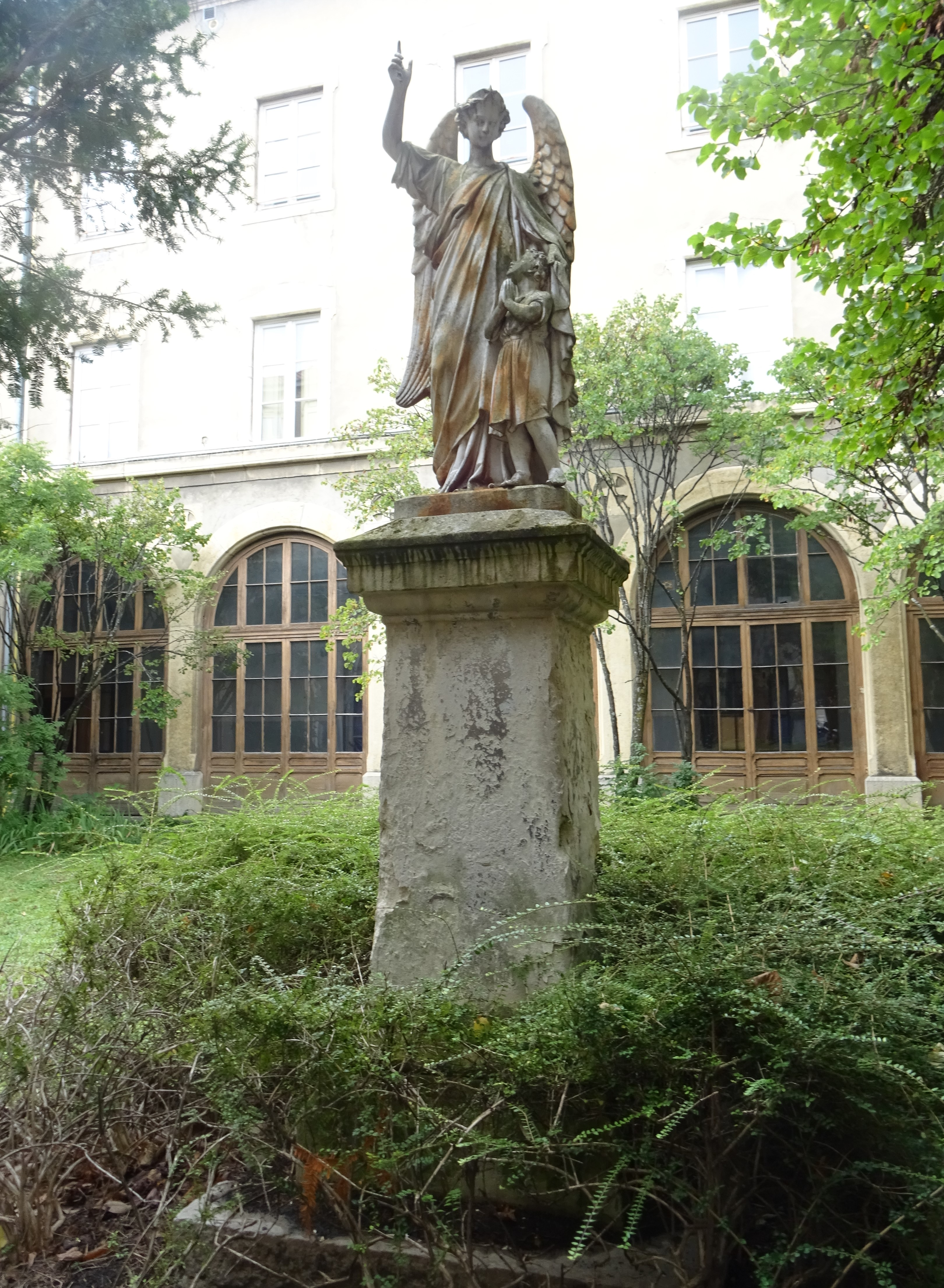
Les Chassagnes, l'ange gardien.
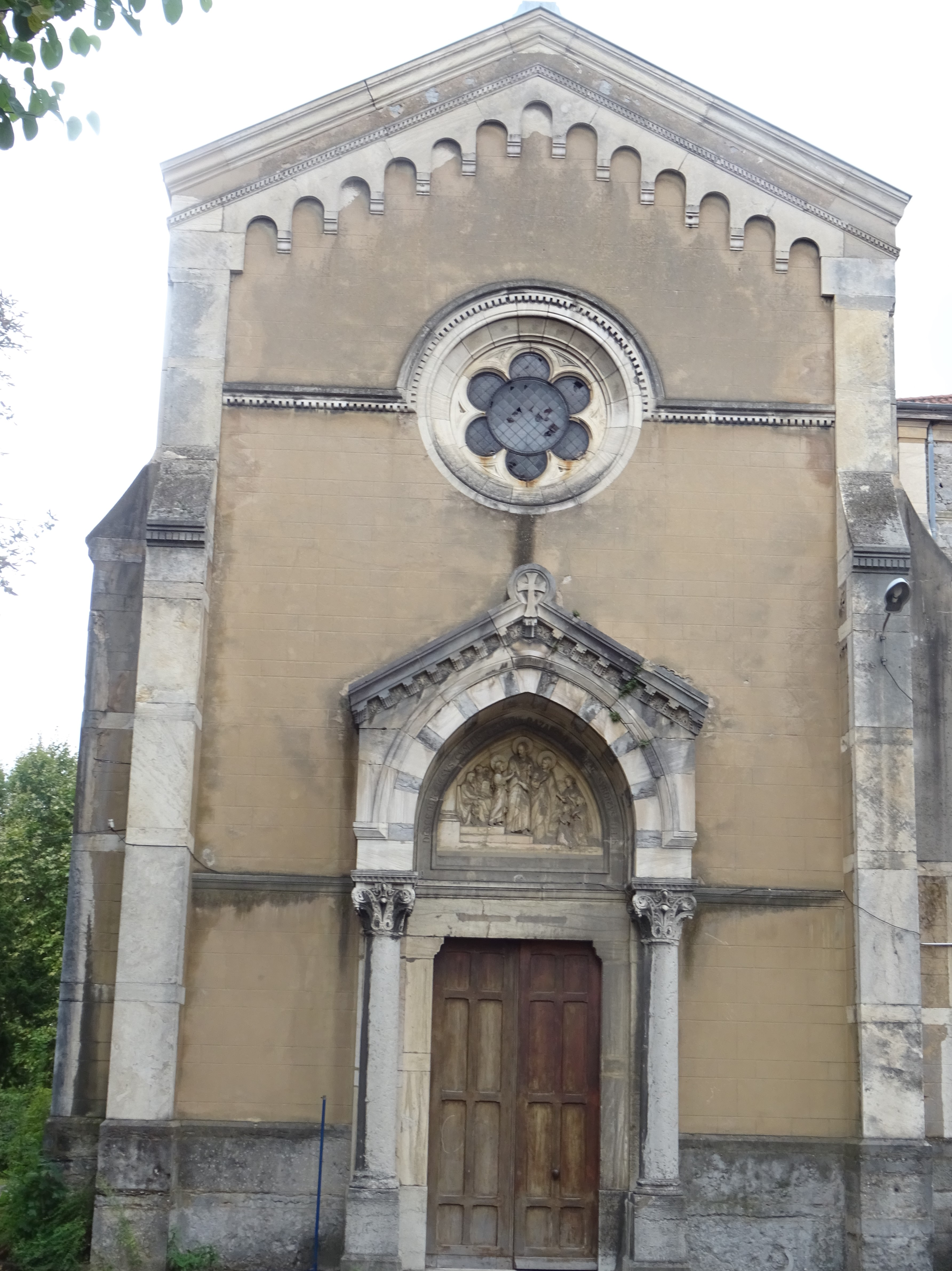
Les Chassagnes, la chapelle.
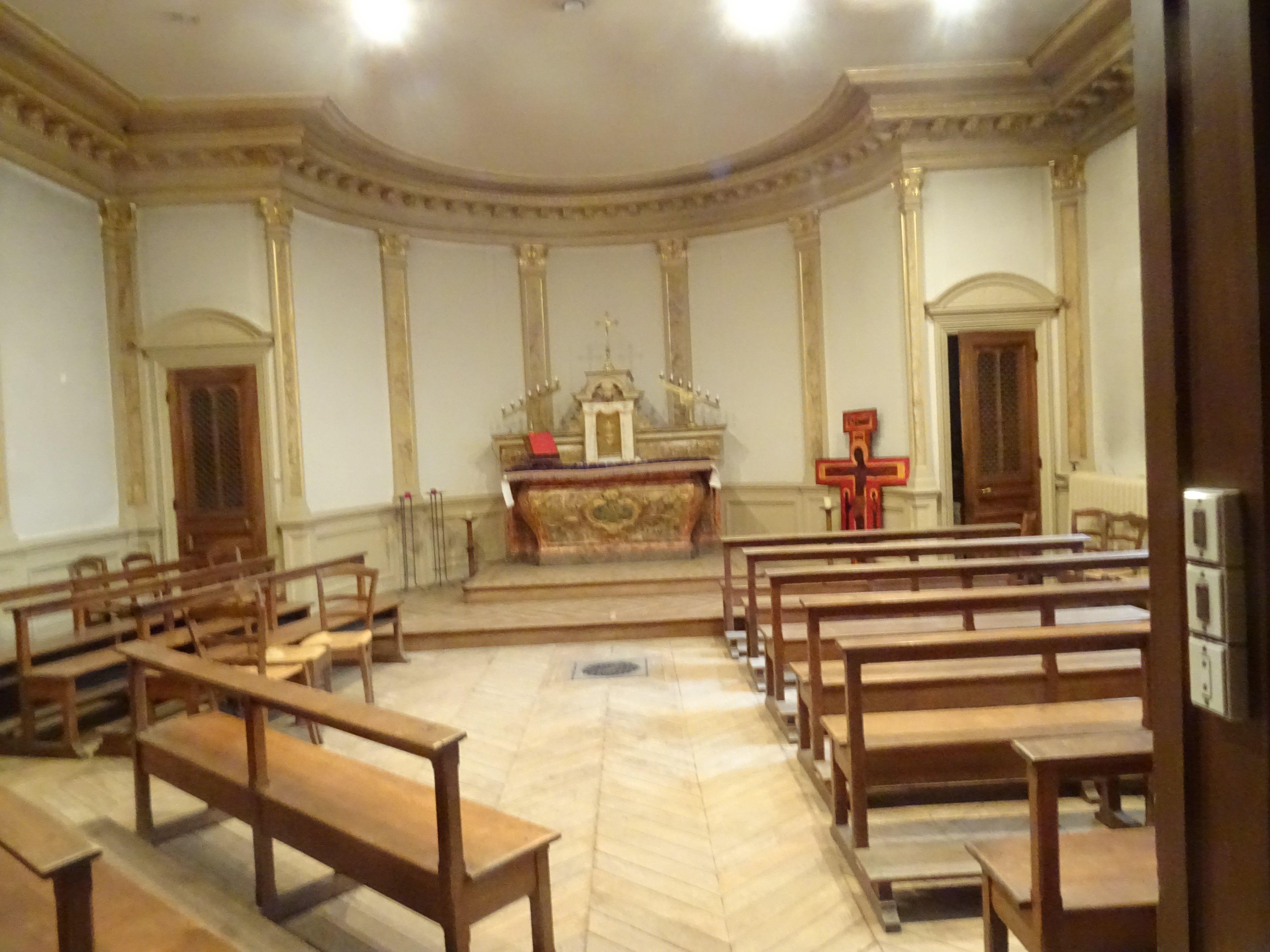
Les Chassagnes, intérieur de la chapelle.

L'établissement Saint Thomas d’Aquin s'installe sur l’emplacement d’un premier château des archevêques. Pierre Guérin de Tencin (1679-1758), nouveau titulaire du siège épiscopal rachète la vaste propriété en 1751 et consacre sa fortune à l’édification des bâtiments dont il confie l’aménagement à l’architecte Jacques-Germain Soufflot. Il faut s’imaginer l’ensemble de la propriété faisant tache verte avec son grand parc boisé sur le coteau en rive droite de l’Yzeron, au milieu des vignes qui couvriront encore 2 000 ha sur le territoire de la commune en 1860. Le prélat, dont c’est la résidence d’été, y reçoit de nombreuses personnalités dont une fille de Louis XV,. C’est en 1835 que s’installe dans les locaux de l’ancienne résidence un modeste collège d’une centaine d’élèves. Sa notoriété s’accroît lorsque les dominicains en prennent la direction en 1852 avec Henri Lacordaire qui lui donne le nom de Saint-Thomas d’Aquin. La construction de la chapelle date de 1861. Elle est l’œuvre de ce même Pierre Bossan qui lancera à partir de 1871 les travaux de la basilique de Fourvière. A l’intérieur on peut admirer son autel en marbre blanc. Les peintures de chaque côté de la nef sont l’œuvre de Paul Borel qui leur consacrera gratuitement une vingtaine d’années (1860-1880).

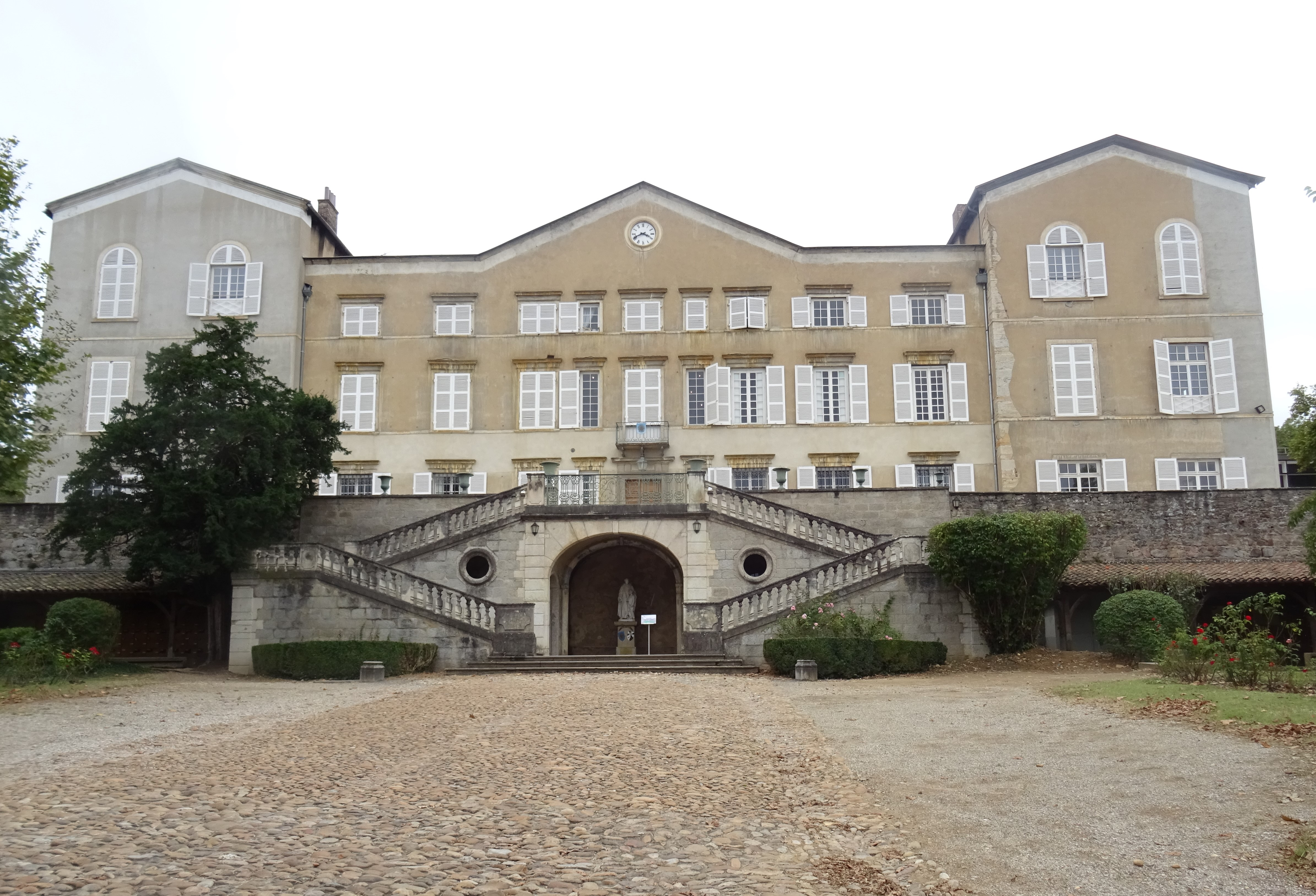
Saint Thomas d'Aquin, vue générale.
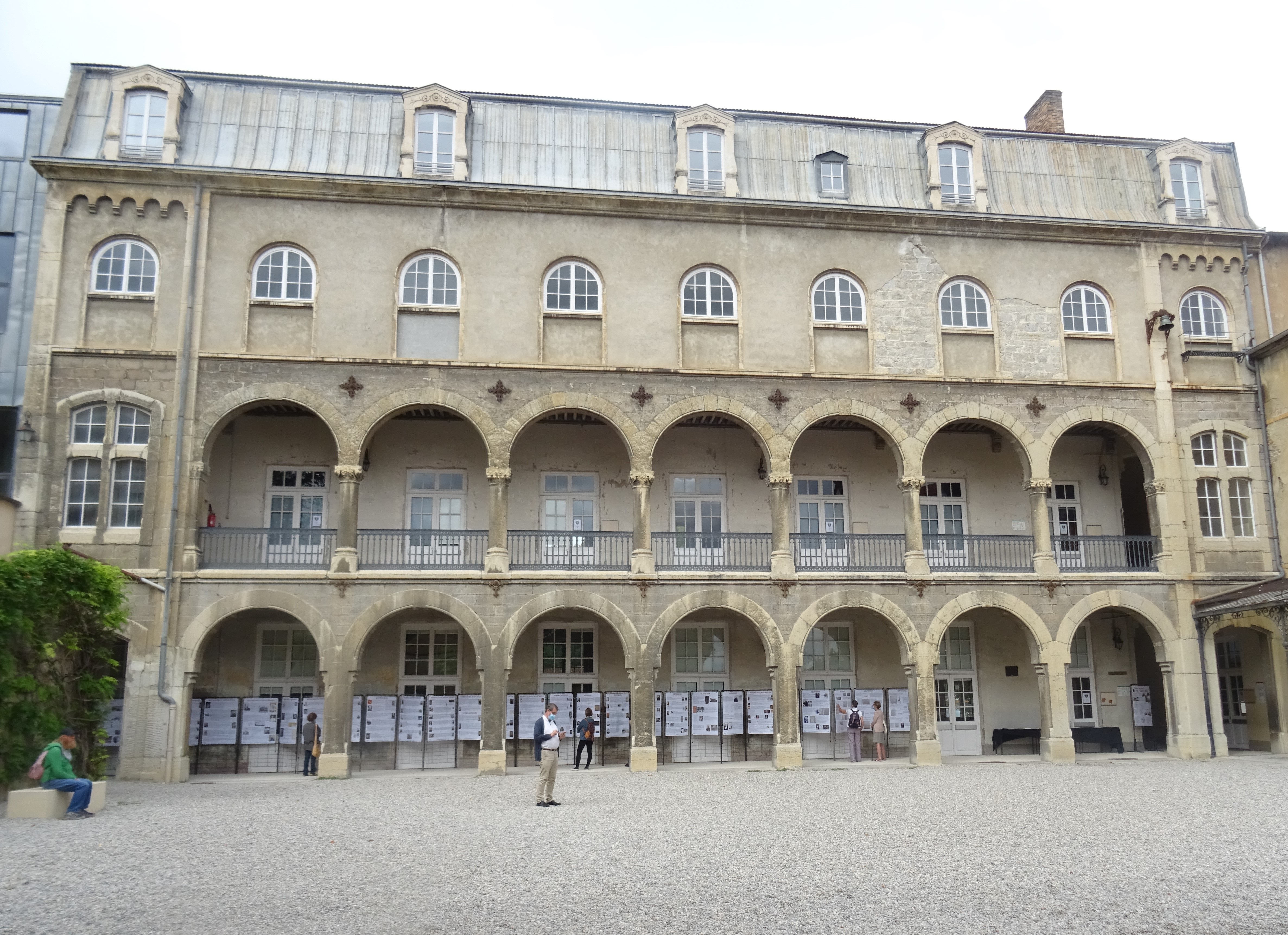
Saint-Thomas-d'Aquin, aile XVIIIe siècle.
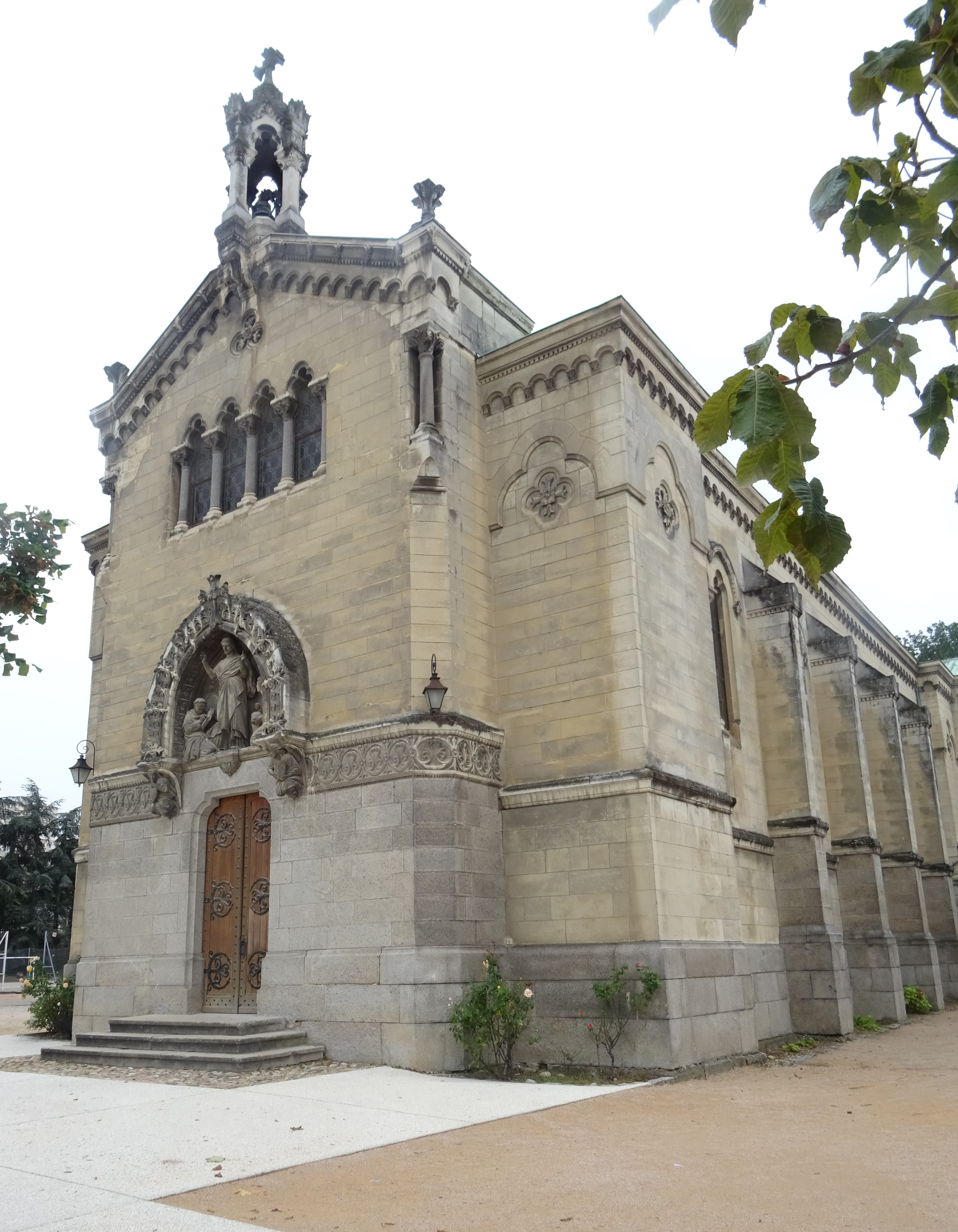
Chapelle Saint-Thomas-d'Aquin.
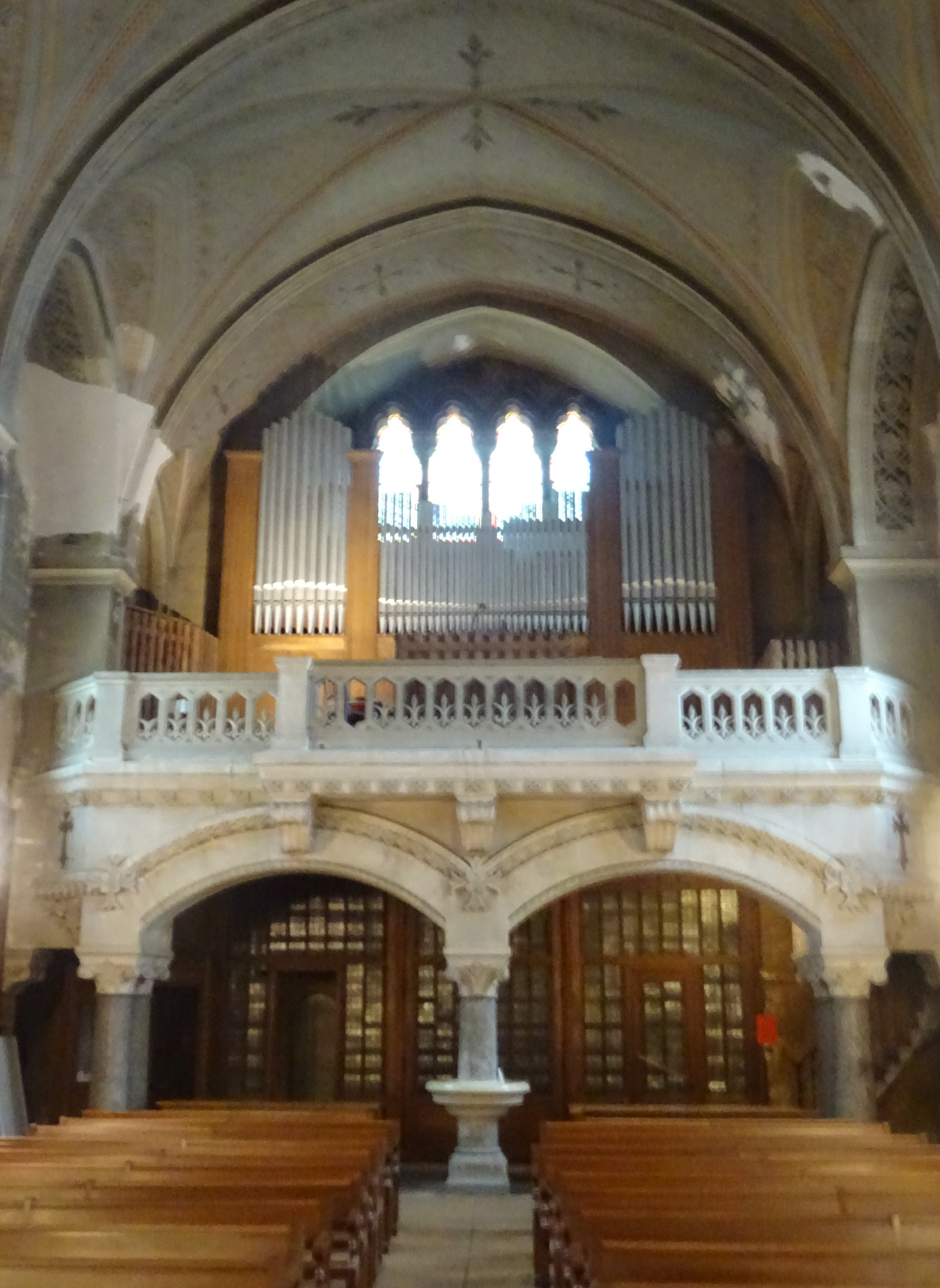
Intérieur de la chapelle Saint-Thomas-d'Aquin.
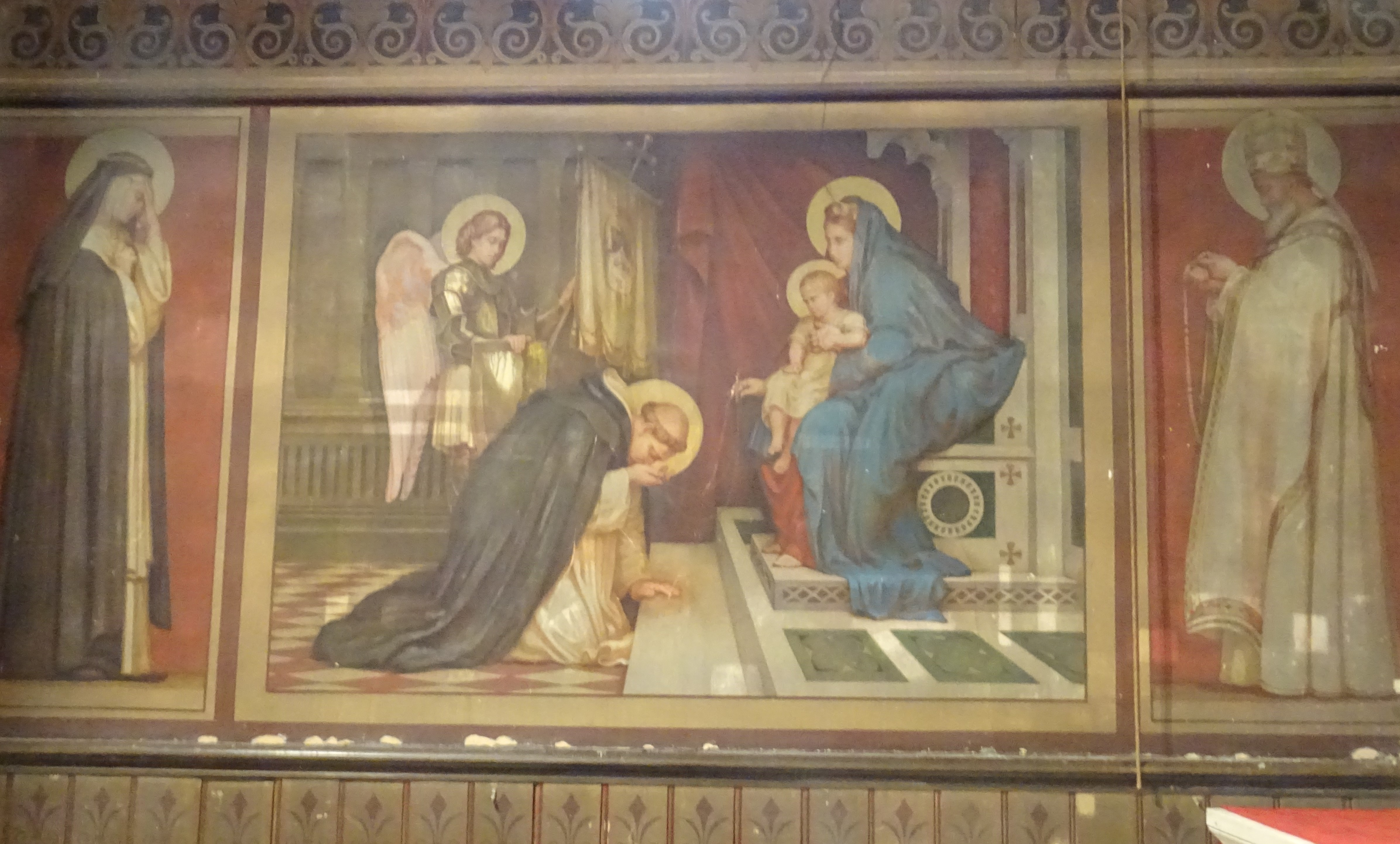
Scène de l'Adoration.

Saint-Thomas d’Aquin sera fermé en 1903, en application de la loi sur les congrégations et les dominicains partent pour la Suisse. Ils n’en reviendront qu’en 1928 et en assumeront encore la direction jusqu’en1980. L’établissement compte pendant l’année scolaire 2017-2018 près de 1 500 élèves : 750 au collège, 633 au lycée ; 89 dans le supérieur. Nombreuses sont les personnalités qui y ont reçu leur formation scolaire dans les domaines les plus divers : citons Gaston Baty (théâtre), Edmond Locard (criminologie), Jean Mérieux (pharmacie), Jean-Louis Schérer (haute couture).

#### Un patronat éclairé
Oullins entre dans l’ère industrielle dans la deuxième moitié du XIXe siècle. S’il est possible d’affirmer que pendant cette révolution à la classe ouvrière oullinoise fut épargnée la misère propre à ce qu’on a appelé le capitalisme manchestérien, elle le doit pour partie à l’attitude d’un patronat profondément marqué par l’esprit chrétien. De même qu’au XVIe siècle l’influence lyonnaise compte pour beaucoup dans cette situation.
Cette remarque vaut pour la personnalité de François Barthélemy Arlès-Dufour malgré un certain anticléricalisme. Il s’inscrivait nettement dans le courant saint-simonien tout comme son ami Prosper Enfantin qui a souvent été son invité à Oullins. Tirant sa richesse du négoce de la soie, ce Lyonnais a exercé une influence importante à travers plus de 55 années de présence à la Chambre de Commerce et d’Industrie de Lyon ». Il acquiert à Oullins une propriété bourgeoise qui occupe une large part du raide versant dominant la rive gauche de l’Yzeron. Il y entreprend d’importants travaux de terrassement, installe la première passerelle sur cette rivière. « Il construit la maison principale et les chalets destinés à ses enfants. L’ensemble s’appelait le Montroses et comprenait aussi une ferme la Recouvrance, avec des terres agricoles ». Ses descendants les Chabrières vendirent le domaine de 12 ha à la commune en 1929. Celle-ci le transforma en parc public connu aujourd’hui sous le nom de Chabrières-Arlès. La population doit donc à Arlès-Dufour ce lieu de promenade de grande proximité et s’y retrouve chaque année depuis 1991 pour les Journées de l’Iris dont la ville possède le plus beau jardin en France. Il entendait bien « donner l’instruction et l’éducation professionnelle à plus d’enfants possible et le mieux possible ». En tant que fondateur à Lyon de la Société d’Enseignement Professionnelle du Rhône (toujours existante) il n’avait pas oublié Oullins où certains cours de cette école étaient dispensés. Il créa la première bibliothèque publique sous le nom de bibliothèque populaire en 1868, objet d’incessantes vexations de la part du curé qui jugeait le fonds licencieux. Il a également construit une école supérieure libre et laïque rémunérée par lui seul. Son fils Gustave devait être nommé maire de la commune de 1870 à 1872.

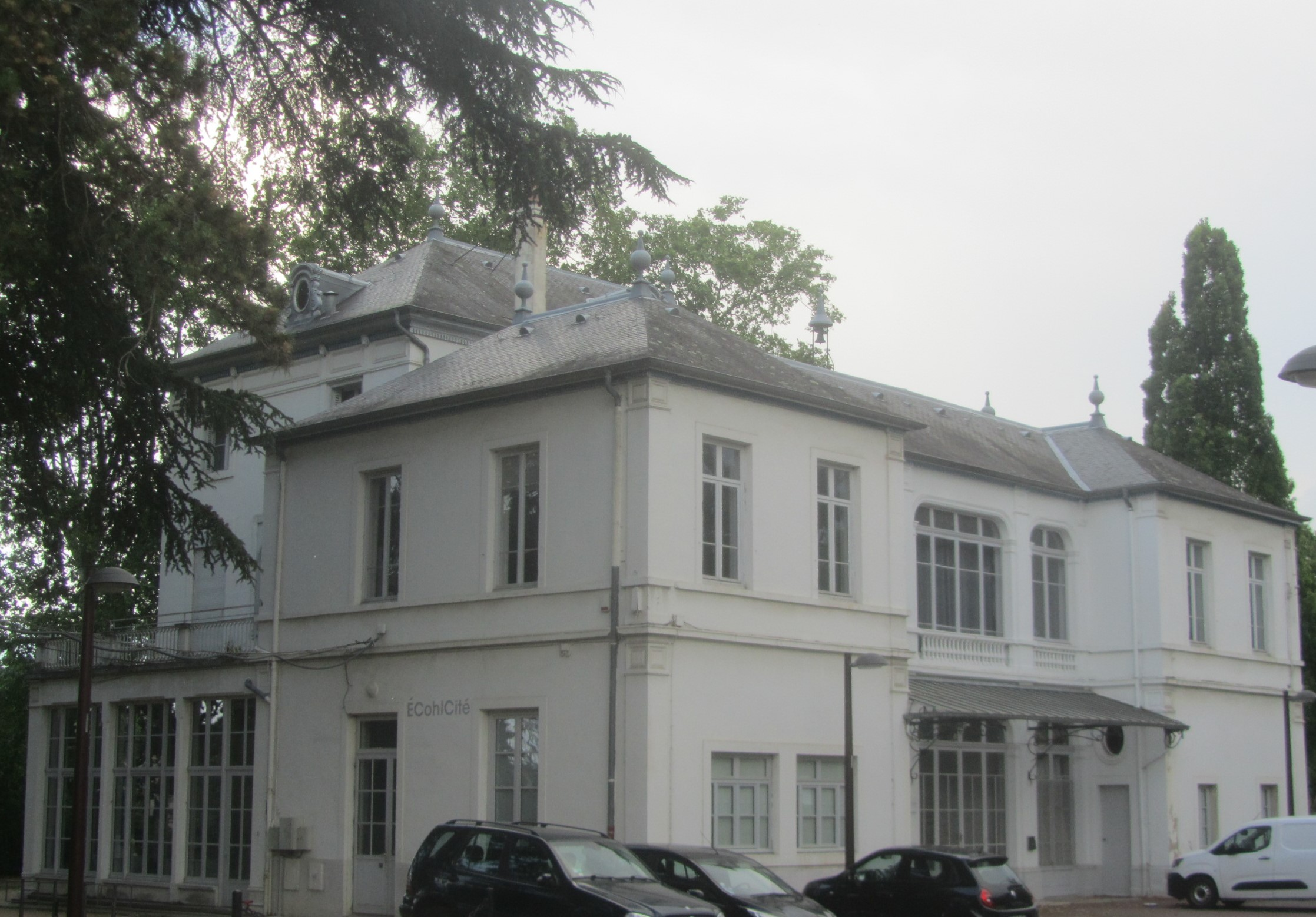
Maison principale Arlès-Dufour.
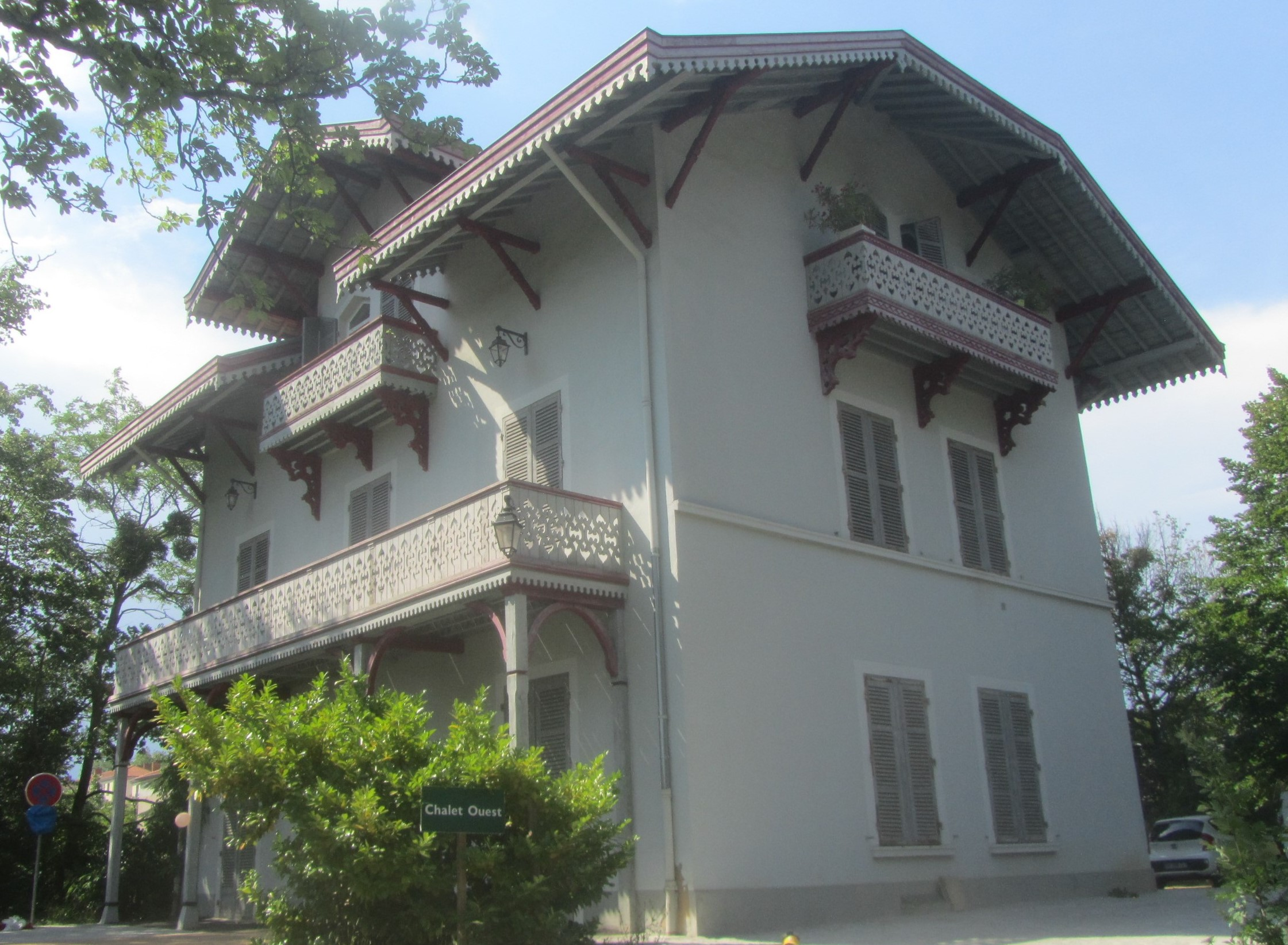
Grand chalet Arlès-Dufour.
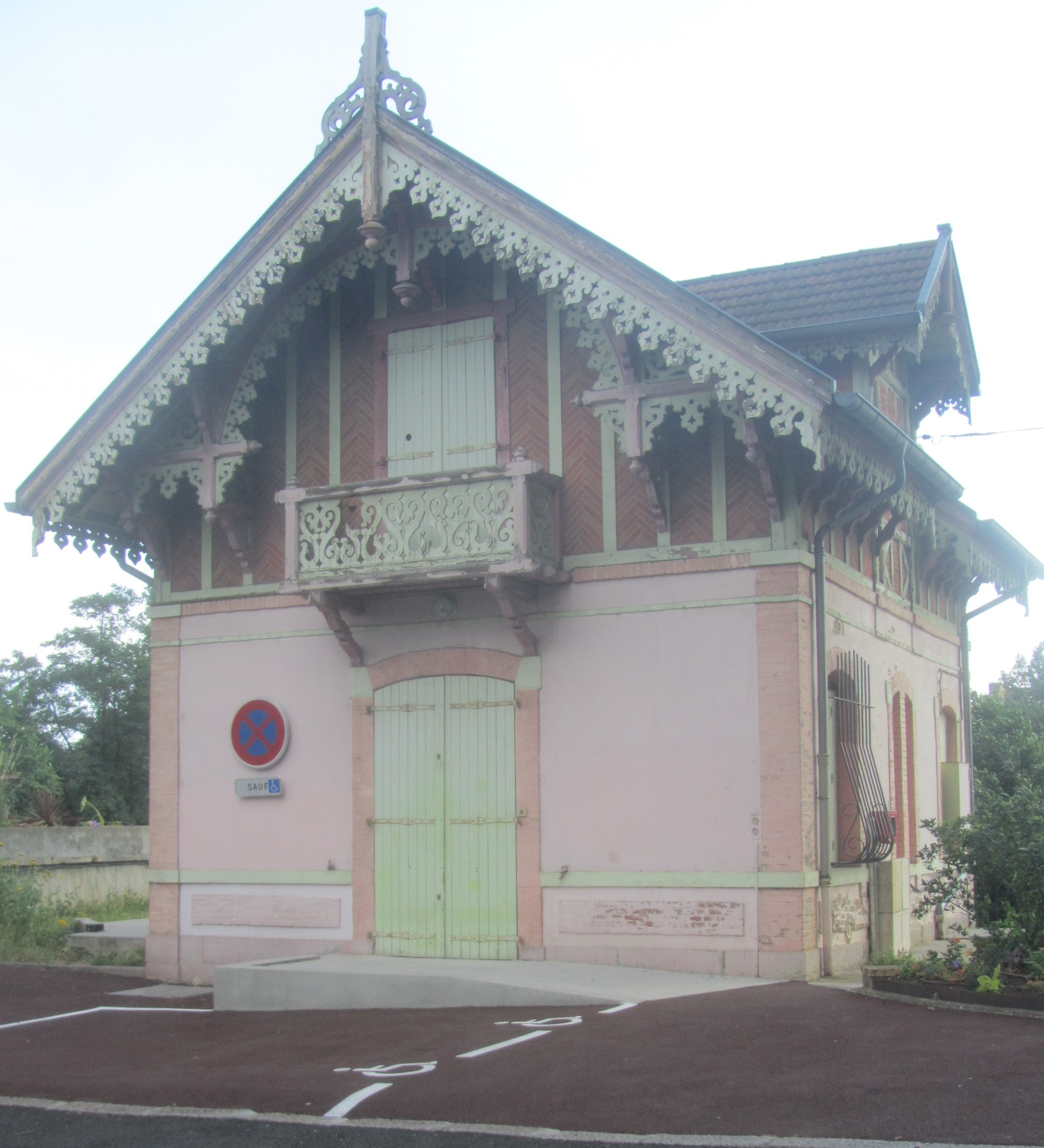
Petit chalet Arlès-Dufour.
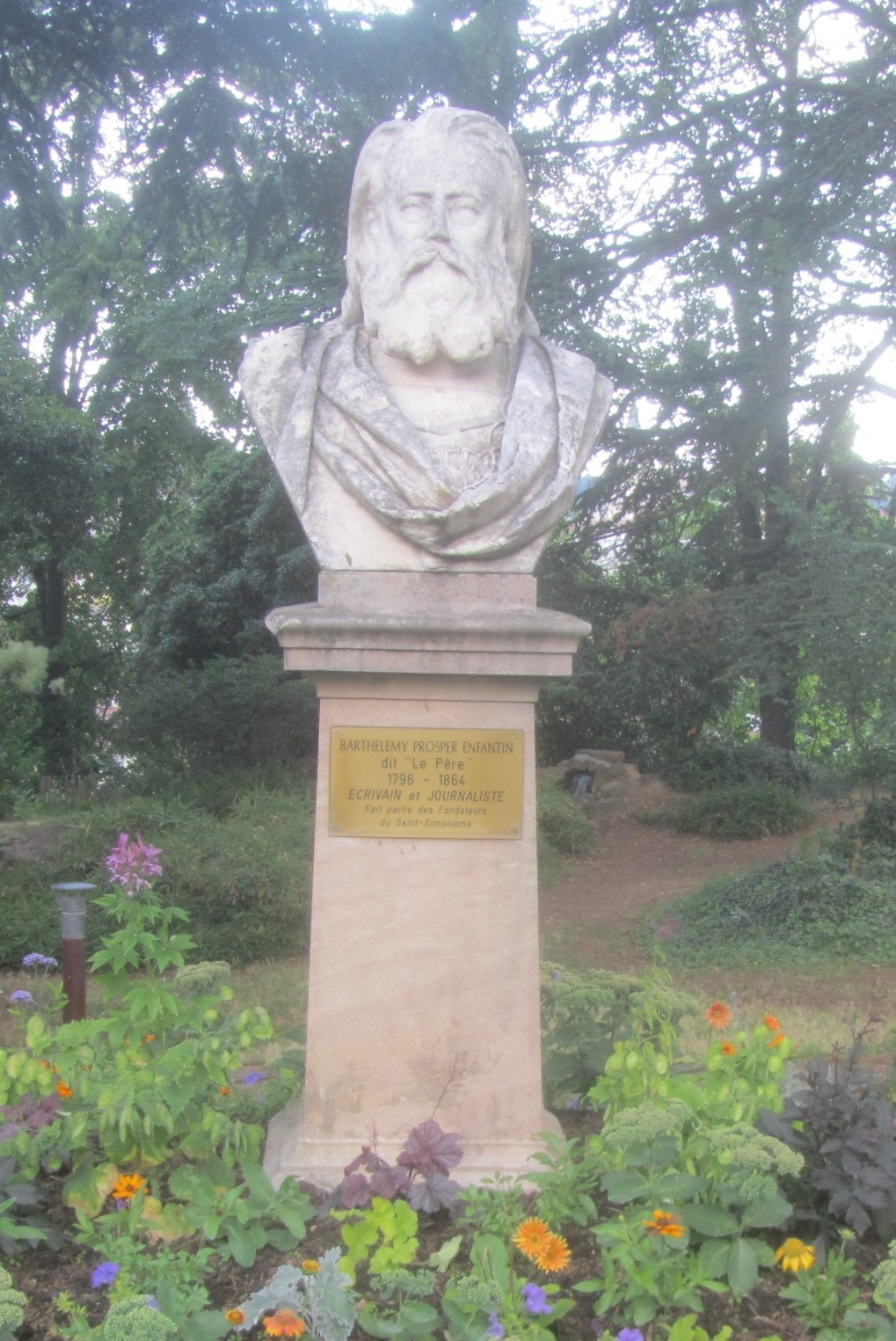
Buste d'Enfantin.
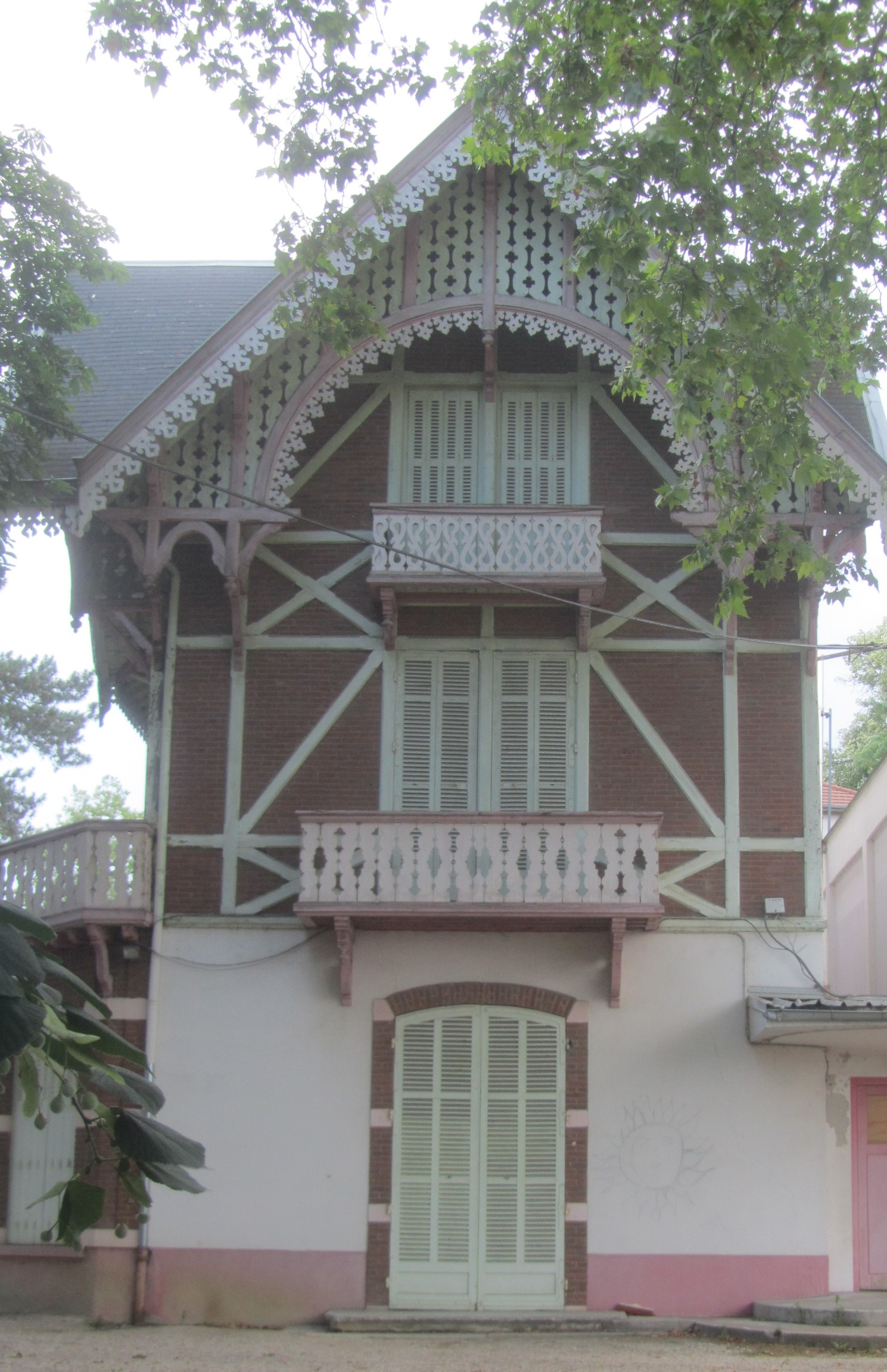
Autre chalet Arlès-Dufour.

Le tournant du siècle correspond à un autre temps fort de cette influence lyonnaise éclairée. On peut lui attacher le nom d’Auguste Isaac (1849-1933). Son père Louis avait acquis en 1881 une importante propriété en rive droite de l’Yzeron dans le quartier qui tire son nom d’un ancien établissement de l’ordre des Célestins et est comme en-vis-à-vis du parc de Chabrières. Auguste (1849-1938) brillant homme d’affaires à la tête de la maison de tulles et dentelles Dognin & Cie, fut président de la CCI de Lyon de 1899 à 1906. Il devait être ministre du commerce et de l’industrie en 1920-21. Il est de ceux qui considèrent « comme un impérieux devoir de rappeler au milieu des enthousiasmes et des espoirs humanitaires les traditions de liberté et les obligations morales et sociales de l ’individu ». Il fait partie aux côtés d’Émile Aynard et de Félix Mangini des fondateurs de la Société de logements économiques créée en 1886. Il faut mettre à son actif la construction en 1891 de l’ensemble de maisons individuelles avec jardin connu sous le nom de cité Marescot en marge du quartier de la Saulaie et plus particulièrement à l’intention des cheminots de l’ensemble de bâtiments qui bordent toujours l’actuelle rue Pierre-Semard. Son action devait se prolonger sous le nom de Société démocratique des habitations à bon marché (HBM).

#### La vie paroissiale
Plusieurs institutions possèdent leur propre chapelle comme les trois grands établissements catholiques d’enseignement et la résidence Cardinal-Maurin. Mais en terre chrétienne il n’existe de véritable collectivité que réunie dans son église. Lorsque Oullins a obtenu son autonomie paroissiale avec un curé desservant sa modeste chapelle a été transformée en une véritable église à partir de 1778. Son agrandissement ne sera terminé qu’en 1834. Dans la deuxième moitié du XIXe siècle cette vieille église, selon l’expression en usage, ne pouvait plus contenir la masse des fidèles. La construction de l’actuelle Saint-Marin fut décidée en 1875 et confiée aux architectes Pierre Bossan et Antoine-François Bourbon. La nef sera terminée dès 1878 mais la mésentente entre le conseil de fabrique et la municipalité sera cause de retards. Le clocher est achevé en 1894 et le chœur en 1938.

Église Saint-Martin
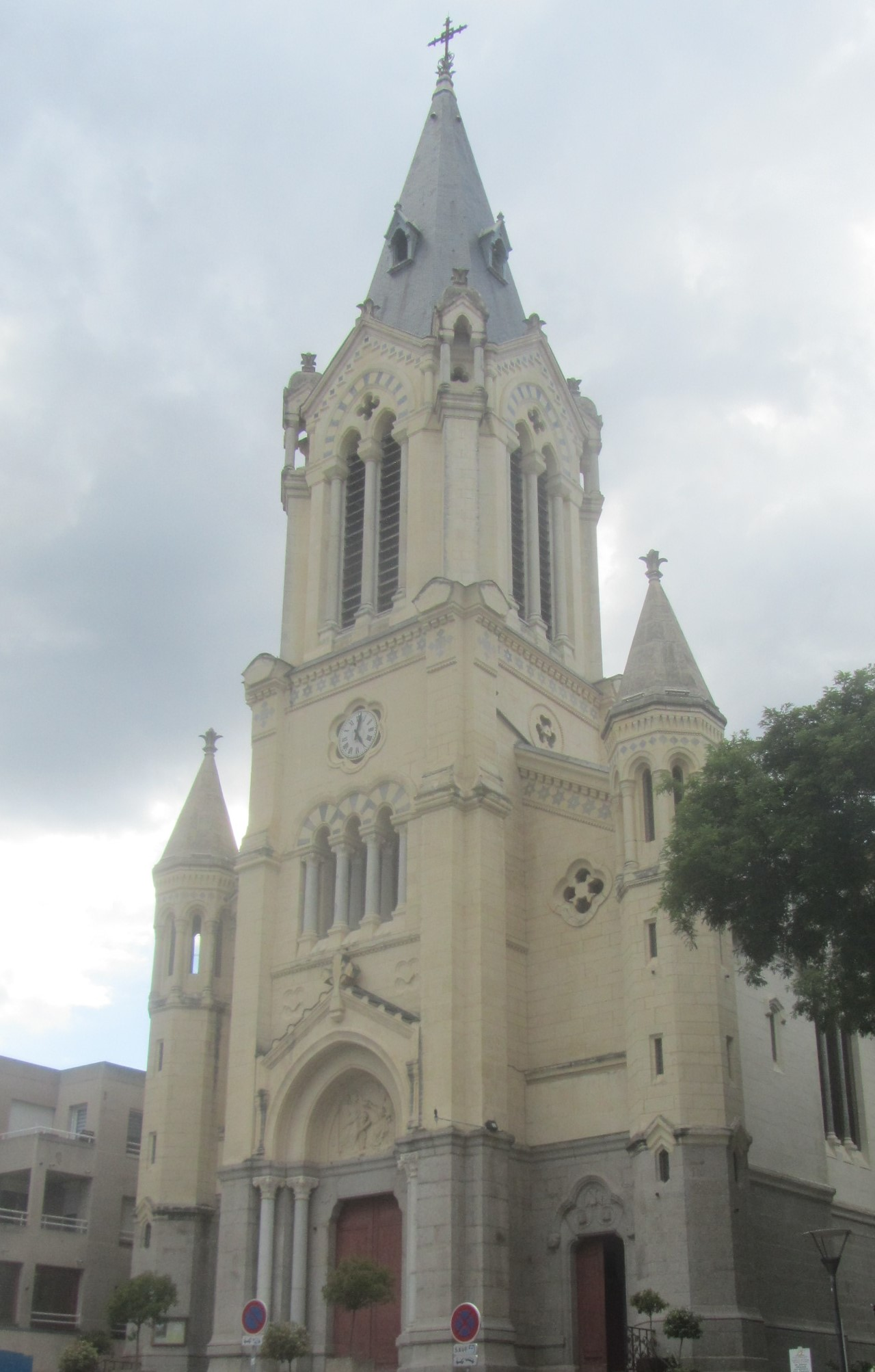
Façade de Bossan sur la place Anatole-France.
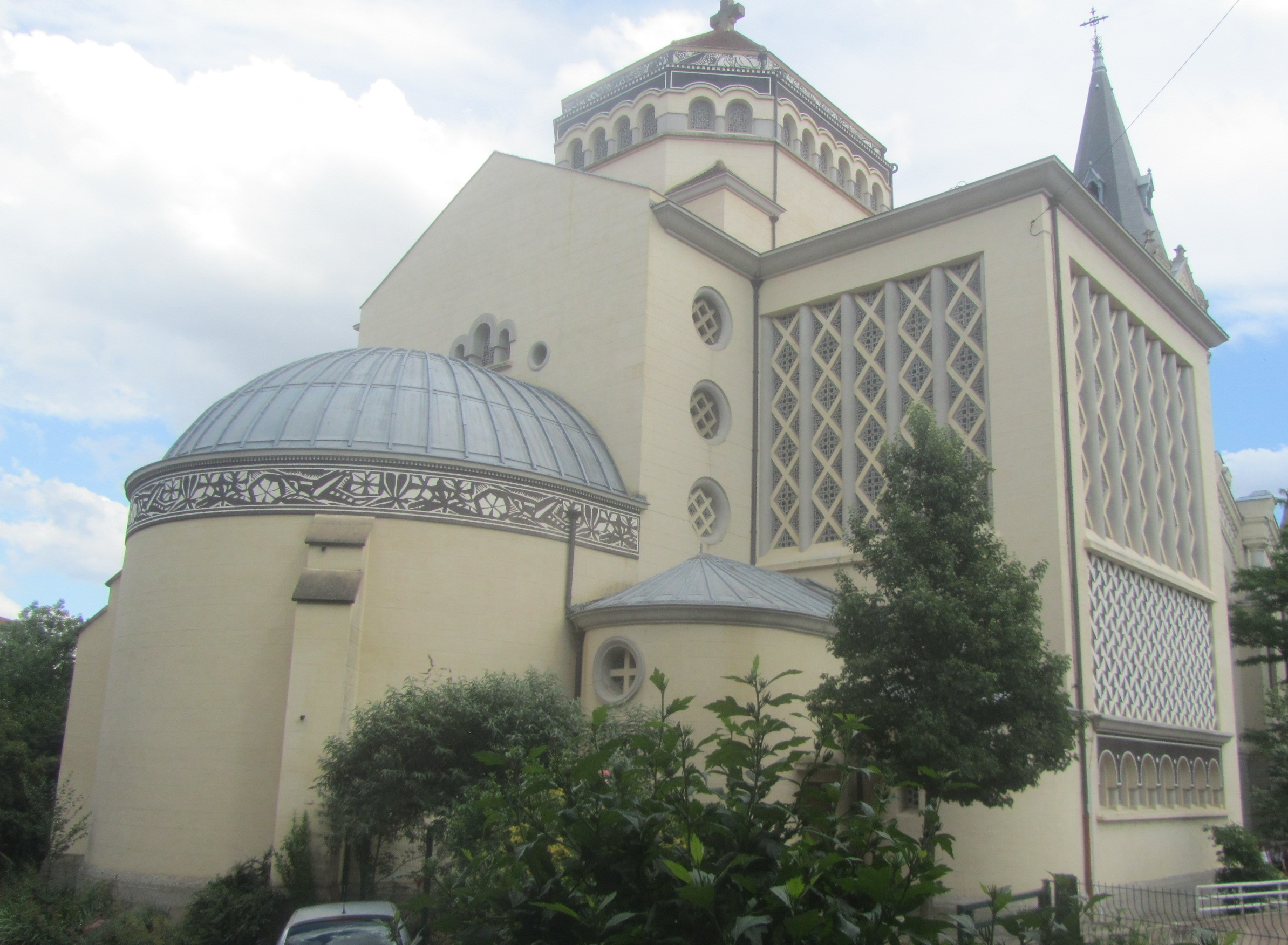
Chevet terminé en 1938.
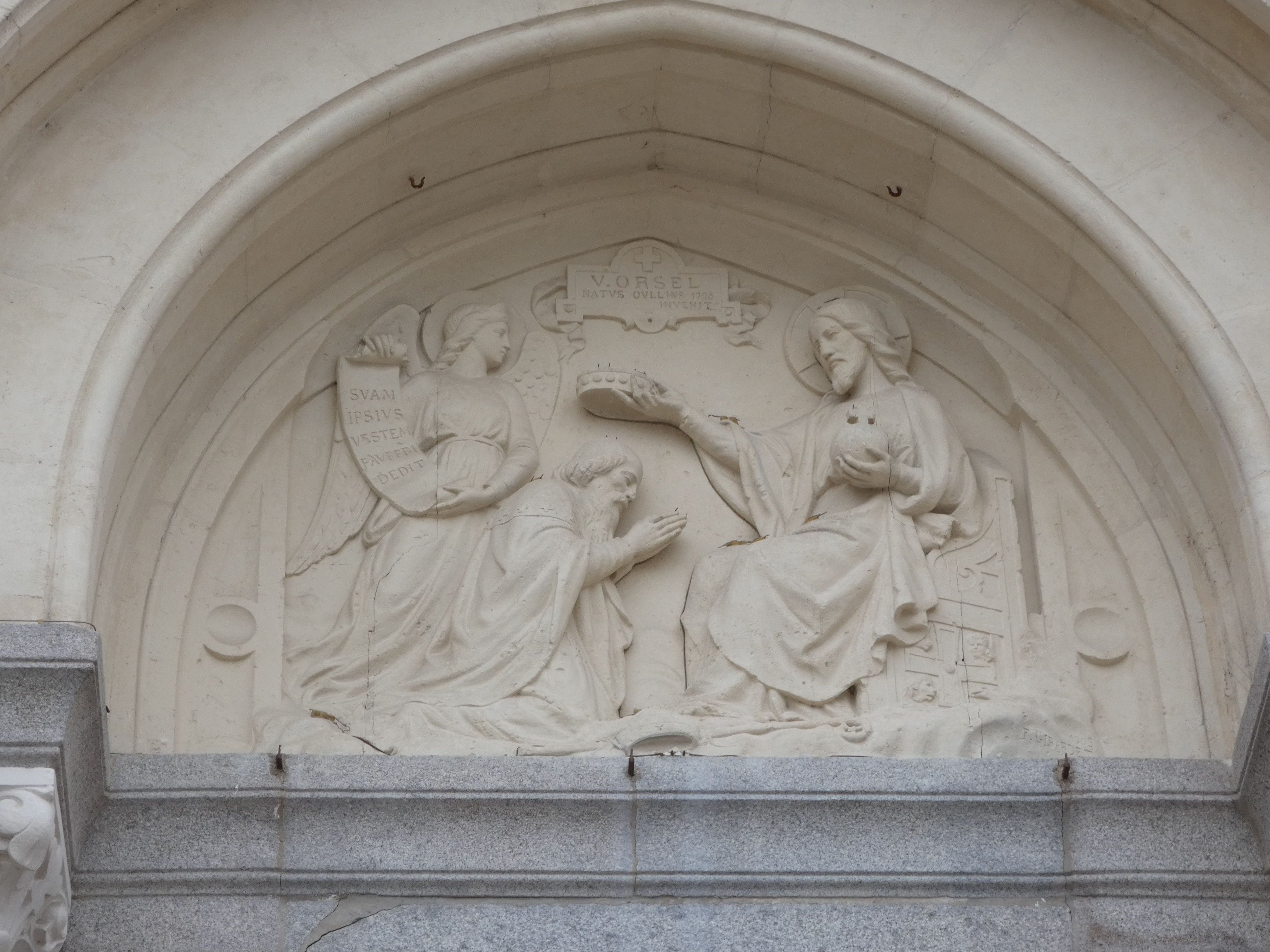
Tympan.
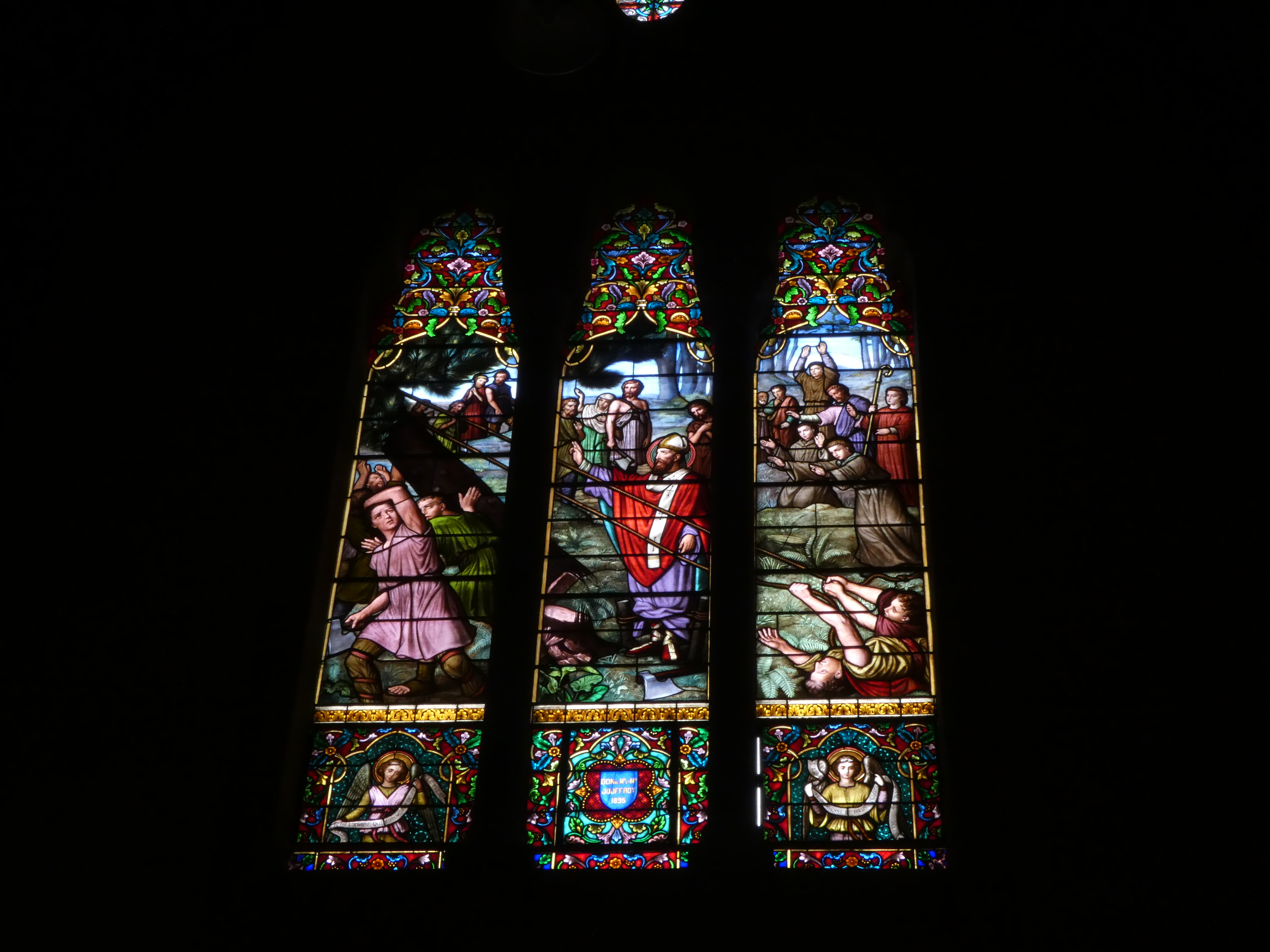
Vitraux.
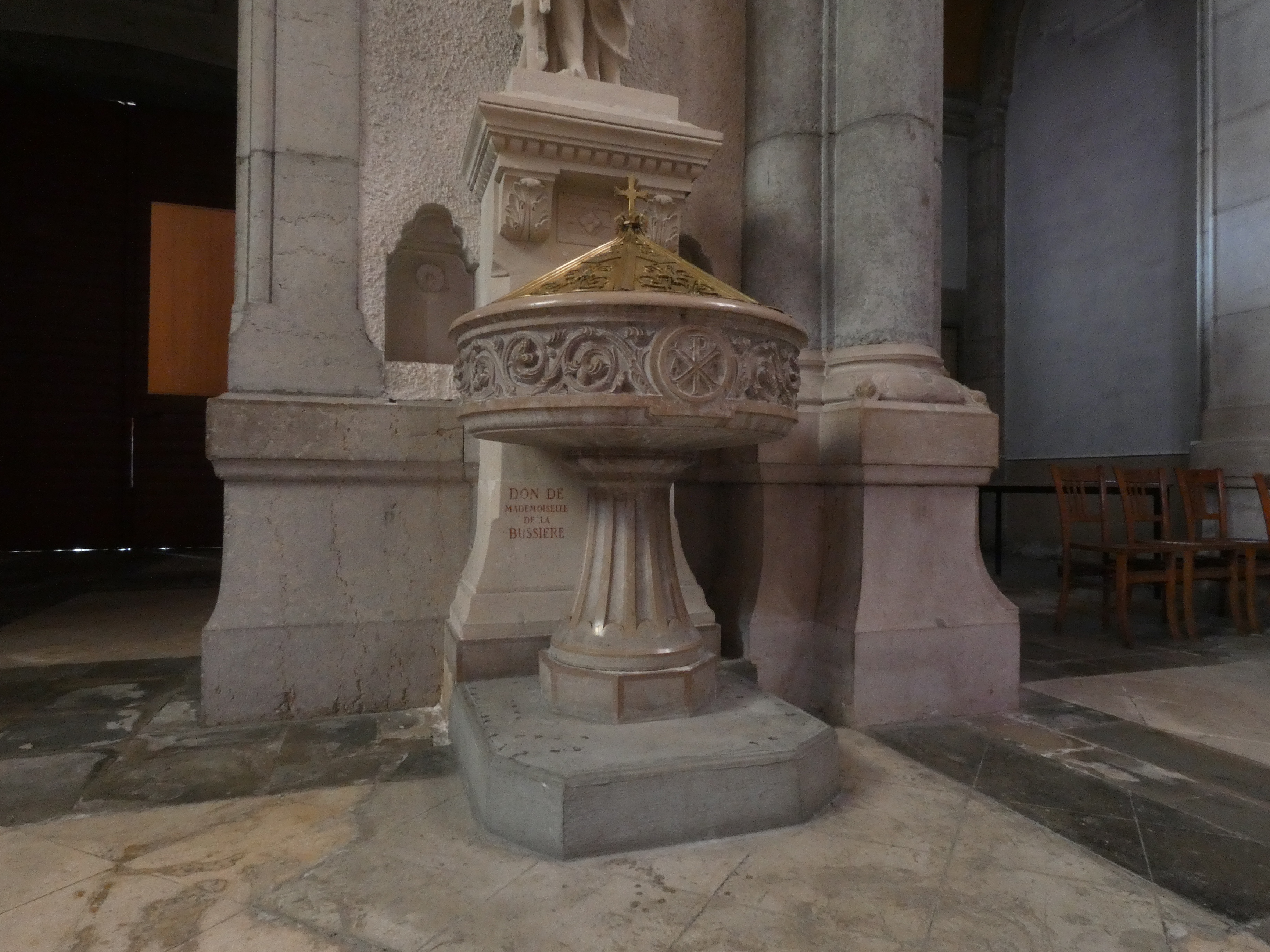
Fonts baptismaux.
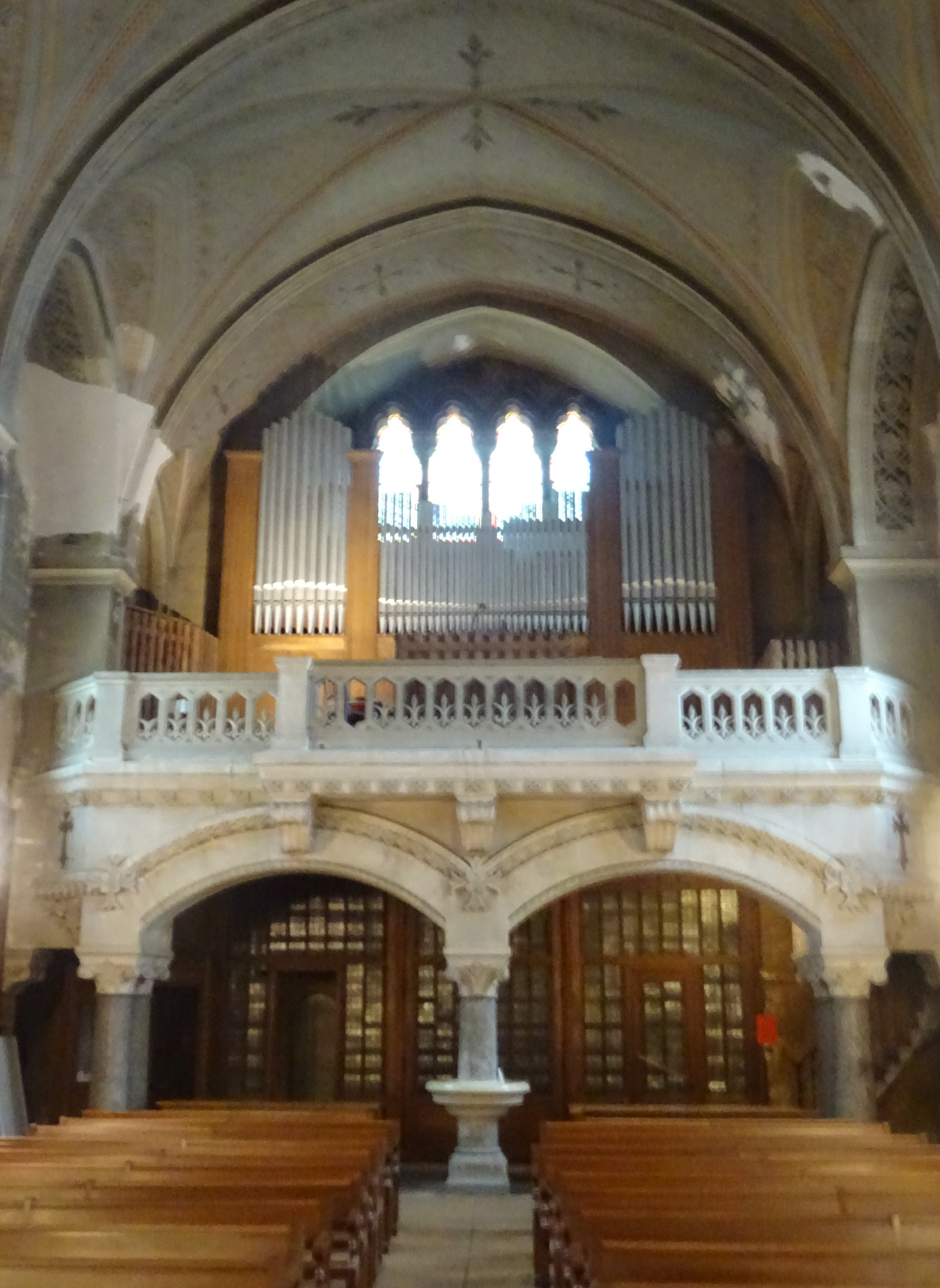
Nef et buffet d'orgue.
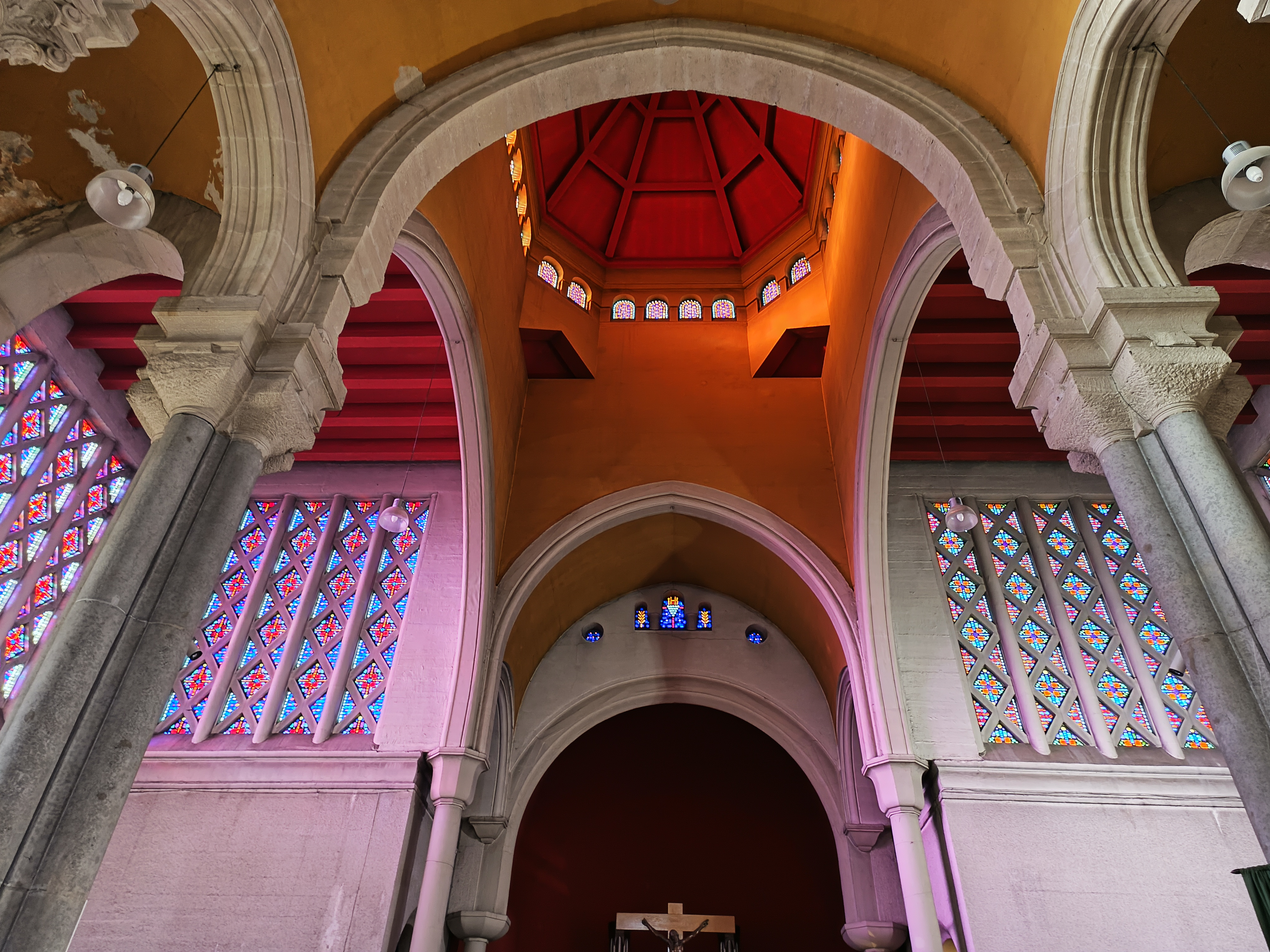
Croisée du transept avec coupole et vitraux modernes.
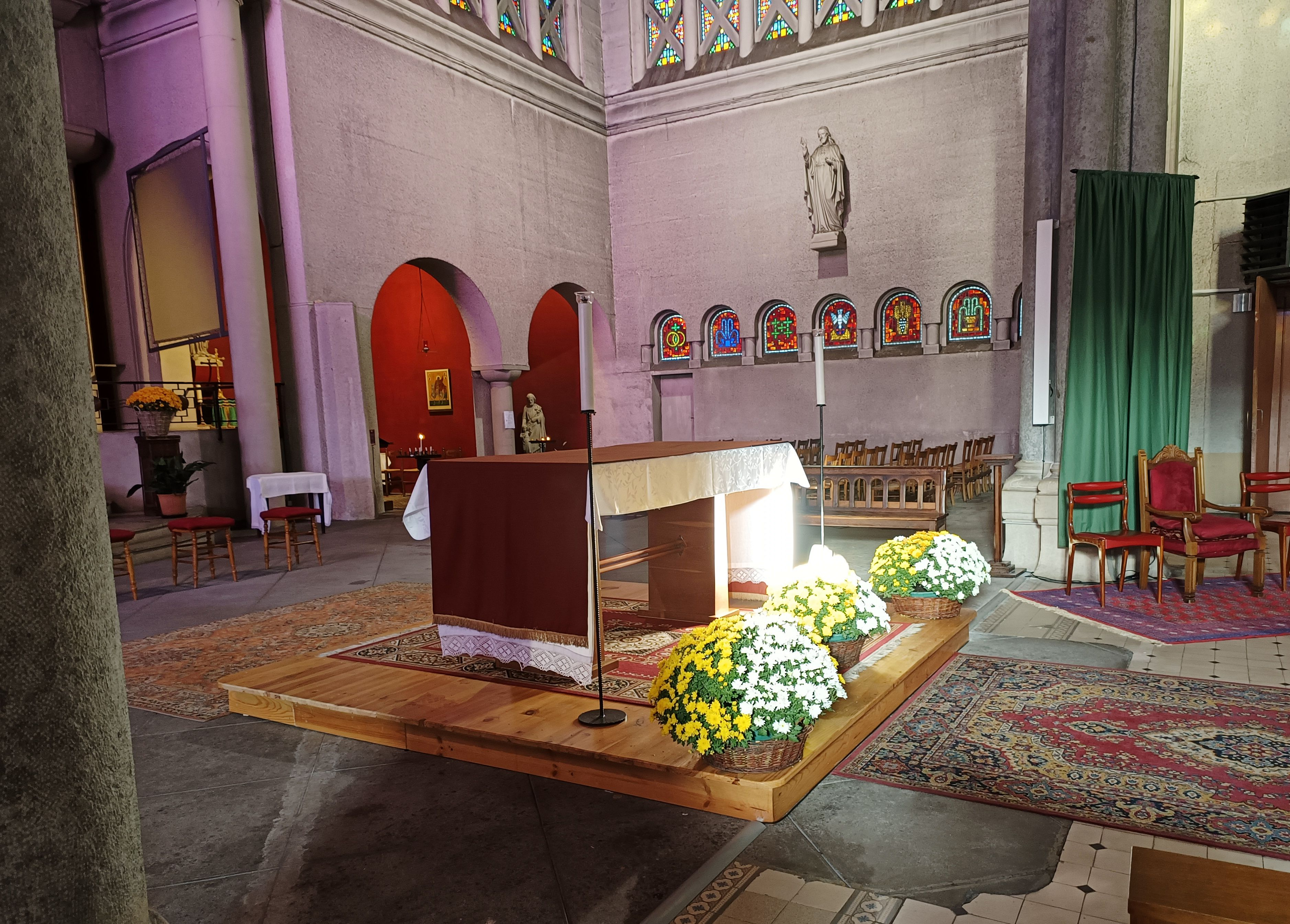
Chœur ensoleillé.
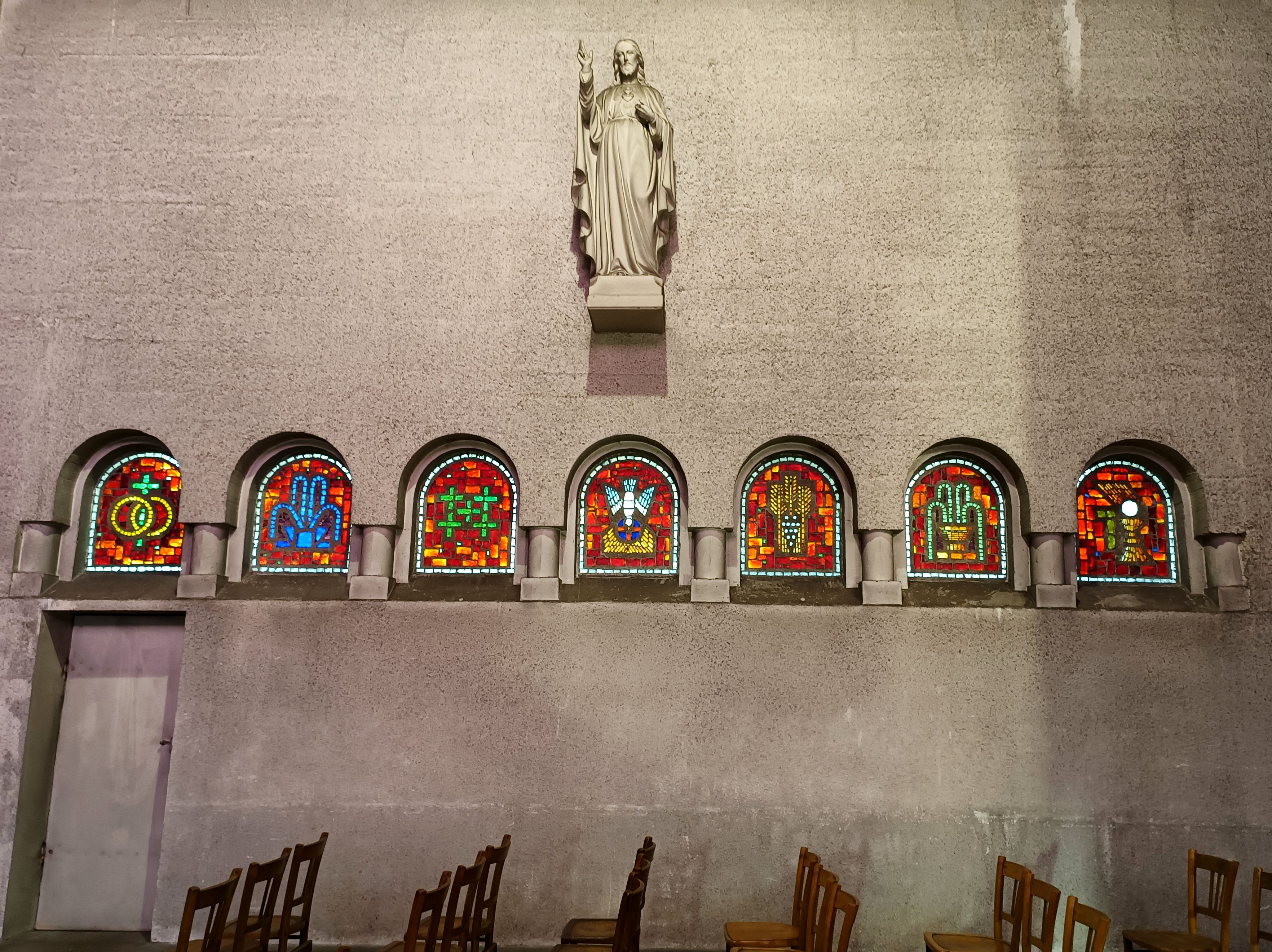
Statue du Christ et vitraux modernes dans le chœur.
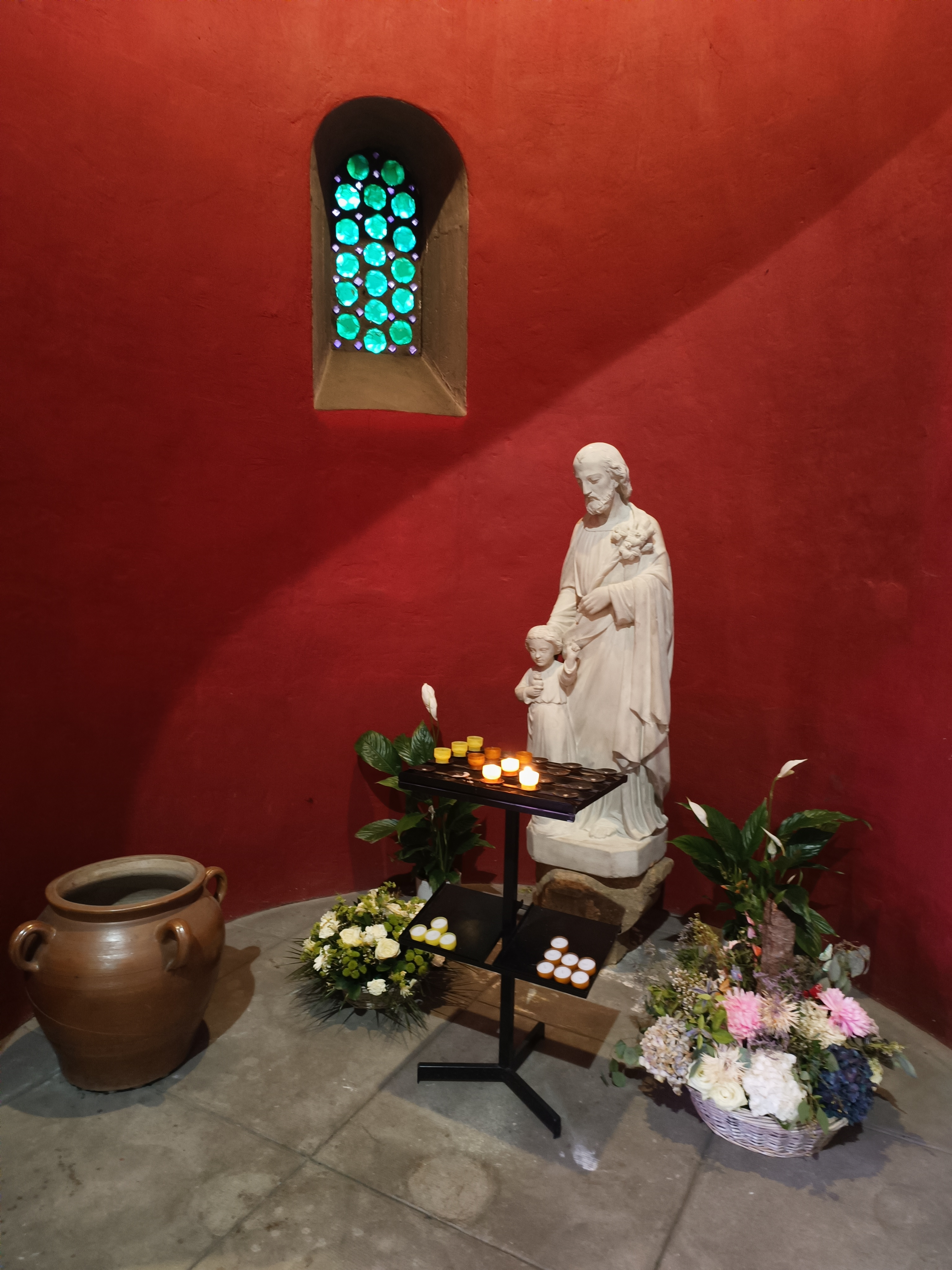
Statue et bougies dans une abside.

Les églises Saint-Jean-Marie Vianney et Saint-Viateur ont en commun leur situation marginale dans le quartier ouvrier de la Saulaie près du Rhône. Leur construction est tardive (respectivement en 1907 et 1942). Leur modeste apparence : tous caractères par lesquels elles contrastent avec l’imposante Saint-Martin sur le penchant du coteau en centre-ville qu’on serait tenté de qualifier de bourgeoise. Chacune a sa personnalité. L’église Saint-Jean-Marie-Vianney est la première au monde à avoir porté le nom du célèbre curé d’Ars. Elle a été construite en 1891 à la demande des fidèles par Jean-Claude Perrichon 1860-1941). Ce prêtre en fut le premier curé et le resta jusqu’en 1926. Sa notoriété tient tout autant à son rôle actif dans la spiritualité du Prado fondé par le père Chevrier au XIXe siècle dont il devint le directeur. Il est aussi l’auteur de la Passion du Christ, spectacle de 3 heures en 20 tableaux donné pendant les 6 dimanches de carême et qui obtint un immense succès jusqu’en 1958. Achetée par la ville en 1999 après sa désacralisation, l’église est devenue un espace à vocation culturelle gérée par le Théâtre de la Renaissance. L’originalité de Saint-Viateur est d’abord dans son nom. Elle le tire d’un collaborateur de l’évêque lyonnais saint Just au IVe siècle dont il partagea le destin singulier : une expérience dans le désert égyptien où ils moururent. La personnalité de son fondateur Alphonse Bertrand en 1942 n’est pas moins remarquable par la modestie de ses origines (famille haut-alpine de 10 enfants, blessures de guerre, charisme et dévouement exceptionnels, mort accidentelle par asphyxie). Le monument le plus curieux se trouve dans le parc attenant mais n’a aucun rapport avec l’histoire de l’église même et date de 1908 : la chapelle ou oratoire Notre-Dame-de-Pellevoisin en forme de forteresse.

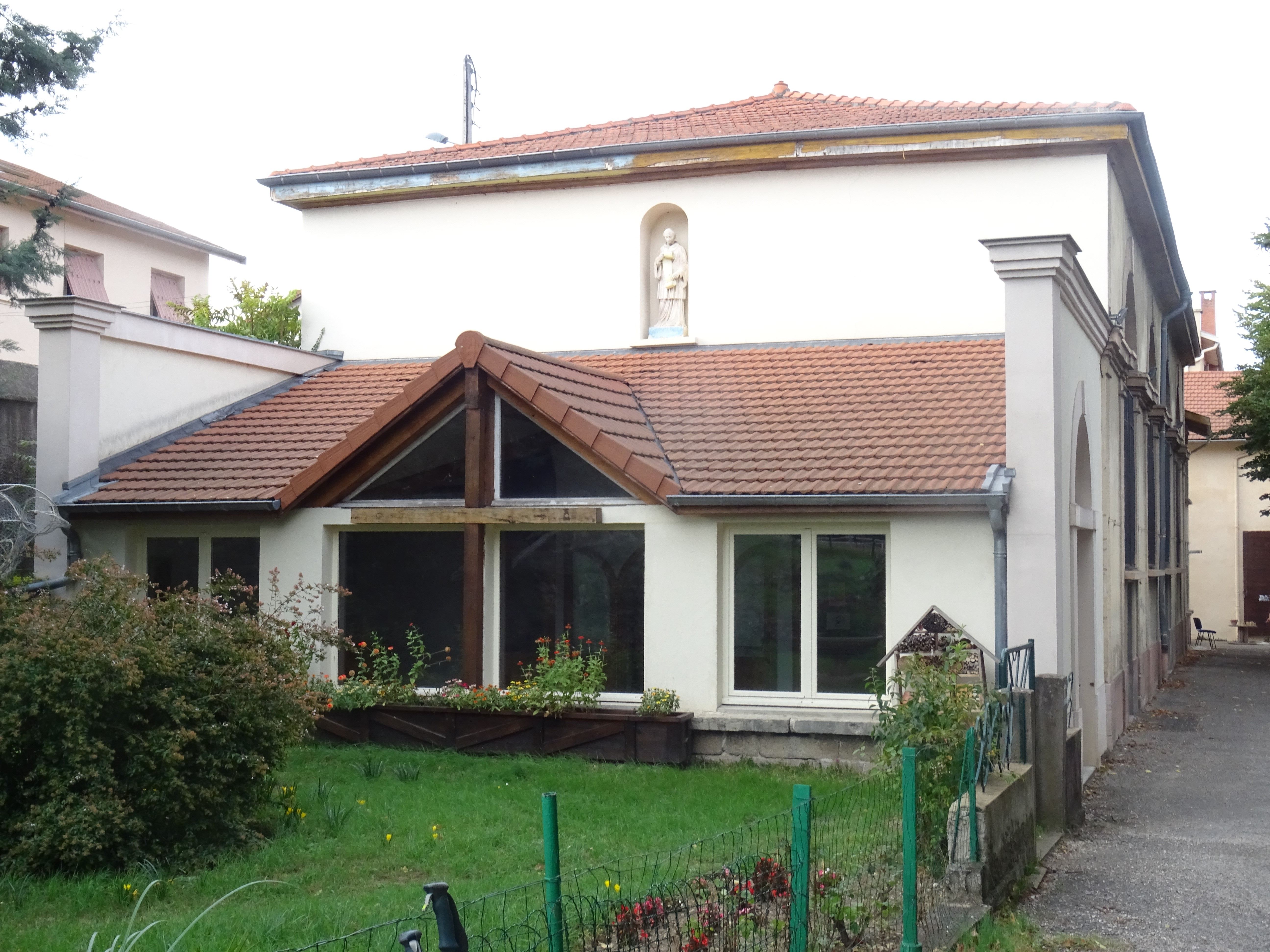
Église Saint-Viateur, façade.
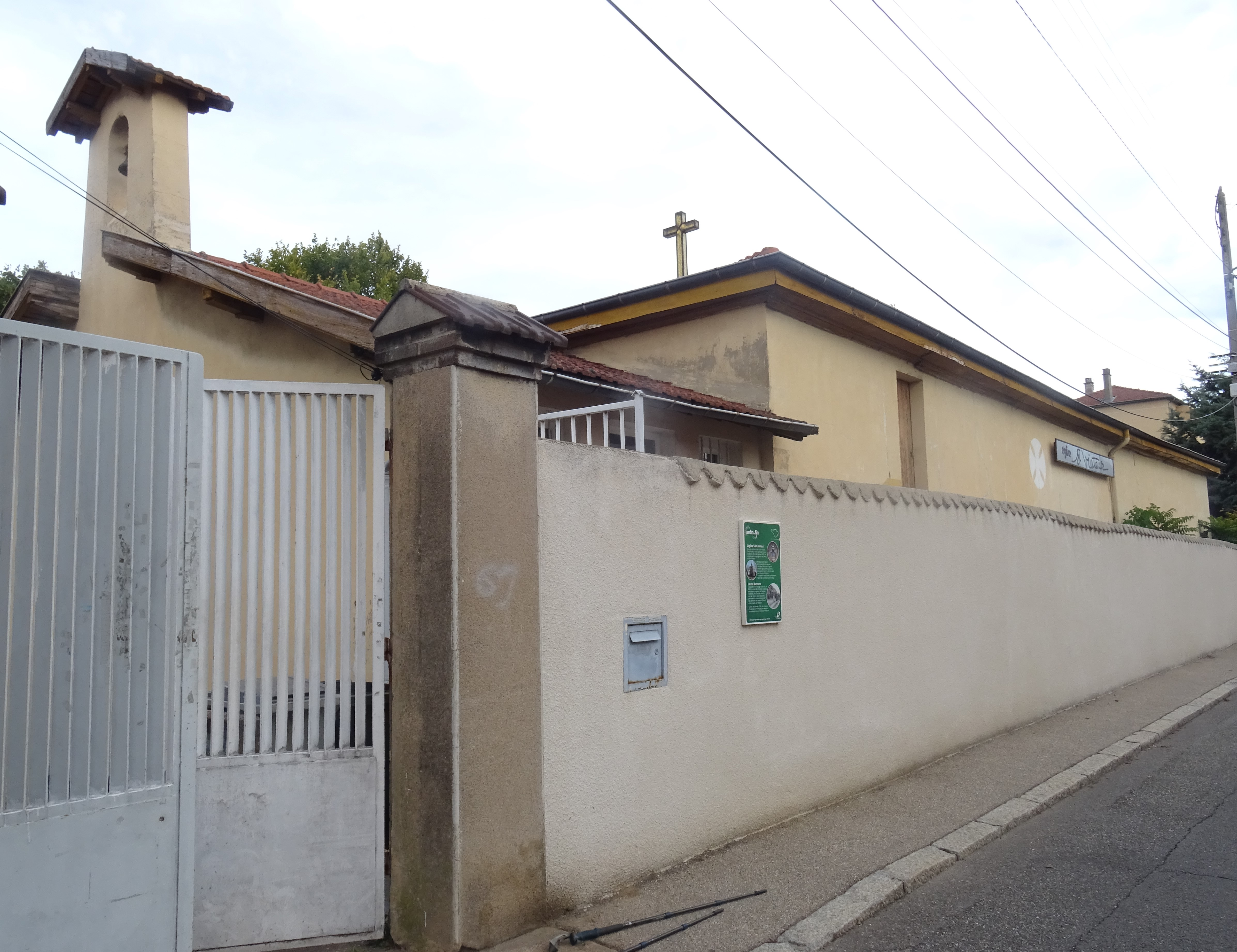
Église Saint-Viateur, chevet.
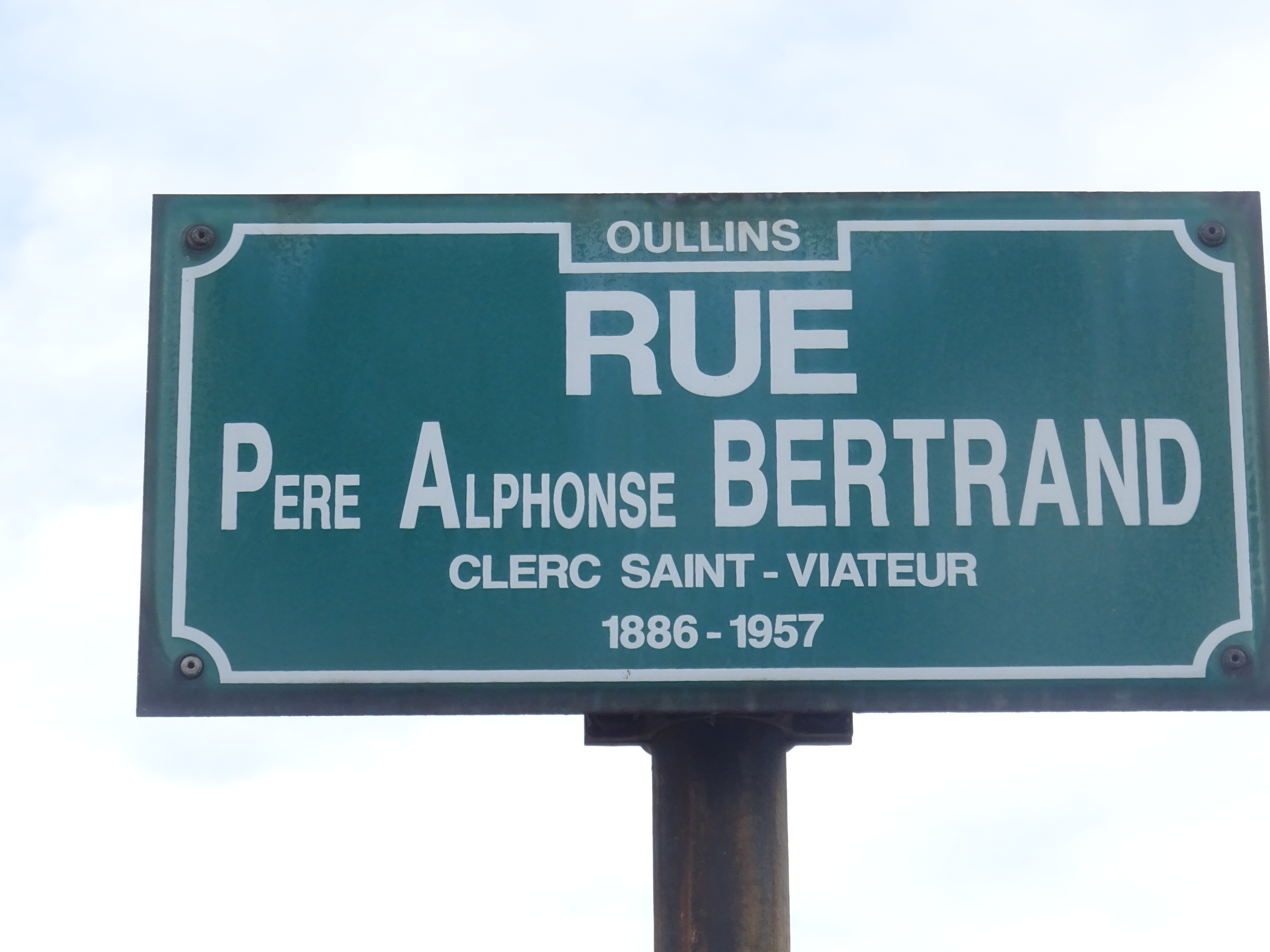
Rue Alphonse-Bertrand.
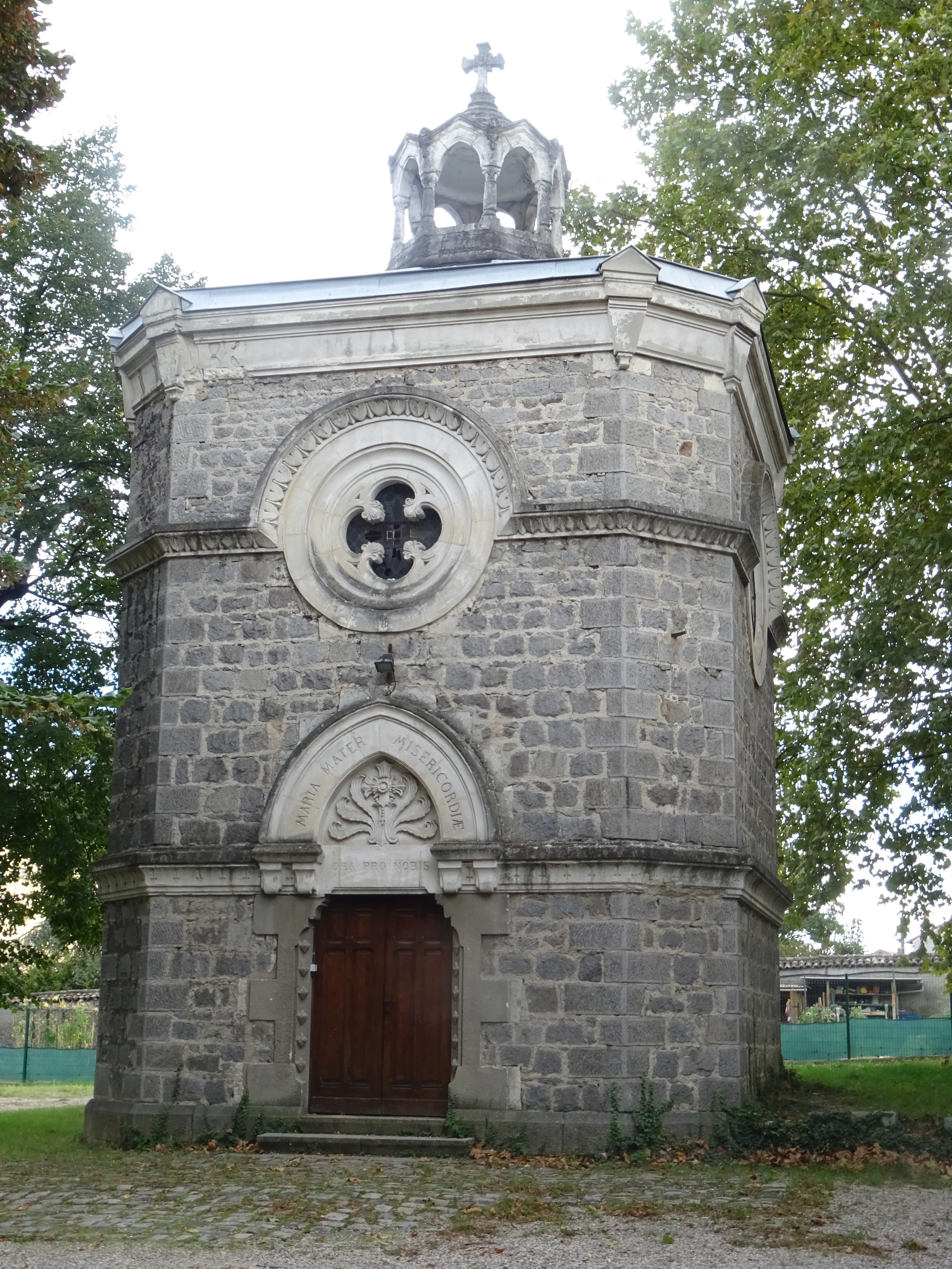
Notre-Dame de Pellevoisin.

### Oullins cité cheminote

#### Les ateliers ferroviaires

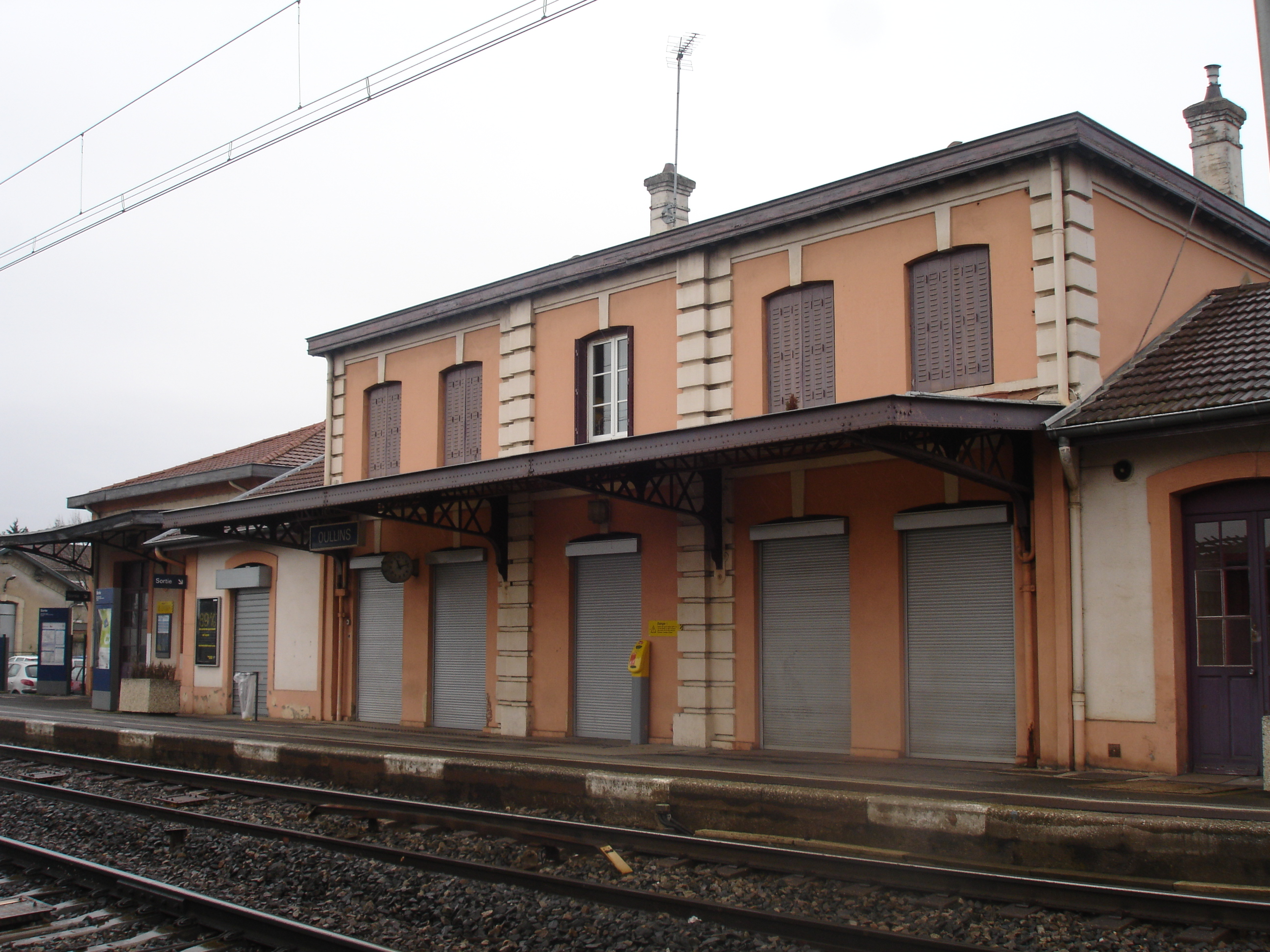
Ancienne gare d'Oullins.

Si l’histoire de la ville d’Oullins ne se résume pas à la vie du rail, celle-ci elle y a joué jusqu’à un passé très récent un rôle capital. En 1832 entre en service la ligne de chemin de fer à vapeur, la première de France, entre Saint-Étienne et Lyon à l’initiative des frères Seguin. Oullins est dotée d’une modeste gare. Au début des années 1840, Alphonse Clément-Desormes se fait accorder la sous-traitance de la traction sur cette ligne. Mais ce passionné de chemin de fer ne s’en tient pas à ce rôle secondaire. En 1846-47, il crée la Compagnie des hauts fourneaux et ateliers d’Oullins qui emploie plus de 300 ouvriers et dispose d’un matériel lourd pour la production de divers équipements au service de l‘industrie textile et des transports fluviaux et ferroviaires (locomotives à vapeur). La tradition d’une vocation industrielle est née ! En 1854, pour raison de santé, il vend son entreprise à la Compagnie du chemin de fer Grand Central de France.
En 1856 est enfin réalisée la grande liaison ferroviaire Paris-Lyon-Méditerranée à laquelle la voie ferrée de Lyon à Saint-Étienne, jusqu'alors totalement isolée, se raccorde par la gare de Perrache. Cette intégration au réseau national est encore renforcée du fait de son rachat en 1860 par la compagnie PLM. Parmi les Saint-Simoniens qui ont joué un rôle éminent dans le développement du réseau ferré et tout particulièrement dans la création du PLM il faut noter la place éminente d’Arlès-Dufour aux côtés de son ami Prosper Enfantin. « Son influence à Oullins et à Lyon est importante à travers plus de 55 années de présence à la Chambre de commerce et d’industrie de Lyon ». L’intérêt qu’il porte à Oullins est d’abord celui d’un de ces riches Lyonnais désireux de profiter de la proche campagne par la propriété d’une maison des champs.

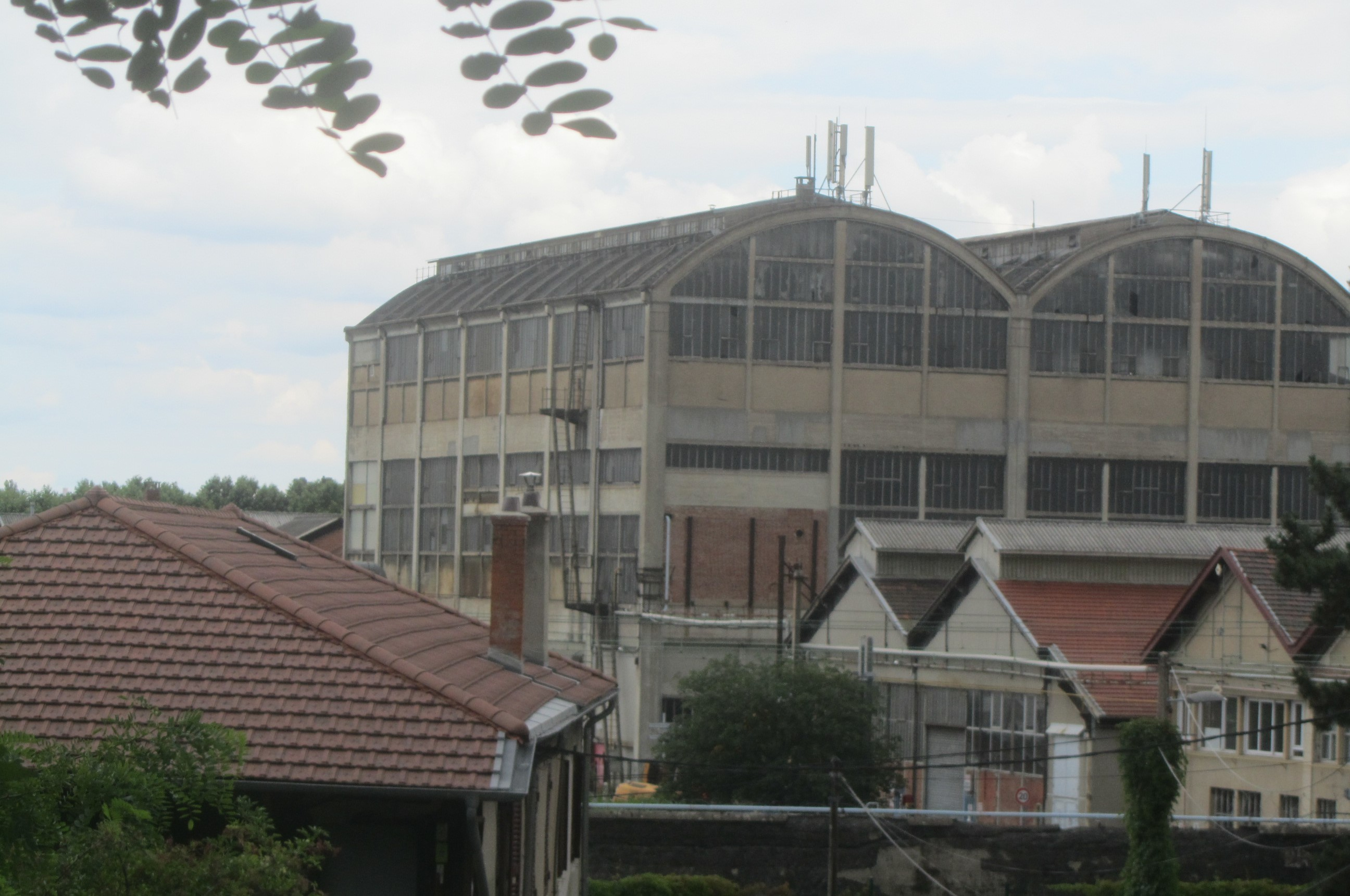
Anciens ateliers ferroviaires.

La compagnie PLM s’est assurée peu à peu la maitrise foncière des vastes espaces alluviaux de part et d’autre de l’Yzeron sur les territoires de La Mulatière et d’Oullins. Sur cette commune, le développement a pris beaucoup d’importance après l’achat des terrains du Pénitencier en 1883. L’entreprise est en mesure de livrer l’ensemble du matériel roulant de grande qualité. En 1880, les premiers wagons à couloir et compartiments avec éclairage au gaz et chauffage à vapeur. C’est en 1889 qu’apparaît nettement une spécialisation au sein des activités industrielles du PLM sur le plan national. Après transfert du département de voitures depuis Arles, les ateliers se consacrent à la réparation et à l’entretien des locomotives à La Mulatière, ceux d’Oullins aux voitures. Ils emploient respectivement 1 300 et 500 ouvriers en 1900. Sur ces mêmes bases, l’activité ne chôme pas jusqu’à la nationalisation par laquelle le PLM est intégré à la SNCF en 1938. En 1930, en pleine crise économique, les AOM (machines) emploient 2 200 ouvriers et les AOV (voitures) 600.
Le lendemain de la Seconde Guerre mondiale correspond à un profond renouvellement technique avec la fin de l’ère de la vapeur (1948). On passe à l’entretien des autorails diesel, et des locomotives électriques. Les transformations portent sur les équipements lourds (en 1950, mise en service d’un chariot transbordeur d'une capacité de 400 tonnes et de 200 mètres de long). « Les voitures sont intégralement dépecées et vérifiées : circuits électriques (éclairage, chauffage), garniture des sièges, réfection des peintures après grenaillage ». L'excellence des voitures des ateliers a valu à la ville d'Oullins de donner son nom le 24 novembre 1975 à la locomotive électrique CC 6560 (elle parcourra plus de 6 millions de km jusqu'à sa retraite en 2004) et, le 7 mai 1983 à la rame de TGV 58.
En 1989 a lieu la fermeture des ateliers à Oullins. « Les causes de fermeture sont : une plus grande résistance du matériel (les freins à disque par exemple) et une évolution des techniques (cartes à puces) qui réduisent le rythme des R.G [Révisions Générales] ; un matériel conçu pour exiger de moins en moins de personnel lors des révisons ; la mise en place des TGV dont l’entretien se fait sur des sites spécialisés ». Seuls subsisteront les ateliers de La Mulatière avec 1 000 emplois. Le centre de formation créé en 1938 continuera à fonctionner jusqu’en 2000.

#### Logement
L’importance de la masse ouvrière employée dans les ateliers ferroviaires explique pour une bonne part la croissance de la population passée de moins de 5 126 habitants en 1872 à 16 734 en 1936 soit plus du triplement. À la fin du XIXe siècle, le problème du logement de la main-d’œuvre est abandonné à l’initiative patronale à Oullins comme partout en France. Félix Mangini avait créé à Lyon en 1886 la Société de logements économiques renommée par la suite Société démocratique des habitations hygiéniques à bon marché ou HBM. Son activité ne s’est pas limitée à la métropole lyonnaise. À Oullins, elle a été relayée par l’un des membres de son conseil d’administration : Auguste Isaac, riche soyeux propriétaire du domaine de Boispréau. Parmi ses réalisations, la plus importante, dès 1895, concerne les immeubles toujours existants alignés le long de la rue du Pénitencier (actuelle rue Pierre-Semard) jusqu’à la rue Dubois-Crancé. Si la loi Loucheur en 1928 a incité les autorités locales à s’engager dans une politique de construction sociale, c’est encore une forme de logement patronal (la rue Auguste-Isaac souligne cette sorte de filiation) qu’entreprend la société PLM dans les années 1930 à l’usage de son seul personnel : la cité Jacquard est édifiée dans un parc arboré. Après la Seconde Guerre mondiale sont construites successivement la cité Clément-Desormes sur une ancienne propriété d’Arlès-Dufour à partir de 1947 et, avec le concours des ex HBM devenues HLM, vers 1950, la cité Ampère. La formule des Castors par laquelle des particuliers se regroupent pour réaliser un lotissement en œuvrant personnellement à sa construction n’est pas proprement cheminote mais c’est pourtant sur cette base corporatiste qu’a été édifiée, après achat du terrain du domaine du Merlo, une cité de 98 maisons jumelées très à l’écart du centre ville. Dans les dernières décennies du XXe siècle, les mentalités ont changé. Le lien n’est plus recherché entre le logement et l’entreprise : l’automobile autorise le déplacement. En 1990, l’ensemble des cités cheminotes a été transféré à un office d’HLM. Dernier vestige de cette politique : en 2003, la Société immobilière des chemins de fer a acquis une dizaine de logements pour ses cadres en plein centre ville, rue Narcisse-Bertholey.

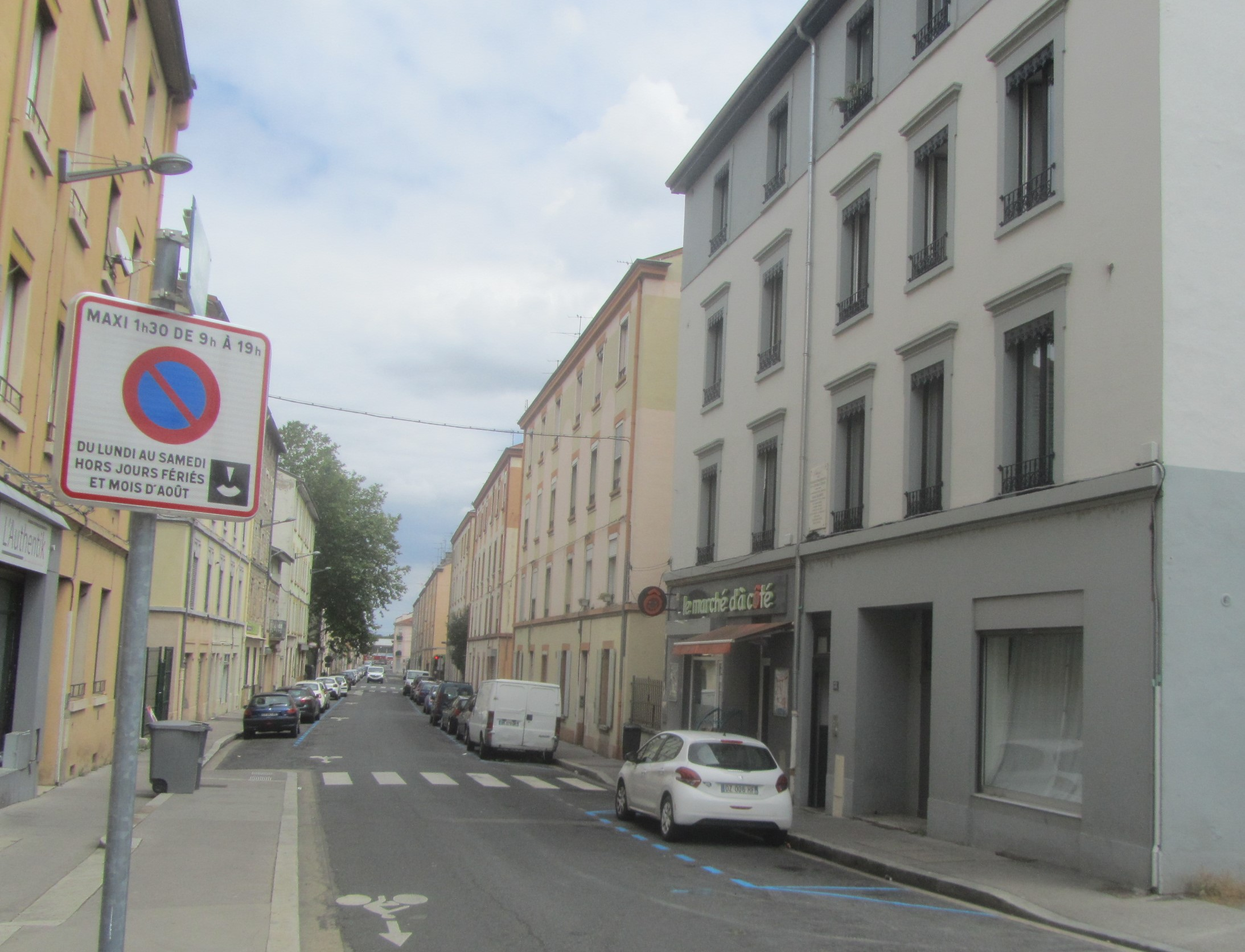
HBM rue Pierre-Semard.
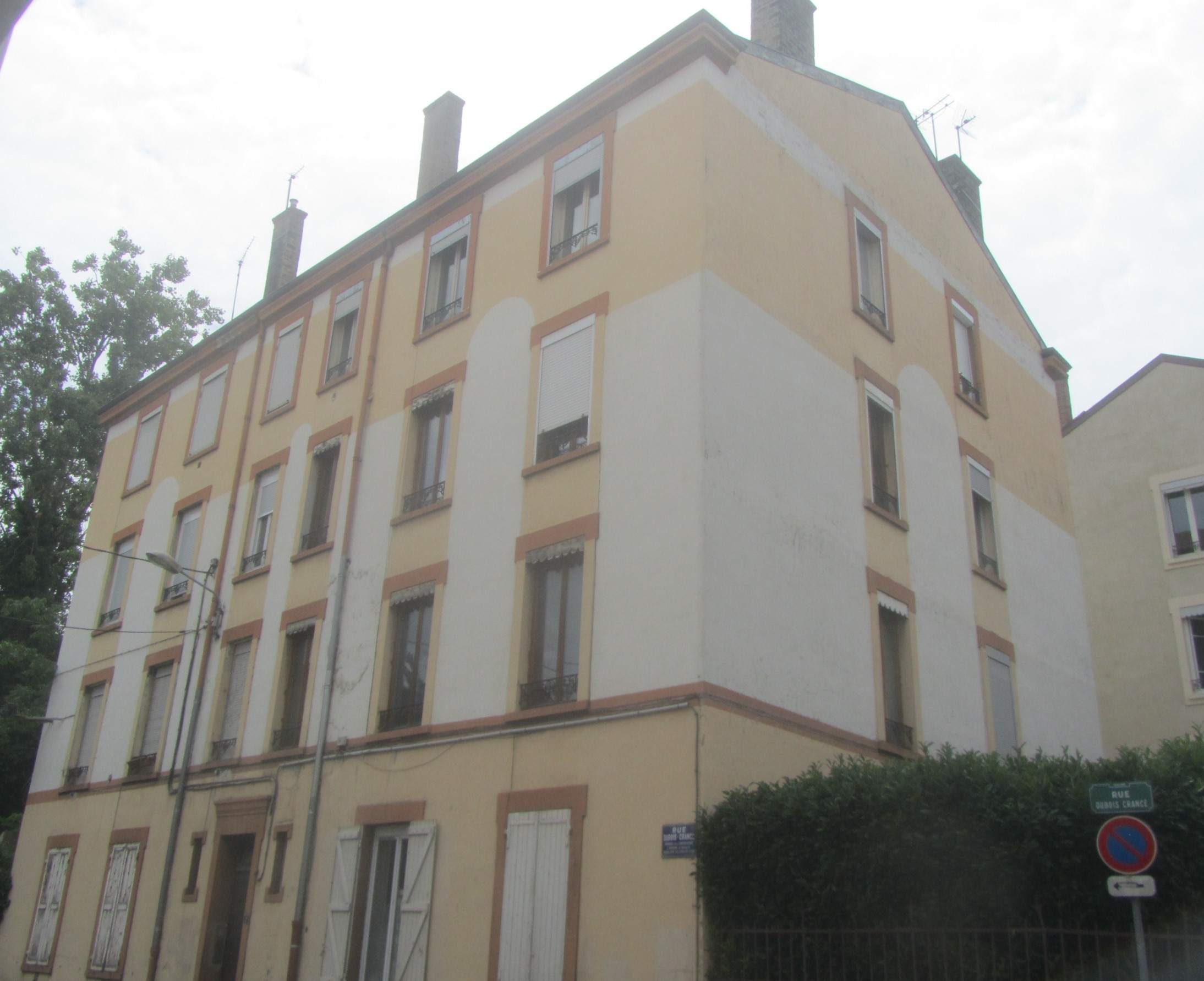
HBM rue Dubois-Crancé.
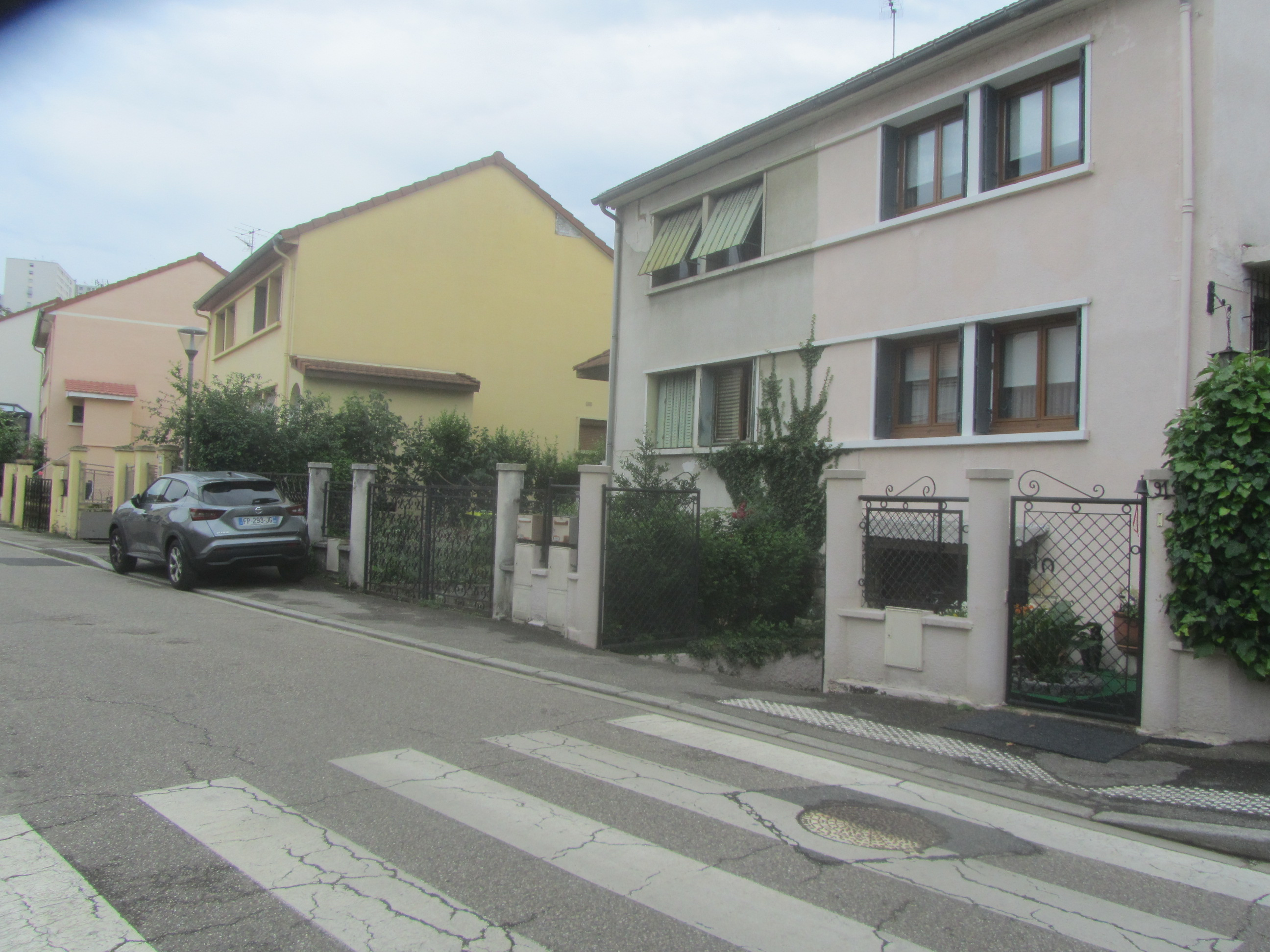
Cité des Castors.
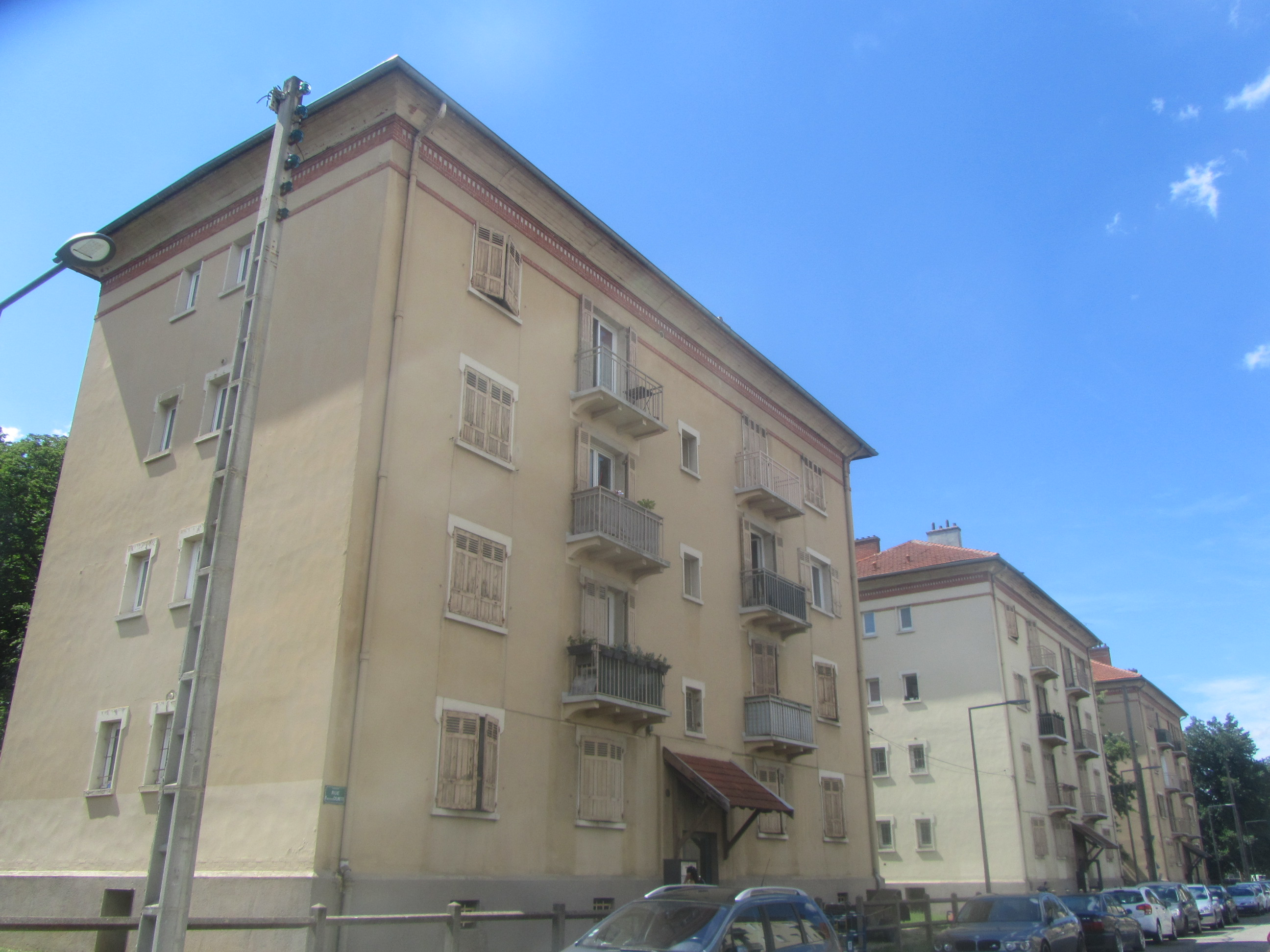
Immeubles de la cité Jacquard.
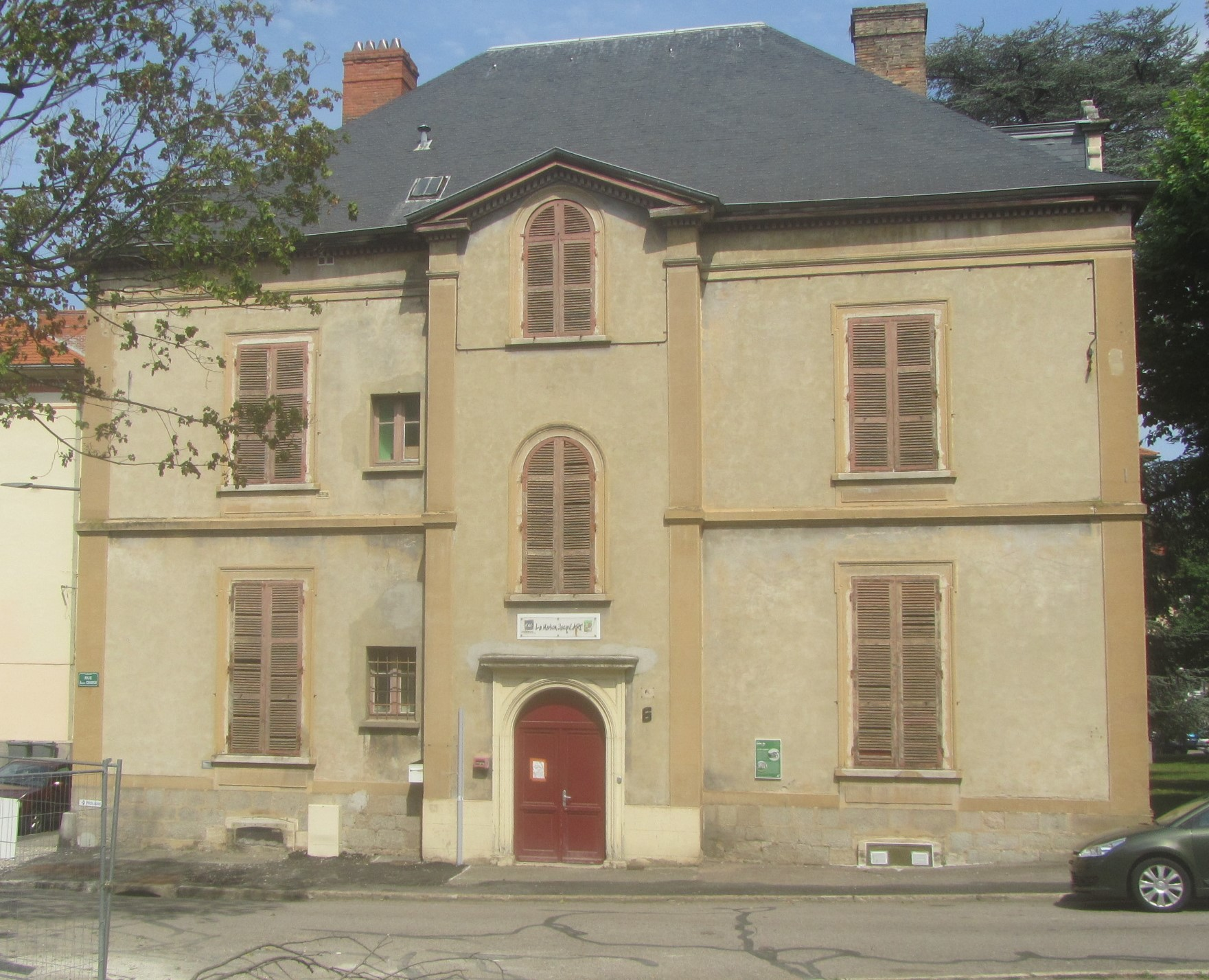
Maison de maître conservée dans la cité Jacquard.
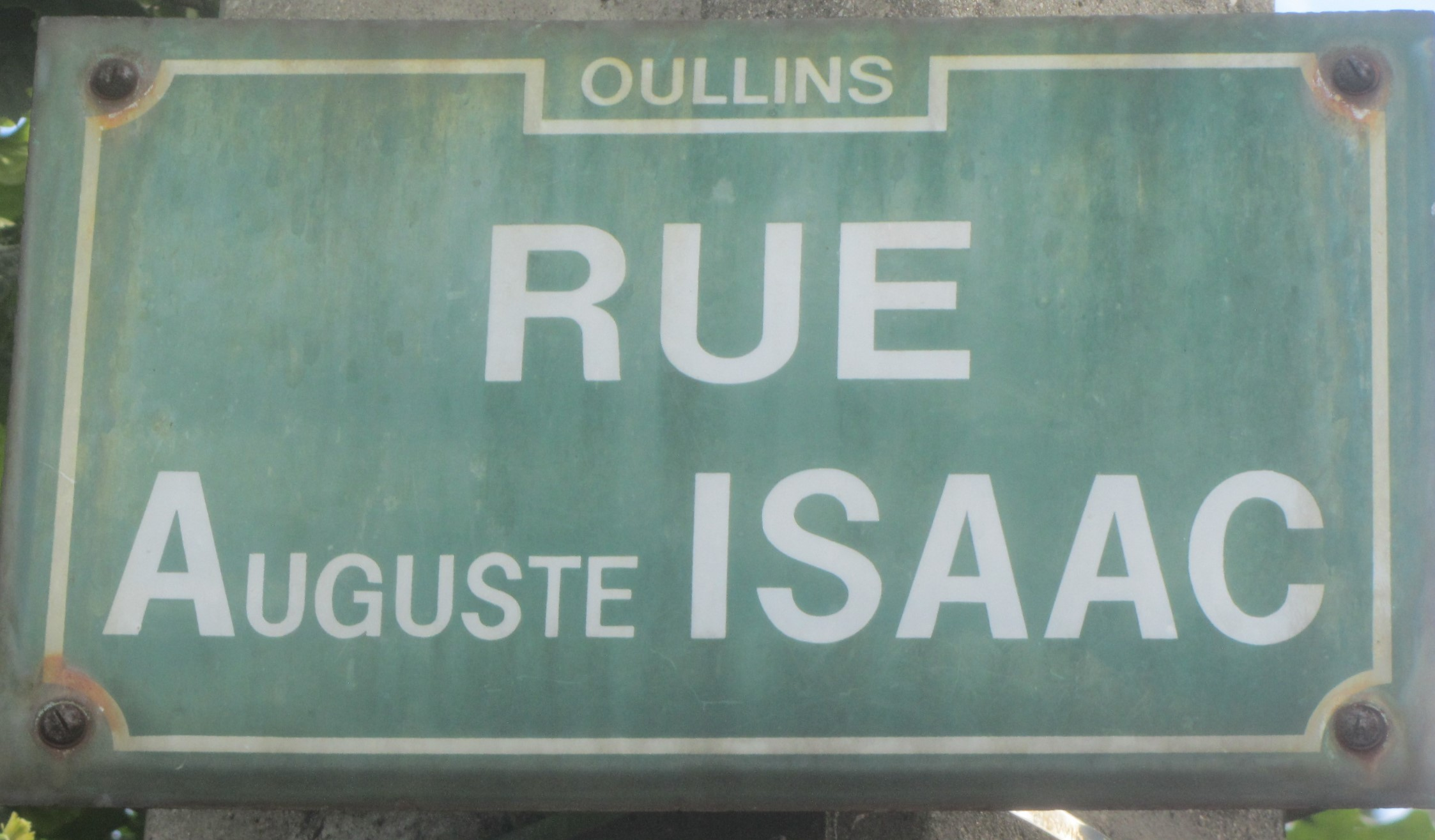
Rue Auguste-Isaac.

#### Services
La volonté d’autonomie de la communauté ferroviaire s’est manifestée en premier lieu dans le domaine commercial. En 1901, a été fondée la Société coopérative des agents de chemin de fer. Son succès se mesure par le nombre de ses adhérents passé de 1100 à 2050 entre 1929 et 1933. La gamme des marchandises proposée est allée croissant. Elle était limitée initialement au charbon, aux huiles et aux savons. On est passé au vin et à l’épicerie puis à la boulangerie et à la charcuterie. Les locaux initiaux de la rue du Pénitencier ne suffisaient plus. En 1907, deux parcelles de terrains ont été achetées rue Orsel sur lesquelles a été édifié un bâtiment de deux étages avec cave. L’établissement a pris le nom de Renaissance PLM. De nouveaux agrandissements ont été nécessaires entre 1929 et I933. « Installation d’une boulangerie rue Charton avec logement au-dessus pour le chef boulanger, construction d’un bâtiment neuf comprenant un laboratoire de charcuterie, une cave munie de foudres, un monte-charge, un téléphone intérieur. L’inauguration a lieu en 1934 en présence du directeur du PLM ». Après la fermeture vers 1970 la commune a racheté les locaux en 1978 et y a installé de nombreux services.
Cette volonté d'autonomie s’est ensuite manifestée dans le domaine sportif. En 1910 a été fondé le CASCO (Club Athlétique et Sportif d’Oullins) qui ne s’intéressait d’abord qu’aux cheminots. Ce n’est qu’en 1930 qu’il a pris le nom de CASCOL (Club Athlétique et Sportif des Cheminots d’Oullins). En fait, loin de recruter parmi les seuls cheminots, il s’est ouvert à tous les amateurs de sport et a participé à la fois aux compétitions cheminotes et à celles organisées par les grandes confédérations. Il existe toujours et est fort de 2 500 adhérents. La gamme des disciplines s’est élargie à de nombreuses activités : boules, football, natation, judo, tennis, tir, cyclo, échecs. Des écoles de formation ont été créées. C’est en particulier à l’usage de ce club que la municipalité a acheté en 1955 en limite ouest de la commune, avenue des Aqueducs-de-Beaunant, quatre des vingt hectares du domaine du Merlo, pour y construire un stade de football. Devaient suivre d’autres aménagements en particulier pour le football avec terrains en gorrhe, terre-sable, entrainement pour les gardiens et pour l’athlétisme piste, aire de saut à la perche. S'y est également installé le siège du club Oullins de triathlon. La communauté cheminote n’est donc pas étrangère à la notoriété des athlètes et des équipes sportives formées sur la commune évoluant au niveau national et à l’étranger.

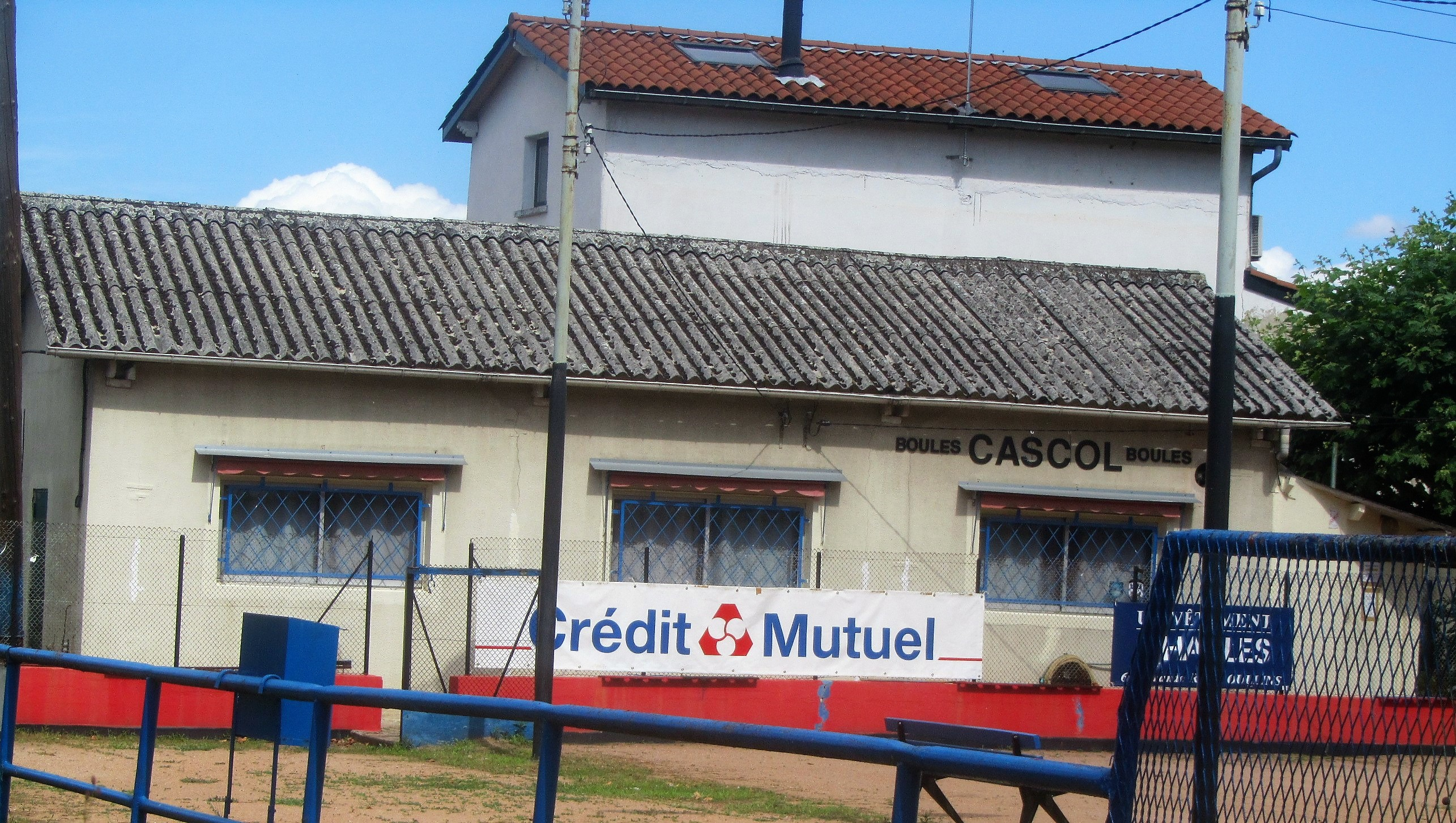
Section de boules du CASCOL.
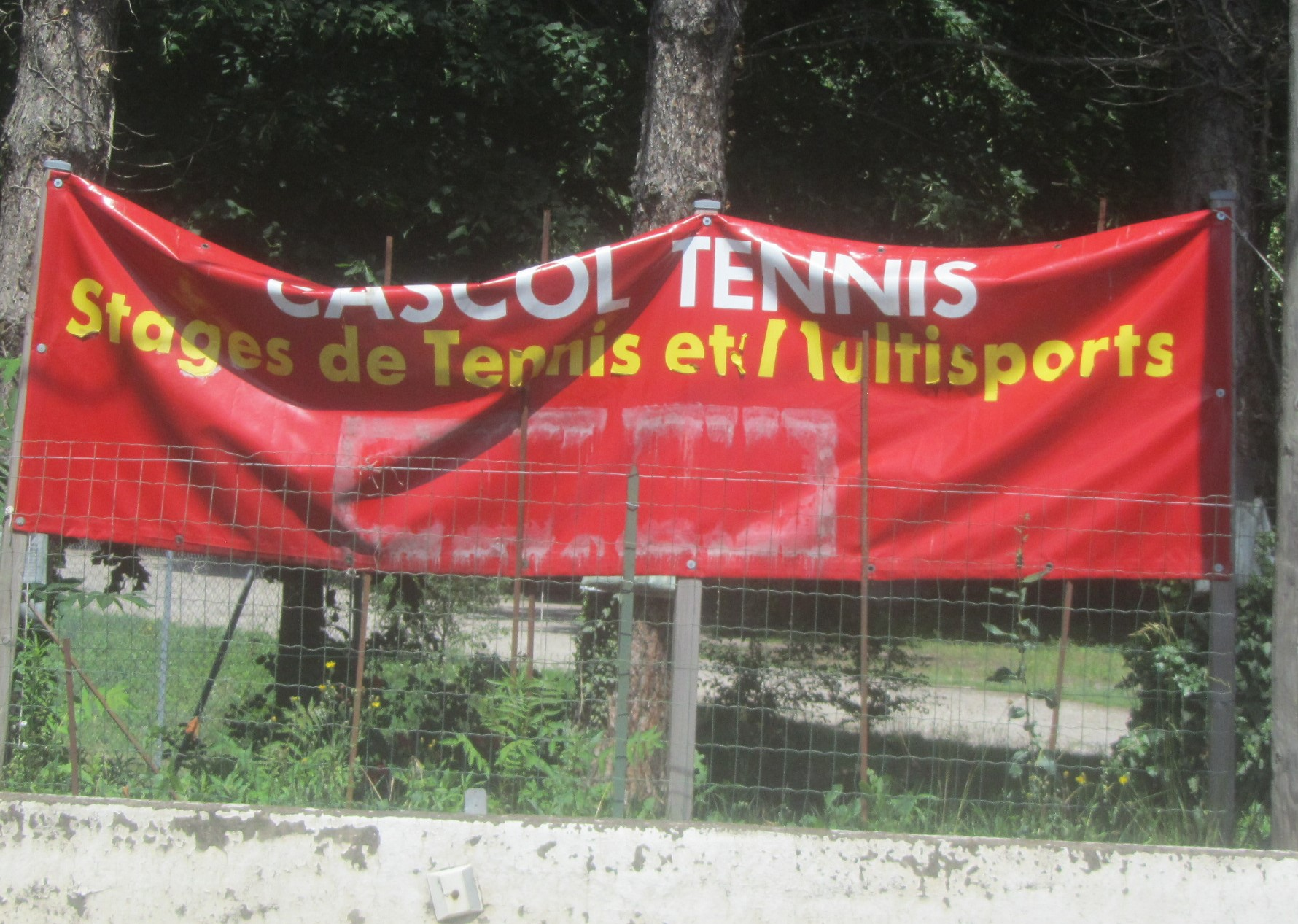
Section de tennis du CASCOL.

Si les tâches éducatives sont du ressort des autorités officielles, une marge d’initiative a toujours été laissée aux particuliers et aux associations dans le domaine culturel. La communauté cheminote a ainsi créé en 1933 l’Association artistique et littéraire PLM (AALPLM) devenue par la suite l’UAICF (Union artistique et intellectuelle des cheminots français) dont le siège local était dans la cité PLM. C’est devenu aujourd’hui la section d’Oullins de cette association nationale. On peut y recevoir une formation et s’y distraire pour le dessin, la danse, la photo, la musique, la peinture sur soie ou porcelaine, le modélisme, l’encadrement d’art, l’informatique.

#### Rôle politique et syndical

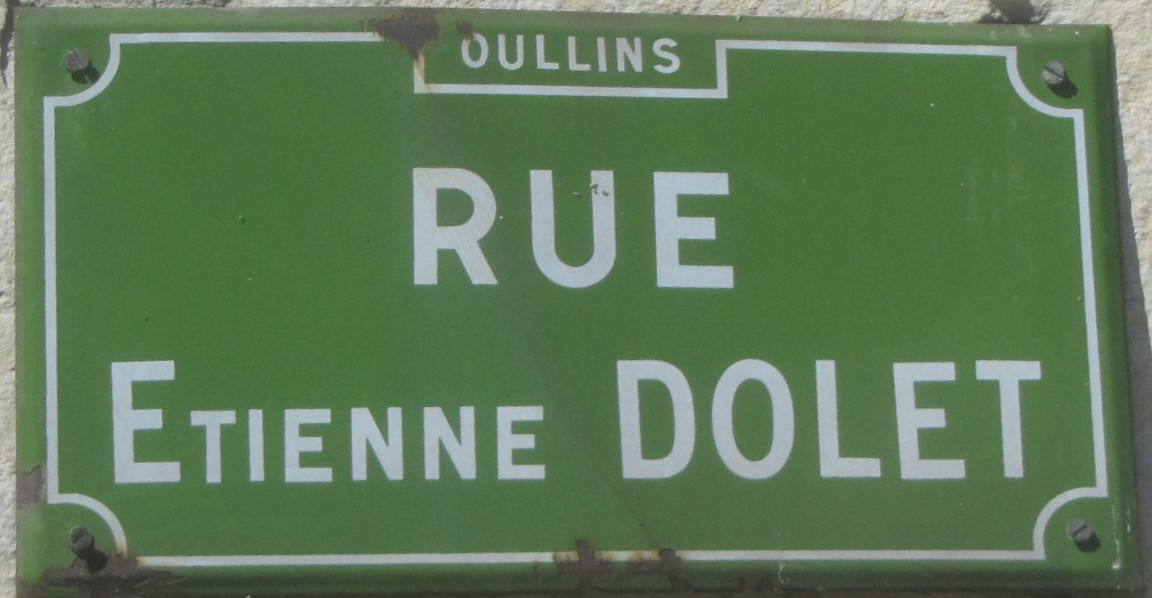
Rue Étienne-Dolet.

La communauté cheminote n’est pas étrangère au choix des noms de rue par la municipalité avec une prédilection pour les personnalités et les événements s’inscrivant dans un esprit contestataire voire révolutionnaire. On pourrait remonter au XVIe siècle avec l’imprimeur lyonnais Étienne Dolet, condamné au bûcher à Paris pour s’être converti au protestantisme sous le règne de Henri II. Le XVIIIe siècle est représenté par les trois grandes figures de Diderot, Jean-Jacques Rousseau et Voltaire. De la Révolution de 1789 a été privilégiée la période de la Convention montagnarde qui a droit sa rue. Quitte toutefois à interpréter de manière partisane les dramatiques événements de Lyon en 1793 : le général Dubois-Crancé devient le vainqueur d’une révolte royaliste et non d’une insurrection girondine contre la Terreur parisienne. Du XIXe siècle ont été sélectionnés les grandes figures du socialisme François Raspail et Auguste Blanqui et le syndicaliste Jules Guesde. La Commune de Paris est célébrée deux fois en son nom propre et par un de ses chefs les plus éminents, Édouard Vaillant.

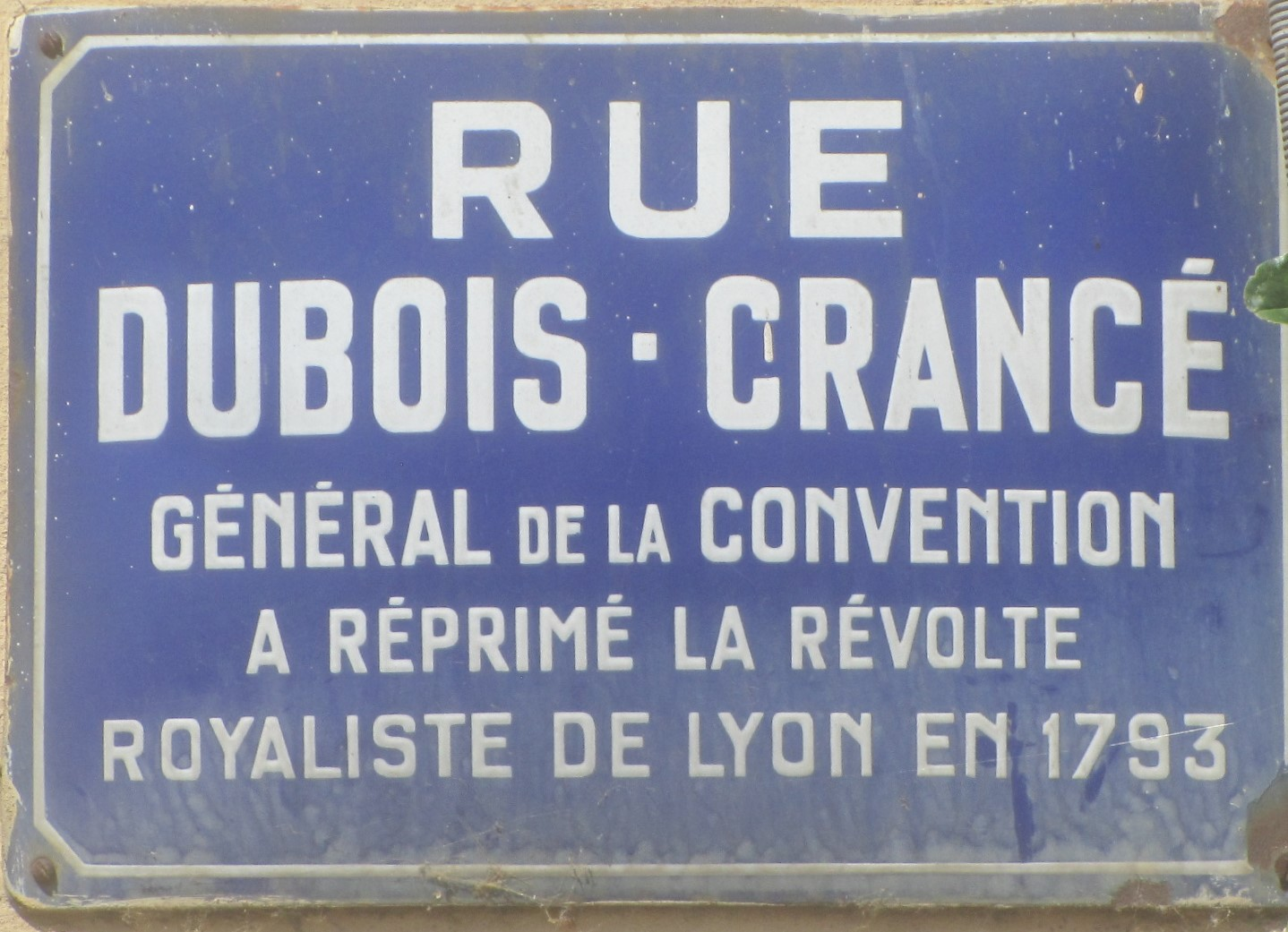
Rue Dubois-Crancé.
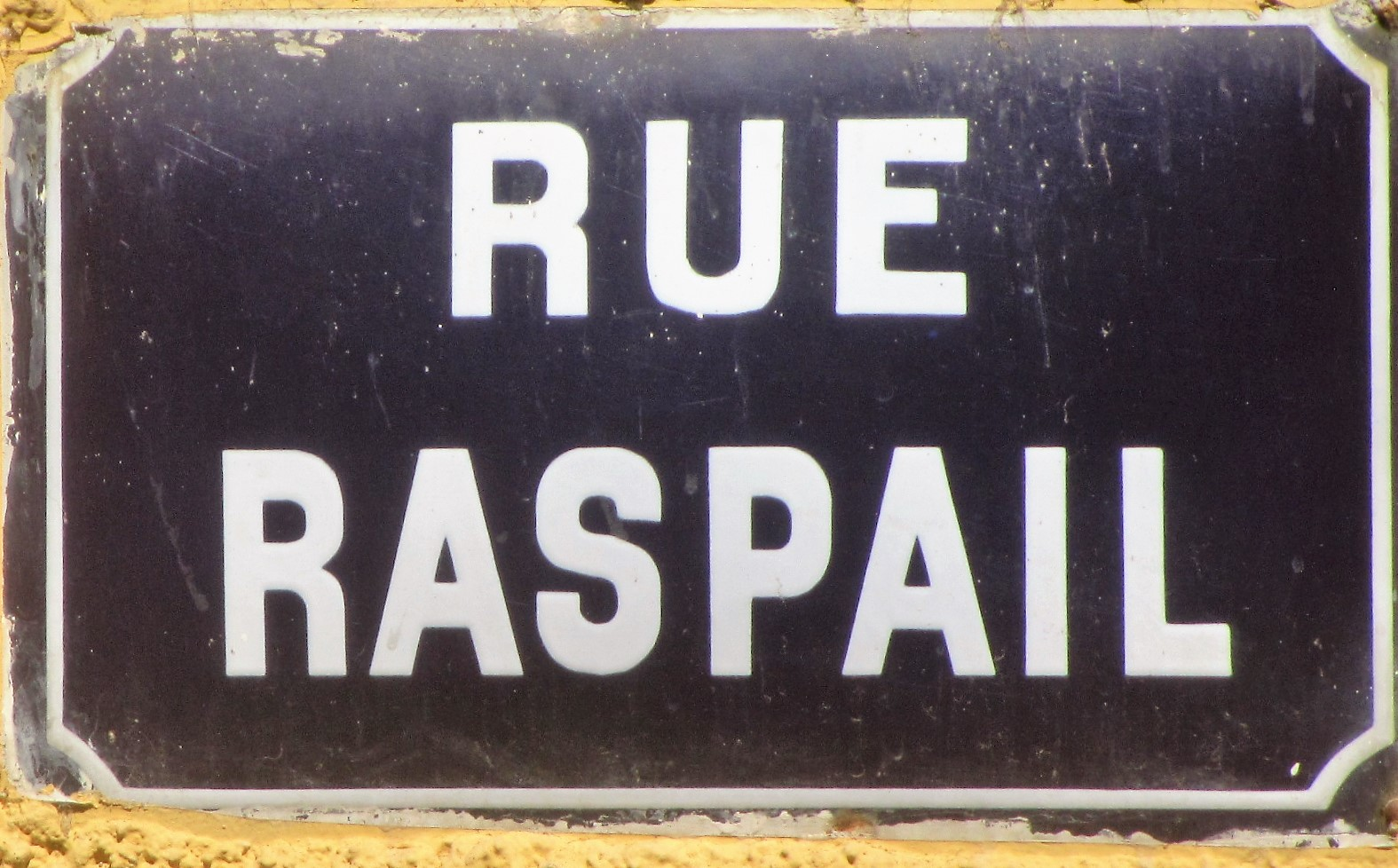
Rue Raspail.
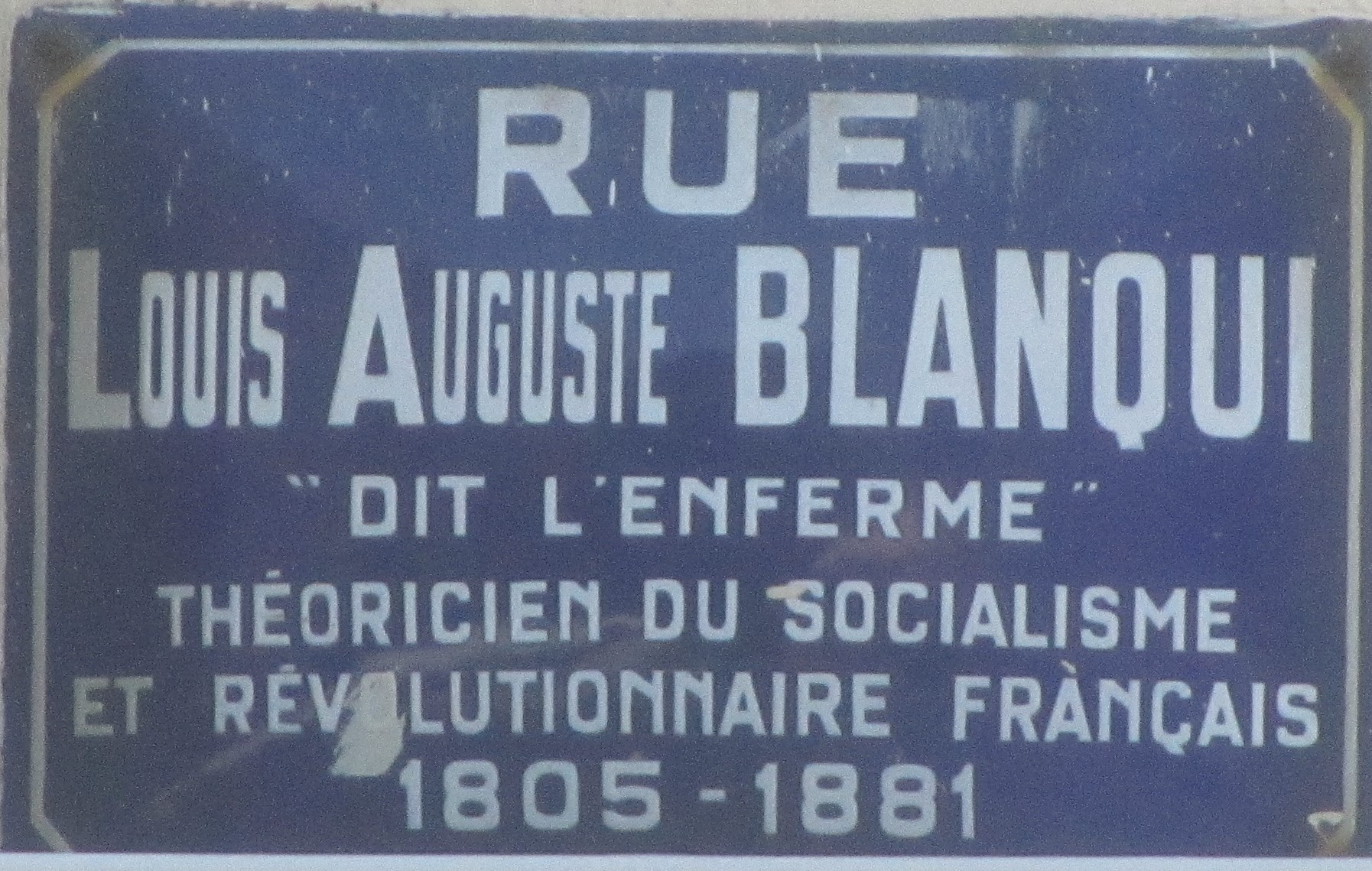
Rue Auguste-Blanqui.
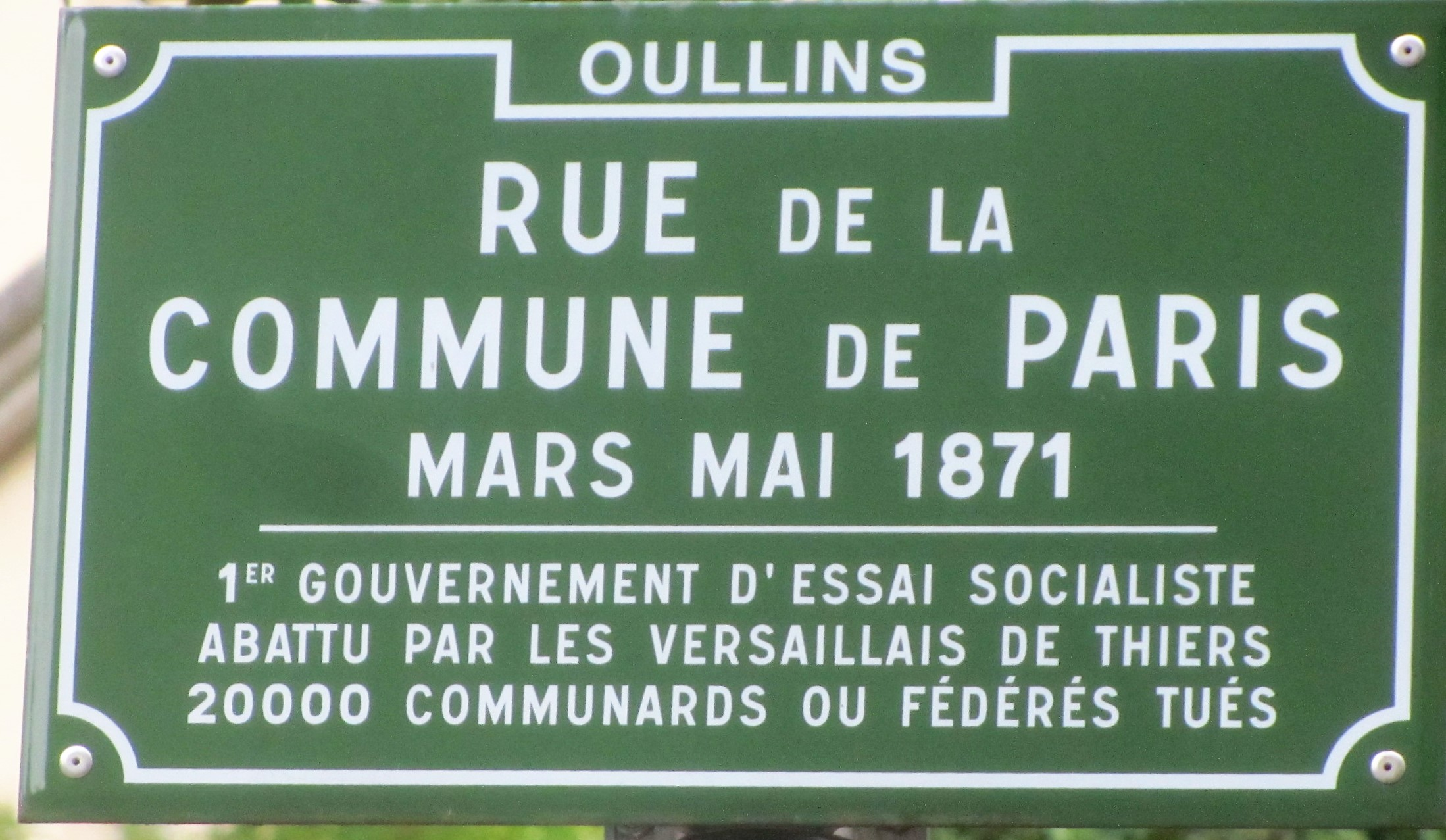
Rue de la Commune-de-Paris.
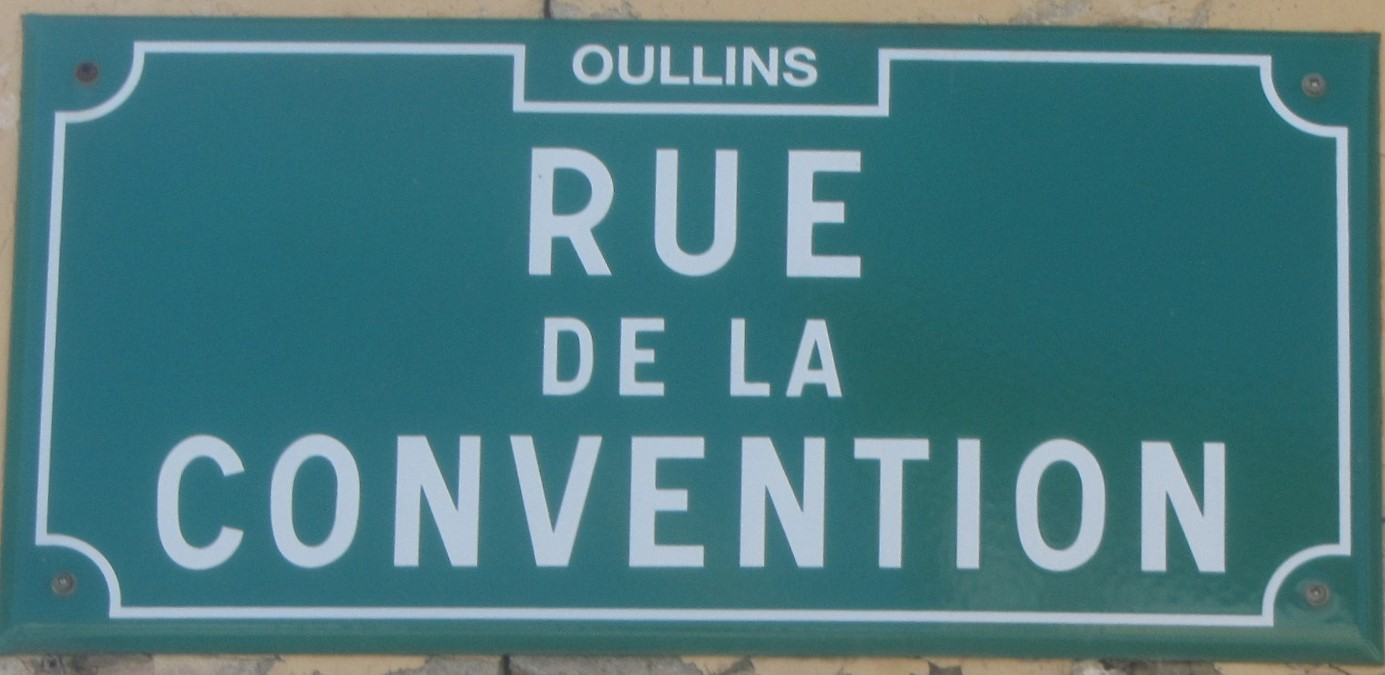
Rue de la Convention.

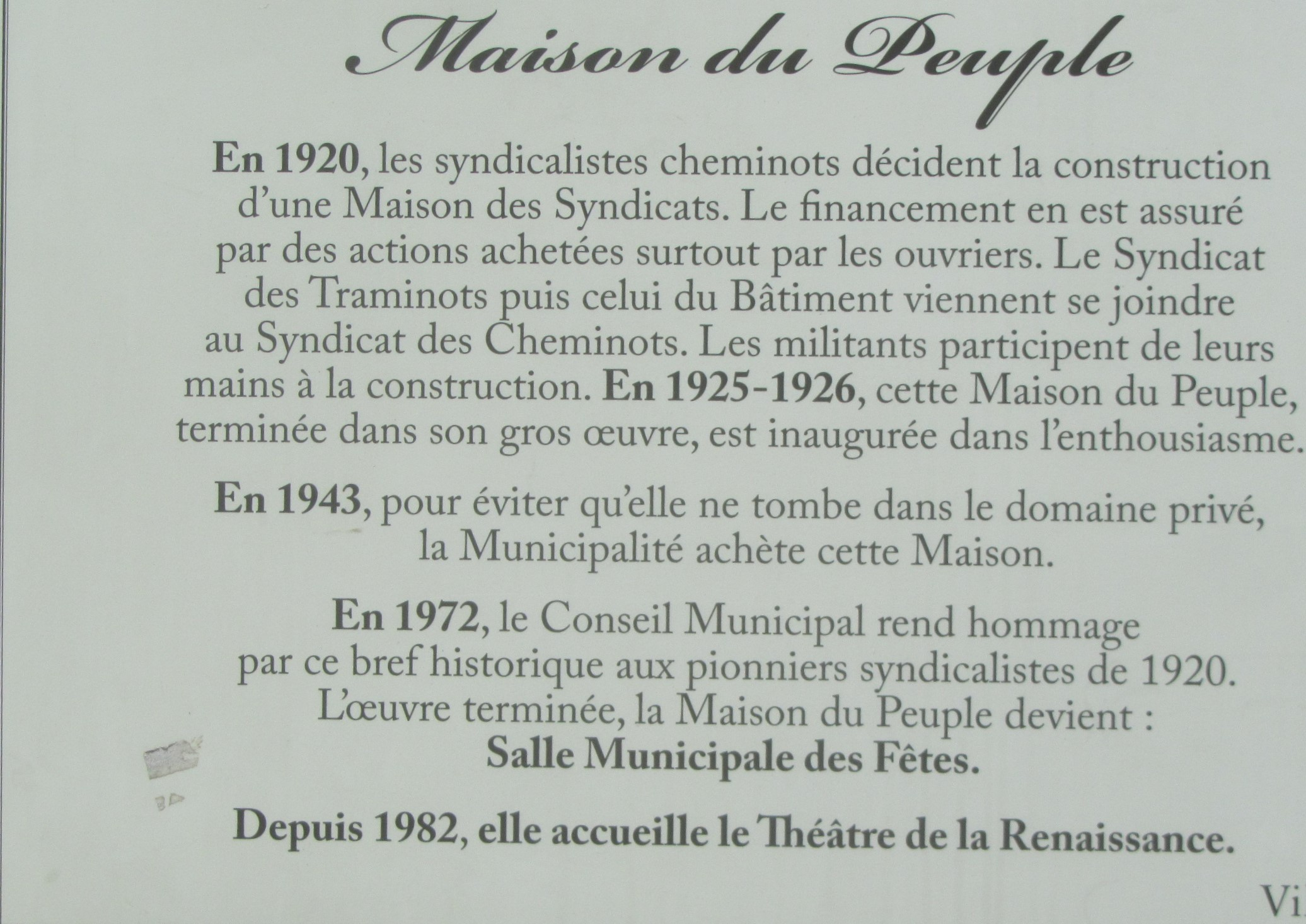
Maison du syndicat des cheminots.

Les combats menés par les cheminots solidement syndiqués s’inscrivent dans cette tradition sous la forme de grèves dont la plus ancienne remonte à 1853.
Mais c'est surtout par la participation au mouvement de Résistance pendant la Seconde Guerre mondiale à partir de l’occupation de la zone libre en 1942 qu'Oullins se fait connaitre, en étant le lieu de départ des grèves patriotiques d'octobre 1942 en France. Sous une forme passive d’abord, avec grève lorsque des ouvriers sont réquisitionnés dans le cadre du STO, puis par le sabotage multiforme de l’outil de travail. La tournure des événements devient dramatique à l’été 1944 lorsque la Milice et la Gestapo font une descente dans les Ateliers afin de capturer des résistants : il y a mort d’homme, arrestations et déportations. Pour en finir, à la suite du lancement d’une grève insurrectionnelle, l’ennemi procède le 30 août à l’incendie des magasins et des bureaux et à la destruction d’environ 400 machines.
La commémoration des héros de cette Résistance ne fait pas de distinction entre Oullinois et autres Français. Sur le plan national s’impose le nom de Pierre Sémard qui avait été le secrétaire général de la fédération CGT des cheminots. Entraîné, du fait de ses responsabilités à la direction du Parti Communiste, dans la même réprobation que les autres dirigeants après la signature du pacte germano-soviétique en 1939, il est fusillé en 1942 après un quatrième transfert dans la prison de Bourges. Il donne son nom à une artère majeure de la ville. Francisque Jomard, honoré lui aussi d’une longue rue, n’était pas davantage natif d’Oullins mais de l’Arbresle mais il s’y était fixé, y exerçait son métier d’ébéniste et avait pris des responsabilités syndicales. La rue Pierre-Semard est recoupée par une autre artère majeure, la rue Louis-Aulagne. Celui-ci n’était ni cheminot ni oullinois né à Firminy. mais travaillait à l’usine d’électrochimie de Pierre-Bénite et était un ardent syndicaliste. Après son arrestation, il devait être tué lors d’une mutinerie.

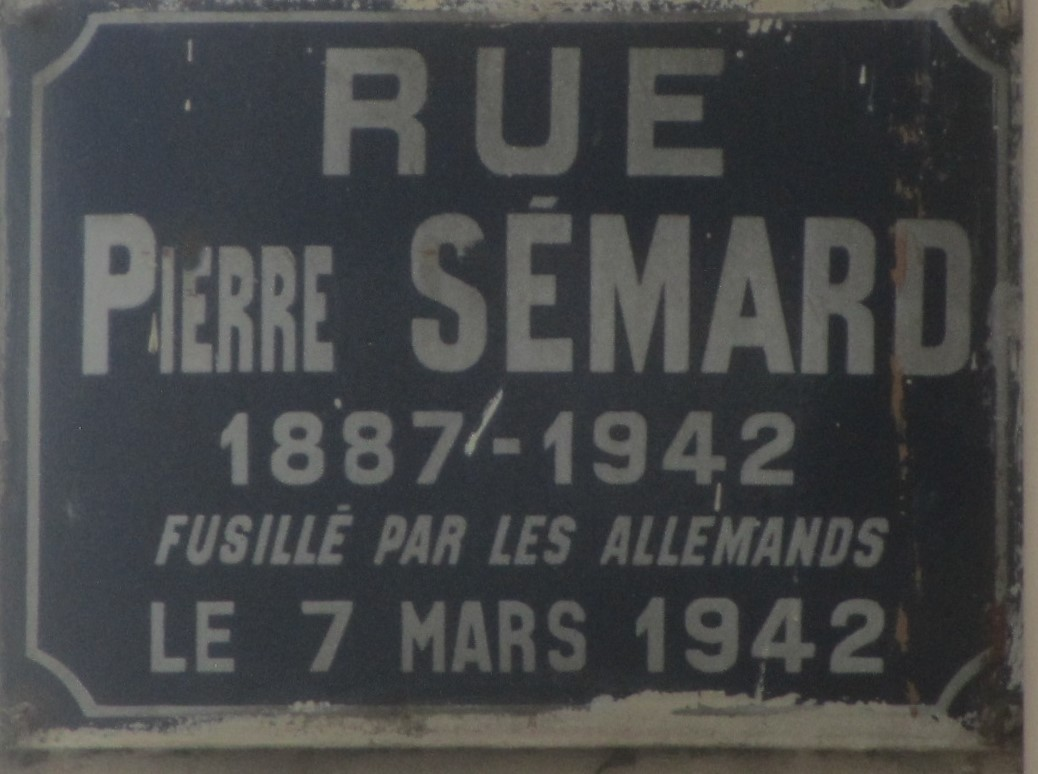
Rue Pierre-Semard.
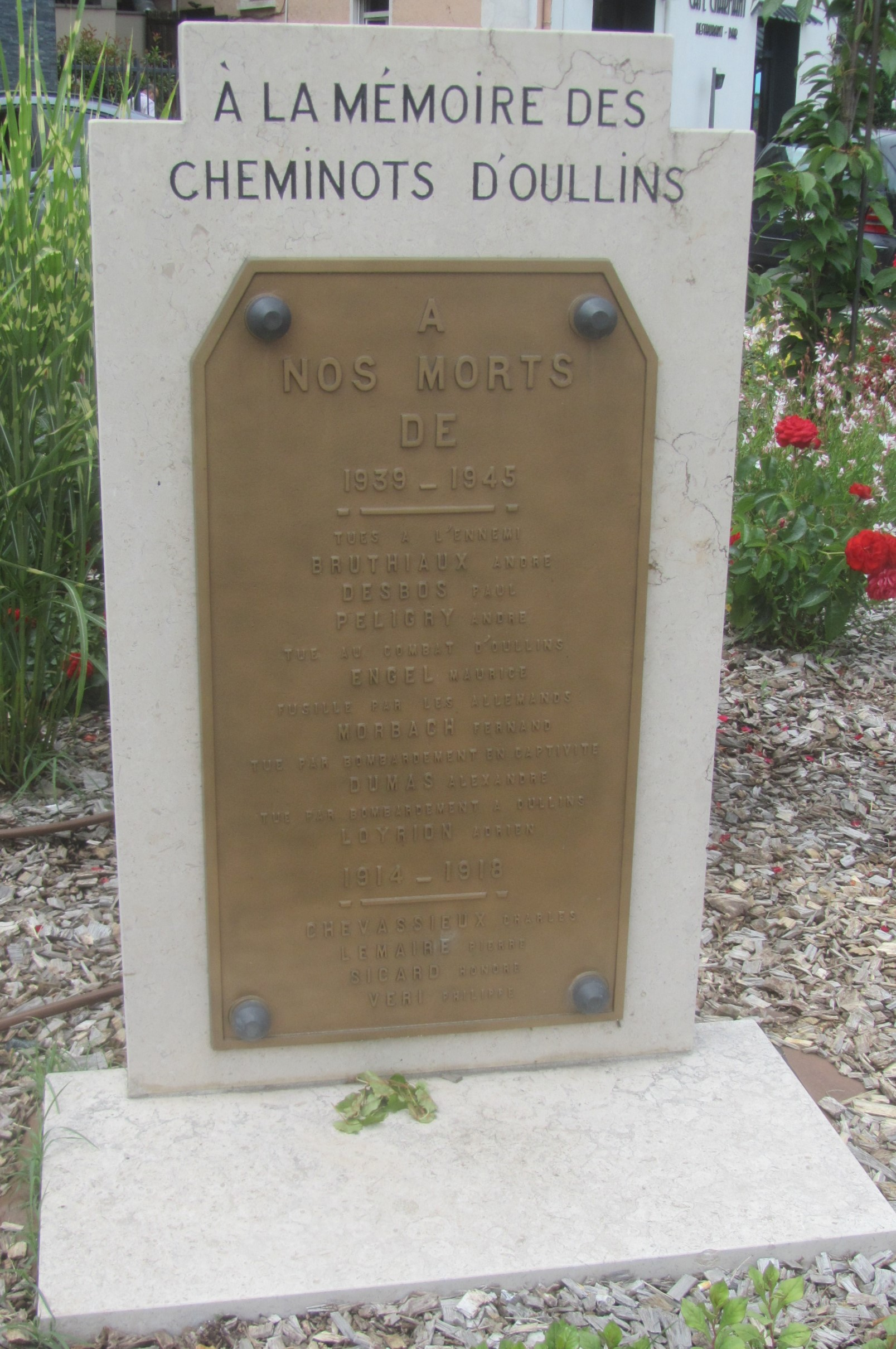
Monument des cheminots résistants.
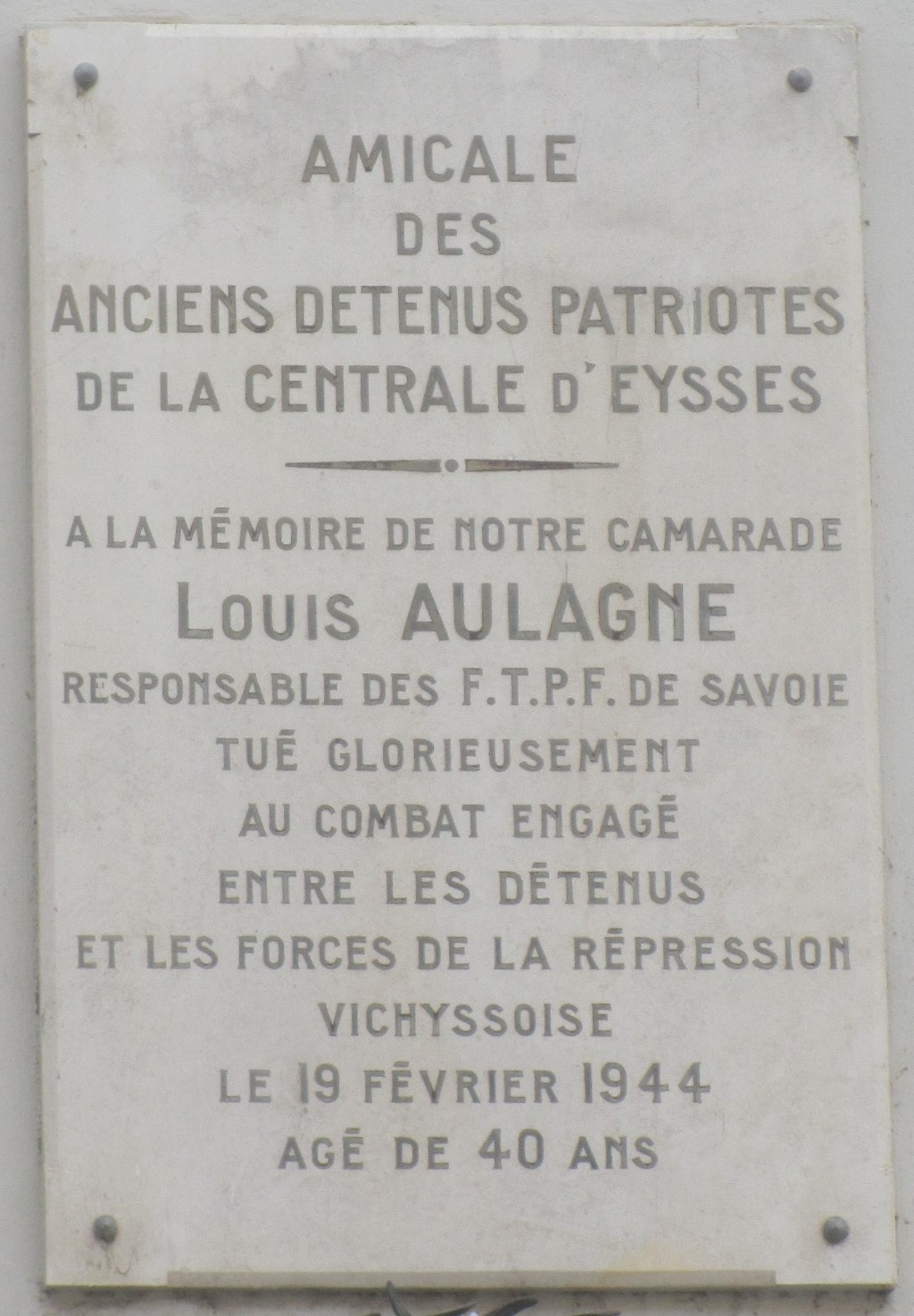
Louis Aulagne.
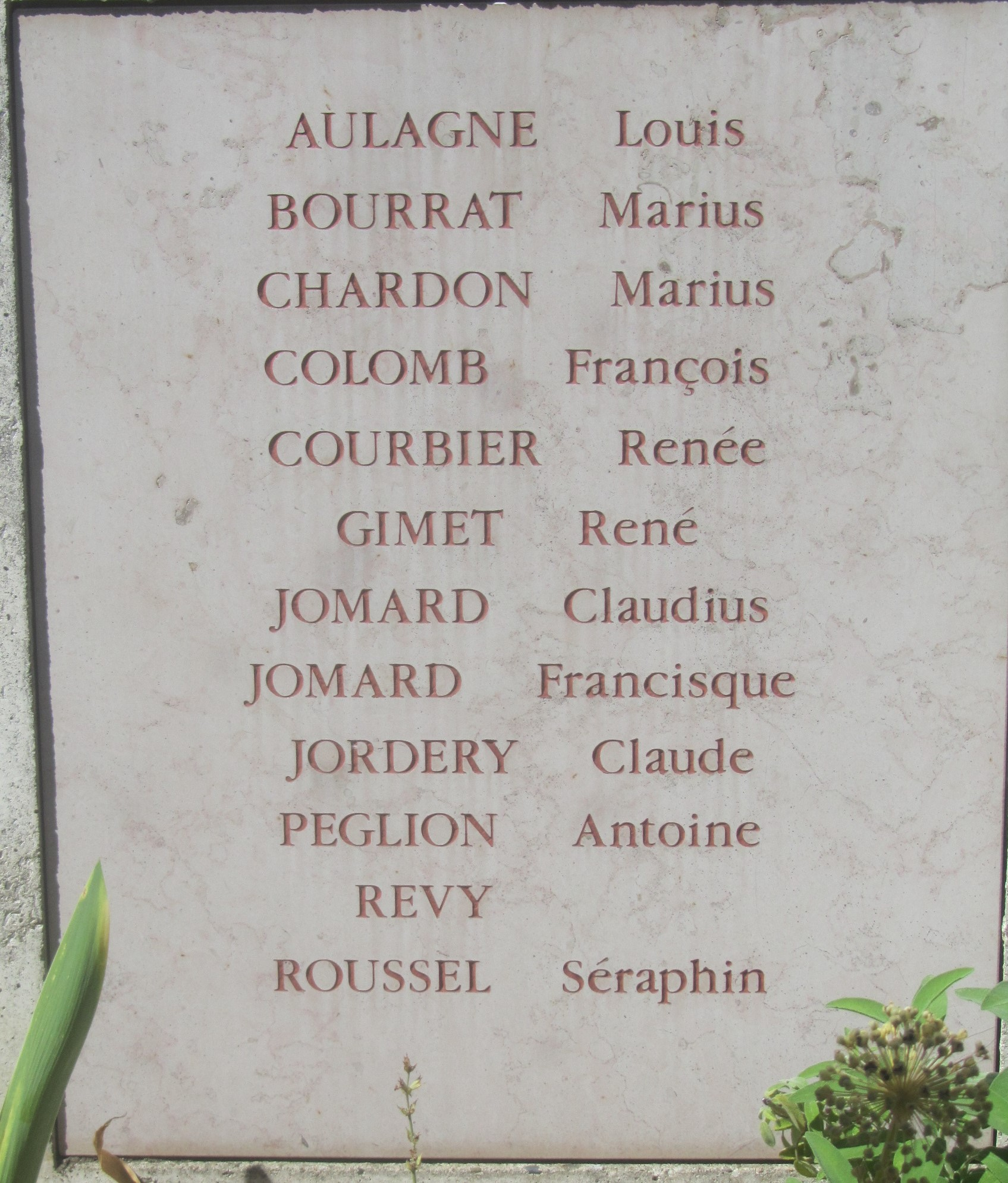
Héros de la Résistance à Oullins.

### Première Guerre mondiale
Juste avant la Première Guerre mondiale, le 29 juillet 1914, le Conseil municipal « émet le vœu que le Gouvernement, interprétant la volonté pacifique du pays et soucieux des intérêts de la démocratie et de la France, fasse tous ses efforts pour la limitation du conflit austro-serbe et le maintien de la Paix. »
287 soldats oullinois meurent pendant la Première Guerre mondiale. Plusieurs bâtiments scolaires sont réquisitionnés comme hôpitaux militaires.
Le 28 juin 1919, le Conseil municipal proteste contre l'acquittement de l'assassin de Jean Jaurès et attribue le nom de ce dernier à une avenue. Il émet un vœu en faveur de l’amnistie des condamnés militaires.
Le 10 décembre 1919, Claude Jordery est élu maire.

« 27/12/1919
Les membres du Conseil municipal, réunis hors-séance pour la première fois en profitent pour adresser leurs salut fraternel aux braves marins de la Mer Noire, impitoyablement condamnés pour n'avoir pas voulu combattre la Révolution russe, en s'inspirant des principes des révolutions françaises, ainsi qu'à toutes les victimes des Conseils de Guerre, tribunaux dignes de l’Inquisition, sans pitié pour les petits et pleins de bassesse et de platitude pour les grands.
Réclament une amnistie pleine et entière pour toutes ces victimes et leur libération immédiate et adressent leur encouragement à la République russe des soviets, véritable régime d'émancipation des travailleurs, blâment les gouvernements qui cherchent à l'étrangler en se faisant les laquais des banquiers cosmopolites et lèvent la séance aux cris de : « À bas guerre » « À bas les armées permanentes » « Vivent l'émancipation et la prise des pouvoirs par le prolétariat » et « Vive l'Internationale ouvrière ».
31/03/1920
Monument aux morts de la Grande Guerre : Le Conseil municipal d’Oullins rejette la demande de subvention présentée et refuse l'autorisation d'ériger un monument, soit au cimetière, soit sur une place publique. D’abord « pour perpétuer le souvenir de ses nombreux concitoyens morts à la guerre », la municipalité a décidé de « faire apposer leurs noms en lettres d'or sur des plaques de marbre dans le grand vestibule de l'hôtel de ville ». Ensuite pour les élus « un monument aux morts, quel qu'il soit symbolise toujours un sentiment de haine et de revanche entre les Peuples alors que notre devoir absolu est de rechercher un rapprochement indissoluble entre les nations, afin d'éviter le retour de pareilles hécatombes ». Enfin, ils préfèrent utiliser les fonds communaux dans « la construction d'un immeuble qui serait réservé pour le logement des veuves de guerre, d'orphelins et de mutilés »
. »

— Pour l'Histoire d'Oullins, Oullins et les Oullinois pendant la guerre de 1914-1918
Un appel à la générosité publique, lancé par d'anciens combattants et des familles de soldats morts, permet néanmoins l'édification, sans subventions publiques, d'un monument aux morts que la mairie rachètera avec son terrain en 1941, déplacera en 1983 et rénovera en 2014.

### Seconde Guerre mondiale
La Seconde Guerre mondiale est marquée par une résistance incarnée par le maire Claude Jordery, qui avait voté en 1940 contre les pleins pouvoirs au maréchal Pétain. Révoqué de ses fonctions de maire par le régime de Vichy, Claude Jordery est arrêté par la Milice et la Gestapo. Il est déporté à Bergen-Belsen, où il meurt.
Le 13 octobre 1942, on affiche aux ateliers ferroviaires d’Oullins une liste de cheminots réquisitionnés pour être envoyés travailler en Allemagne. Afin de résister à cette contrainte, les Ateliers se mettent spontanément en grève le jour même et manifestent dans les rues au cri de « Pas un homme en Allemagne ! ». Le soir des dizaines de cheminots sont arrêtés. Le mouvement s'étend dans des ateliers, entrepôts et gares de la région puis dans une trentaine d'usines et concerne douze mille grévistes,. C’est le plus vaste mouvement de grève qu’ait connu la France depuis 1940, et que connaisse la zone sud entre 1940 et l’été 1944. Il prend fin le 17 octobre. La veille, le ministre des Transports Gibrat a dû venir négocier en personne à Oullins avec les cheminots réunis dans leurs ateliers occupés. Les révoltés exigent la libération des leurs, et menacent de ne plus convoyer les trains en direction de l’Allemagne. Le 21, les listes de requis sont retirées et la plupart des prisonniers relâchés,.

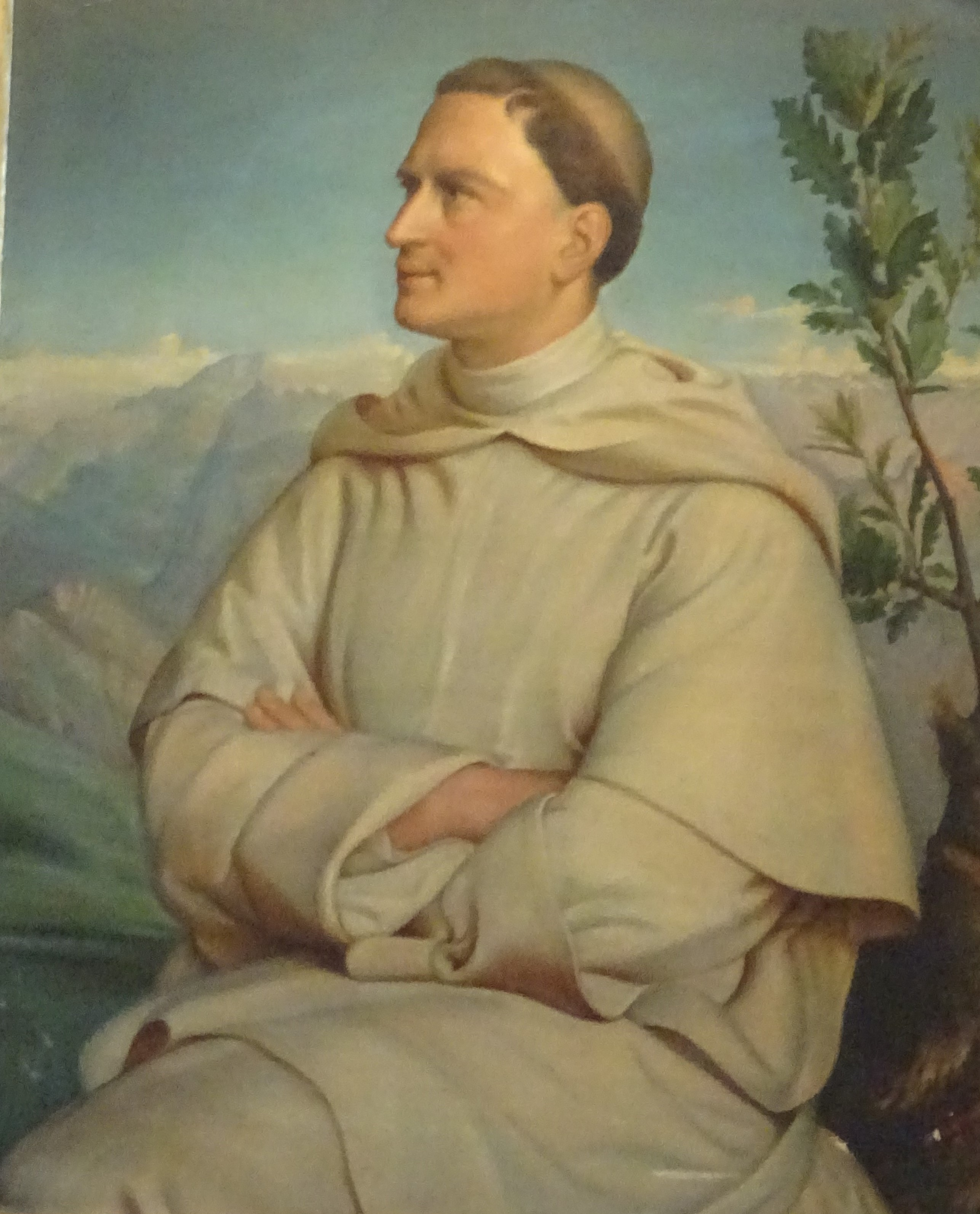
Le père Mayrand.

Une estimation donne pour la région rhodanienne 4 050 départs d’ouvriers soit seulement 11 % du contingent réclamé. Deux réfractaires sur trois se sont cachés et 20 % ont gagné des maquis actifs dans la Résistance.
Entre 1942 et 1944, le père Auguste Mayrand, directeur de l'école et du pensionnat Saint-Thomas d'Aquin cache des dizaines d'enfants et d'adultes juifs pour les sauver des persécutions nazies. Il reçoit la médaille des Justes parmi les Nations à titre posthume le 21 août 1990.

### Après la Seconde Guerre mondiale
Après la guerre, la ville évolue économiquement. En 1949, trois oullinois fondent la société DEOM (Dessin, Étude, Outillage, Mécanique) qui deviendra Camping Gaz. Elle bénéficie également d'un renouveau culturel : création du théâtre de la Renaissance, de la bibliothèque et de la MJC.
En 1989 la ville souffrira de la fermeture des Ateliers SNCF partie « Voitures » situés sur la commune. C'est dans ces ateliers que fut transformée la locomotive Zebulon en 1973, pour tester les bogies et moteurs du TGV. La ville a aussi abrité durant de nombreuses années les « émailleries » d'Oullins situées en haut de la rue de la Sarra. Cette usine sera remplacée par un lotissement durant les années 1990. Parallèlement, elle devient le principal centre commercial du sud ouest lyonnais. La reconversion économique s'oriente vers les services.
Au début des années 2000, la ville bénéficie d'une importante rénovation : des espaces libres dans le quartier de la Saulaie deviennent une ZAC économique accueillant de nouvelles entreprises (laboratoire des douanes, centre de formation Peugeot…), 5 hectares en plein centre-ville sont réhabilités (création de logements, d'espaces de détente, parking souterrain…), construction d'une médiathèque.
En 2009 les Ateliers SNCF « Voitures » sont rasés pour permettre la construction et l'extension Gare d'Oullins de la ligne B de métro.
De 2014 à 2017 d'importants travaux de réaménagements des berges de l'Yzeron sont réalisés entre le pont d'Oullins et le quartier du Merlo, pour se parer des crues historiques de cette rivière.
D'autres projets en cours devraient changer la physionomie de la ville : OPAH-RU sur le quai Sémard, utilisation des friches
La commune faisait partie de la communauté urbaine de Lyon, un établissement public de coopération intercommunale (EPCI) à fiscalité propre créé en 1969 et auquel la commune avait transféré un certain nombre de ses compétences, dans les conditions déterminées par le code général des collectivités territoriales, et qui a pris le nom de Grand Lyon.
Cette intercommunalité a été transformée en métropole de Lyon le 1er janvier 2015 par la  loi de modernisation de l'action publique territoriale et d'affirmation des métropoles (loi MAPTAM) du 27 janvier 2014. Celle-ci est une collectivité à statut particulier qui exerce à la fois les compétences d'un département et celles d'une métropole, pour les 59 communes qui la composent, dont Oullins.
Le 20 février 2023, les maires d'Oullins et de Pierre-Bénite, commune limitrophe située au sud-est, annoncent qu'ils souhaitent fusionner les deux communes le 1er janvier 2024, ce qui aura effectivement lieu sous le nom de Oullins-Pierre-Bénite.

## Politique et administration
Au premier tour des élections municipales de 2014 dans le Rhône, la liste UMP-UDI menée par le maire sortant François-Noël Buffet remporte la majorité absolue des suffrages exprimés, avec 4 710 voix (50,56 %, 28 conseillers municipaux élus dont 3 communautaires), devançant largement celles menées respectivement par : 
- Jean-Louis Ubaud (PS, 1 796 voix, 19,28 %, 3 conseillers municipaux élus) ;
- Alain Godard (FN, 1 103 voix, 11,84 %, 2 conseillers municipaux élus) ;
- Chantal Kerlan (EELV, 835 voix, 8,96 %, 1 conseiller municipal élu) ;
- Bertrand Mantelet (DVG, 702 voix, 7,53 %, 1 conseiller municipal élu) ;
- Jean-Luc Renault (LO, 169 voix, 1,81 %, pas d'élu) ;

lors d'un scrutin où 41,39 % des électeurs se sont abstenus.
Lors du second tour des élections municipales de 2020 dans le Rhône, la liste DVD menée par la maire sortante Clotilde Pouzergue — qui avait succédé en 2017 à François-Noël Buffet, démissionnaire après son élection comme sénateur — remporte la majorité absolue des suffrages exprimés, avec 2 883 voix (51,31 %, 27 conseillers municipaux élus), devançant de 148 voix celle EÉLV-G.s menée par Jean Charles Kohlhaas — qui a fusionné avec la liste du premier tour PS-PCF menée par Joëlle Sechaud — qui a obtenu 2 735 voix (48,68 %, 8 conseillers municipaux élus), lors d'un scrutin marqué par la pandémie de Covid-19 en France où 65,99 % des électeurs se sont abstenus.

### Administration municipale
Compte-tenu de la population de la ville, son conseil municipal compte 35 élus dont le maire et ses adjoints.

### Finances de la commune
|      | Habitation               | Foncier bâti | Foncier non bâti | Professionnelle |
| ---- | ------------------------ | ------------ | ---------------- | --------------- |
| 2001 | 21,86 %                  | 20,35 %      | 29,33 %          |                 |
| 2002 | 22,38 %                  | 20,81 %      | 29,44 %          | 25,38 %         |
| 2003 | 22,38 %                  | 20,81 %      | 29,44 %          | 26,32 %         |
| 2004 | 24,17 %                  | 22,47 %      | 31,79 %          | 26,96 %         |
| 2005 | 24,17 %                  | 22,47 %      | 31,79 %          | 27,95 %         |
| 2006 | 24,17 %                  | 22,47 %      | 31,79 %          | 28,92 %         |
| 2007 | 24,17 %                  | 22,47 %      | 31,79 %          | 29,37 %         |
| 2008 | 24,17 %[réf. nécessaire] |              |                  |                 |
| 2009 | 24,17 %                  |              |                  |                 |
| 2014 | 26,10 %                  | 24,27 %      |                  |                 |
| 2015 | 26,10 %                  | 24,27 %      |                  |                 |

Les données sont issues d'une étude de la chambre régionale des comptes. La taxe professionnelle converge vers un taux unique pour l'ensemble des communes de la communauté urbaine de Lyon de 2003 jusqu'en 2008.

### Politique de développement durable
En novembre 2010, la municipalité d'Oullins a lancé une réflexion publique pour concevoir un Agenda 21, socle de la politique de développement durable de la commune. Plusieurs séries d'ateliers thématiques avec les habitants, deux forums et différents outils de concertation ont abouti à la rédaction de l'Agenda 21 de la commune comprenant 156 actions.

### Jumelages
| Ville | Ville     | Pays | Pays      |
| ----- | --------- | ---- | --------- |
|       | Nerja     |      | Espagne   |
|       | Nürtingen |      | Allemagne |
|       | Pescia    |      | Italie    |

## Équipements et services publics

### Espaces publics

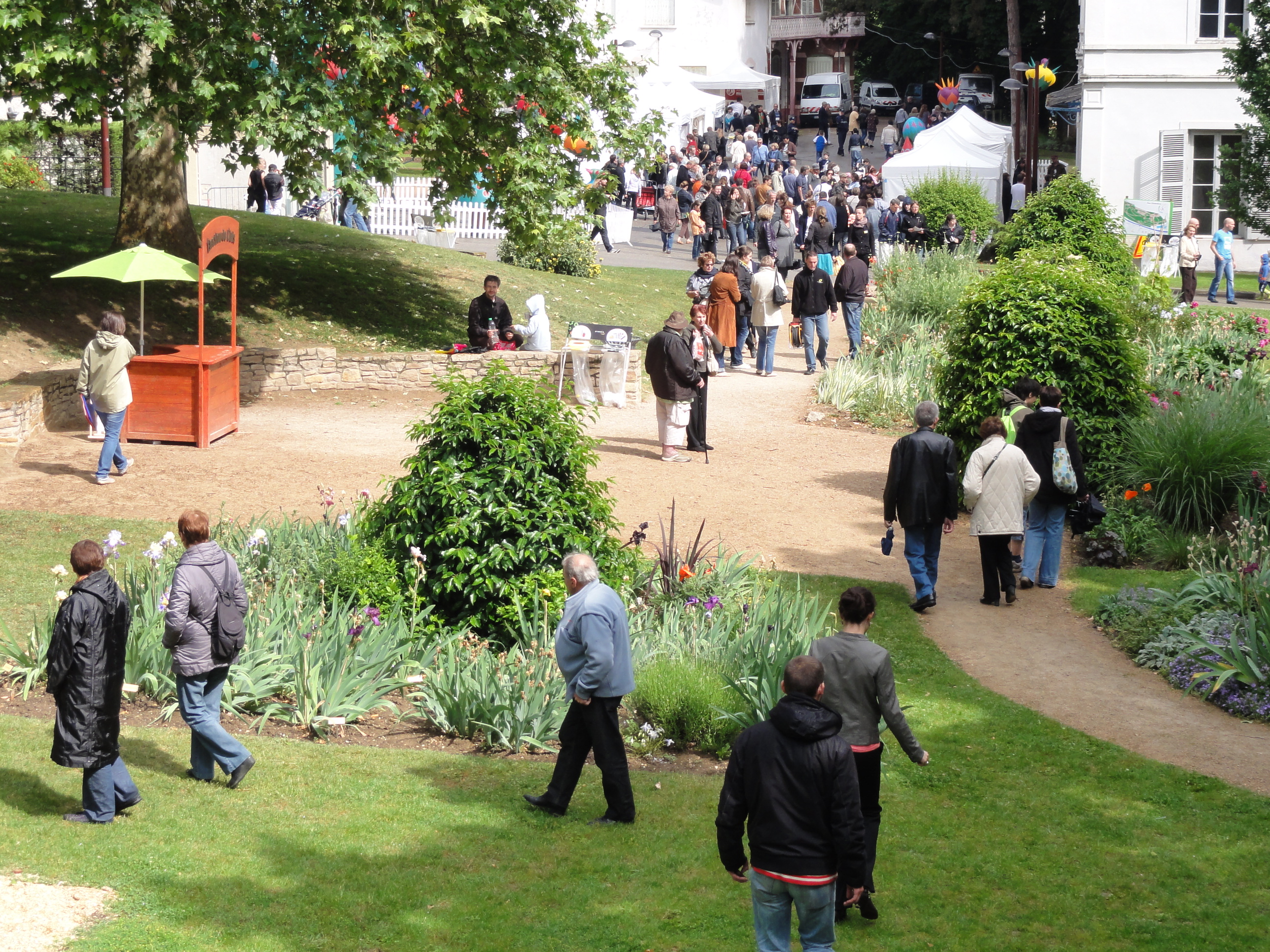
Iriseraie du parc Chabrières.

La ville d'Oullins dispose de 4 parcs publics :
- le parc Chabrières
- le parc du Prado
- le parc naturel de l'Yzeron
- le parc naturel de Sanzy

En juin 2017, le Jardin sans fin a été inauguré : un parcours de promenade d'environ 2 h 30 passant par les 4 parcs d'Oullins et par une soixantaine de points d'intérêt culturels, naturels et patrimoniaux.

### Enseignement
Oullins est située dans l'académie de Lyon.

#### Établissements publics
La commune compte trois écoles maternelles (des Célestins, du Golf, et du Revoyet), deux écoles élémentaires (de La Glacière et du Golf), ainsi que six écoles primaires (Marie-Curie, Jules-Ferry, Jean-Macé, Jean de la Fontaine, Ampère, de la Saulaie). La ville dispose également de deux collèges (Pierre-Brossolette et de la Clavelière) ainsi que de trois lycées (Parc Chabrières et les lycées professionnels Joseph-Marie-Jacquard et Edmond-Labbé).

#### Établissements privés
Il y a deux écoles primaires privées à Oullins : Fleury-Marceau et Notre Dame du Bon Conseil surnommé "La Camille", qui est aussi un collège. La commune compte également deux collèges-lycées : Les Chassagnes et Saint Thomas d’Aquin-Veritas, ainsi que le lycée professionnel Orsel.
L'école d'enseignement supérieur en art mural « ÉCohlCité », créée en septembre 2012, est issue d'un partenariat entre la coopérative de peintres muralistes CitéCréation et l'École Émile-Cohl spécialisée dans le dessin.

#### Établissements spécialisés d'éducation
La ville dispose en outre de deux établissements d'éducation spécialisés, l'institut de rééducation la Maison des Enfants ainsi que la Maison d’enfants Saint-Vincent.

### Santé
On retrouve sur Oullins une partie des terrains du centre hospitalier Lyon Sud (CHLS).
Un centre de Planification et d’Éducation Familiale (CPEF) propose des consultations gratuites de maîtrise de fécondité, de suivi de la grossesse, de dépistage et traitement des IST.

## Population et société

### Démographie
L'évolution du nombre d'habitants est connue à travers les recensements de la population effectués dans la commune depuis 1793. Pour les communes de plus de 10 000 habitants les recensements ont lieu chaque année à la suite d'une enquête par sondage auprès d'un échantillon d'adresses représentant 8 % de leurs logements, contrairement aux autres communes qui ont un recensement réel tous les cinq ans,.

En 2021, la commune comptait 27 113 habitants, en évolution de +2,59 % par rapport à 2015 (Rhône : +3,93 %, France hors Mayotte : +2,11 %).
| 1793  | 1800  | 1806  | 1821  | 1831  | 1836  | 1841  | 1846  | 1851  |
| ----- | ----- | ----- | ----- | ----- | ----- | ----- | ----- | ----- |
| 2 000 | 1 761 | 1 851 | 1 852 | 2 315 | 2 944 | 3 315 | 3 319 | 3 616 |

| 1856  | 1861  | 1866  | 1872  | 1876  | 1881  | 1886  | 1891  | 1896  |
| ----- | ----- | ----- | ----- | ----- | ----- | ----- | ----- | ----- |
| 5 703 | 6 584 | 7 010 | 5 126 | 5 674 | 7 536 | 7 189 | 8 327 | 9 085 |

| 1901  | 1906   | 1911   | 1921   | 1926   | 1931   | 1936   | 1946   | 1954   |
| ----- | ------ | ------ | ------ | ------ | ------ | ------ | ------ | ------ |
| 9 343 | 10 284 | 12 243 | 14 089 | 15 238 | 16 652 | 16 734 | 18 300 | 19 224 |

| 1962   | 1968   | 1975   | 1982   | 1990   | 1999   | 2006   | 2011   | 2016   |
| ------ | ------ | ------ | ------ | ------ | ------ | ------ | ------ | ------ |
| 24 356 | 26 604 | 27 772 | 27 168 | 26 129 | 25 183 | 25 694 | 25 257 | 26 512 |

| 2021   | - | - | - | - | - | - | - | - |
| ------ | - | - | - | - | - | - | - | - |
| 27 113 | - | - | - | - | - | - | - | - |

La commune est scindée en deux parties en 1869 et donne naissance à la commune de Pierre-Bénite.

### Lieux et manifestations (culture, sport)

#### La Mémo

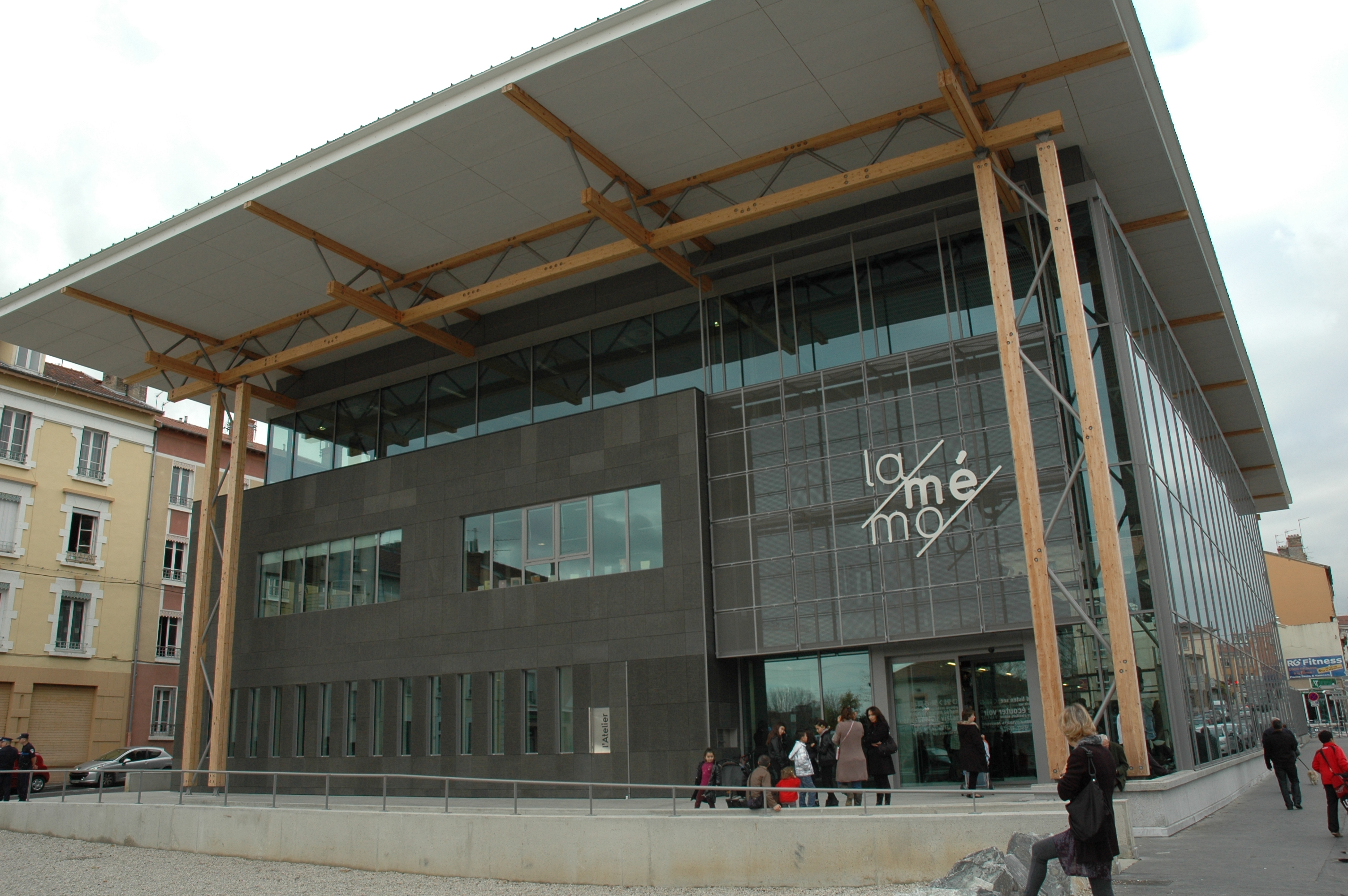
La Mémo.

Oullins est dotée depuis le 19 octobre 2010 de "La Mémo", une médiathèque sur trois niveaux d'une superficie de 2 000 m2, riche de plus de 87 000 ouvrages (livres, revues, journaux, DVD…), disposant de 10 postes informatiques en libre-service et de bornes de téléchargement légal, ainsi que d'un parking souterrain.
Le nom « la Mémo » a été choisi à l'issue d'un concours lancé auprès des Oullinois par la mairie du 1er septembre au 15 octobre 2009. « La Mémo » signifie en abrégé « Médiathèque Municipale d'Oullins ».

#### Le théâtre La Renaissance
Créé en 1982 par la Ville d'Oullins, le théâtre La Renaissance a toujours occupé une place singulière dans l'agglomération lyonnaise. Il défend un projet artistique qui se fonde sur la rencontre du théâtre et de la musique. Il remplit deux missions : d'une part la programmation de spectacles destinés à un large public, et d'autre part le soutien à la production et à la création artistique par le biais notamment d'accueil de compagnies en résidence.
Le théâtre La Renaissance est un lieu d'échange et de réflexion où les artistes proposent des ateliers, stages et rencontres. Depuis 2006, le théâtre La Renaissance s'est vu confier par la Ville la gestion du Bac à Traille, véritable « fabrique » de spectacles puisqu'y sont accueillies des compagnies en résidence, mais également lieu de développement d'un ambitieux volant de l'action culturelle de la Ville par un travail en direction des habitants du quartier (1 600 habitants), une ouverture au milieu associatif local et la mise en place d'un partenariat avec l'école du quartier.
Un pôle d'éducation artistique et culturelle : depuis 1993, en partenariat avec les ministères de l'Éducation nationale et de la Culture, le théâtre est missionné pour développer et accompagner des activités artistiques en milieu scolaire. À ce titre, deux musiciens intervenants financés par la Ville travaillent dans les écoles de la commune afin de concevoir des projets musicaux et scéniques.

#### Fête de l'iris

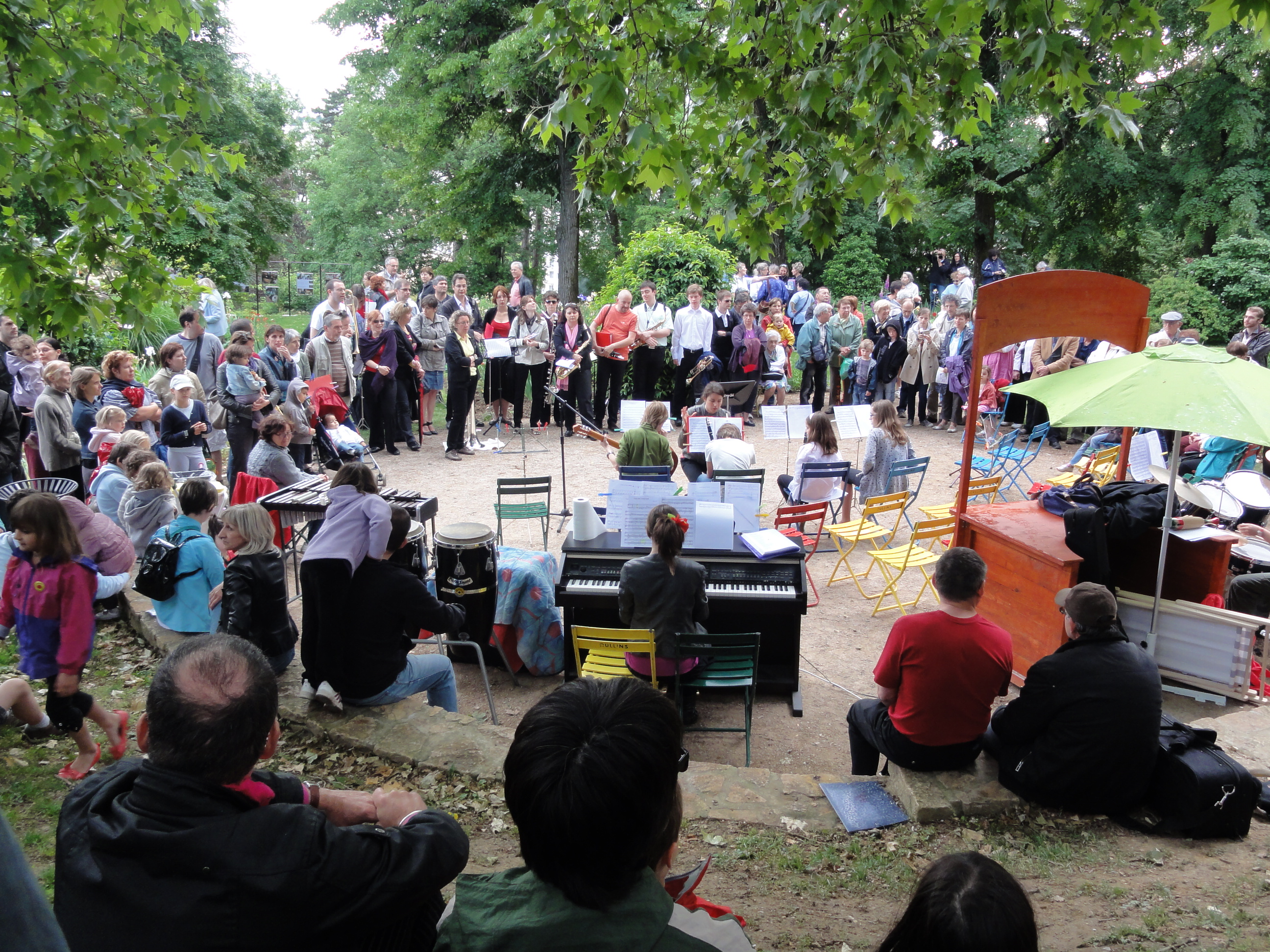
Fête de l'iris.

Chaque année, au printemps, la Fête de l'iris célèbre l'art et la nature. Pendant deux jours, rencontres artistiques inédites et arts de la rue investissent le parc Chabrières. La Fête de l’iris est également un véritable moment de sensibilisation au patrimoine naturel et au développement durable.
Au programme : des installations artistiques, du théâtre de rue, des interventions musicales, des contes, des ateliers d'arts plastiques, expositions, animations, jeu de piste, élection de l'iris de l'année... Elle accueille environ 10 000 visiteurs chaque année.

### Sports
Oullins possède de nombreuses infrastructures sportives municipales :
- une piscine, comprenant plusieurs bassins (d'été et d'hiver) et un sauna ;
- deux stades ;
- deux terrains multisports de plein air ;
- un terrain de beach-volley ;
- trois gymnases ouverts au public et trois gymnases dans des écoles ;
- un boulodrome ;
- deux salles de gymnastique : un espace d'évolution et de psychomotricité pour les enfants, une salle de gymnastique spécialisée ;
- une salle de boxe ;
- un dojo ;
- une salle d'escrime ;
- deux clubs de tennis.

La ville compte par ailleurs plus de soixante associations sportives : des associations multisports (CASCOL, Patronage Laïque d'Oullins, La Fraternelle) et des associations spécialisées dont certaines ont des joueurs évoluant à un niveau de compétition nationale (Badminton Club d'Oullins, CISAG, CKLOM, OSFB…).

### Médias
La radio Sol FM a été créée à Oullins en 1982 dans le contexte des radios libres. Elle émet sur le canal FM 100.7.
En 2017, la commune de Oullins a été récompensée par le label « Ville Internet @@@ ». Elle est présente sur les différents réseaux sociaux et dispose d’une application sur les smartphones.

## Économie

### Revenus de la population et fiscalité
En 2010, le revenu fiscal médian par ménage était de 26 681 €, ce qui plaçait Oullins au 20 081e rang parmi les 31 525 communes de plus de 39 ménages en métropole.
En 2012, la part des ménages fiscaux imposable est de 67,7 %.

### Emploi
Le taux de chômage, en 2013, pour la commune s'élève à 11,8 %, un chiffre supérieur à la moyenne nationale (10,4 %).

### Entreprises
Environ 70 entreprises sont situées sur la ZAC de la Saulaie, à proximité de la voie d'accès à l'autoroute A7.

### Commerces
Oullins est le 7e pôle commercial de l'agglomération lyonnaise. De nombreux centres commerciaux sont présents sur la commune. La Grande rue est l'artère commerciale principale du sud-ouest lyonnais : plus de 200 commerces y sont présents. Elle constitue un véritable pôle d'attractivité pour le sud-ouest lyonnais.

### Partenaires
La ville possède une association de commerçants Oullins Commerce.

## Culture locale et patrimoine

### Lieux et monuments
- Le château de la Bussière.
- La maison de la Cadière, construite en 1492, est dotée d'une galerie extérieure, classée monument historique.

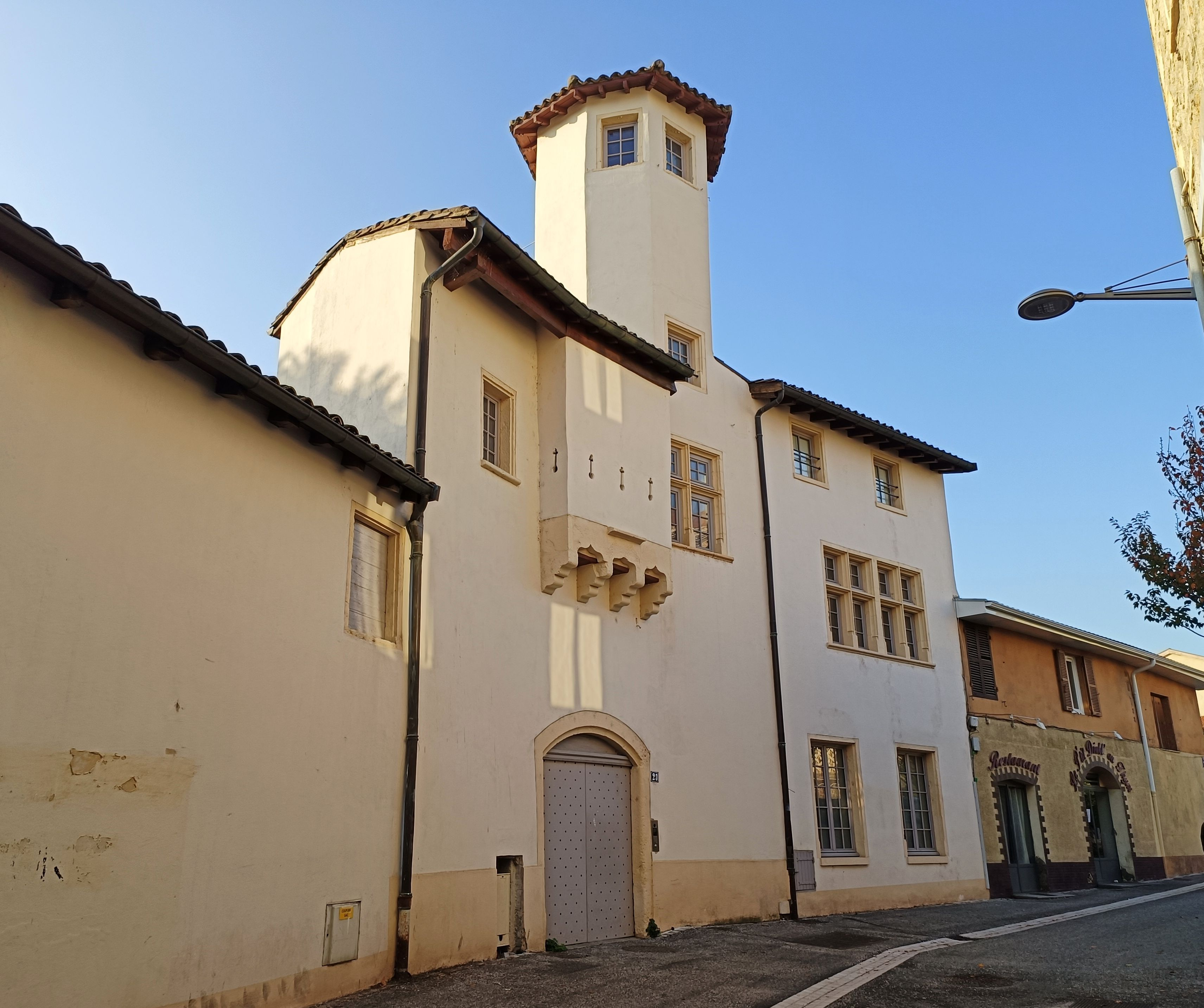
Le Castel La Frérie rue Voltaire.

- Le Castel La Frérie rue Voltaire.La résidence privée « Le Castel - La Frérie »[102], du début du XVIe siècle.
- L'école Saint-Thomas-d'Aquin, fondée en 1833 est installée depuis 1836 dans l'ancien château d'Oullins, construit en 1577 pour Thomas III de Gadagne puis ancienne résidence d'été des cardinaux-archevêques de Lyon. Le bâtiment principal et l'escalier monumental à double révolution qui le précède datent du XVIe siècle. La demeure et ses abords furent réaménagés au XVIIIe siècle pour le cardinal de Tencin par l'architecte Jacques-Germain Soufflot[103]. La chapelle de style néo-byzantin qui remplace un édifice antérieur plus petit, a été construite à partir de 1861 par l'architecte Pierre Bossan (1814-1888). Le décor peint des murs et des voûtes qui ne sera achevé qu'en 1888, est l'œuvre de Paul Borel (1828-1913), ancien élève et bienfaiteur de l'école[104]. Une partie de l'école et l'ensemble de la chapelle sont protégés au titre de monument historique[105].
- L'hôtel de ville, construit en 1903 par l'architecte lyonnais Clapot, est situé dans la grande rue d'Oullins.
- La fontaine Croix-Tournus du projet « Sept fontaines en France », 1986, œuvre de Jean-Pierre Raynaud dans le square du même nom[106].
- Yelolino, salle de concert de la MJC.

### Patrimoine religieux
- Église Saint-Martin sur la place Anatole-France.
- Du monastère du Très-Saint-Sacrement, fondé en 1868 par quatre moniales dominicaines, ne subsistent que les arcades du cloître dans les jardins du 23, rue de la Sarra. Il abrite depuis de nombreuses années un oranger des Osages, reconnaissable à ses fruits jaune vert de la taille d'une grosse balle de tennis[107].

### Patrimoine civil

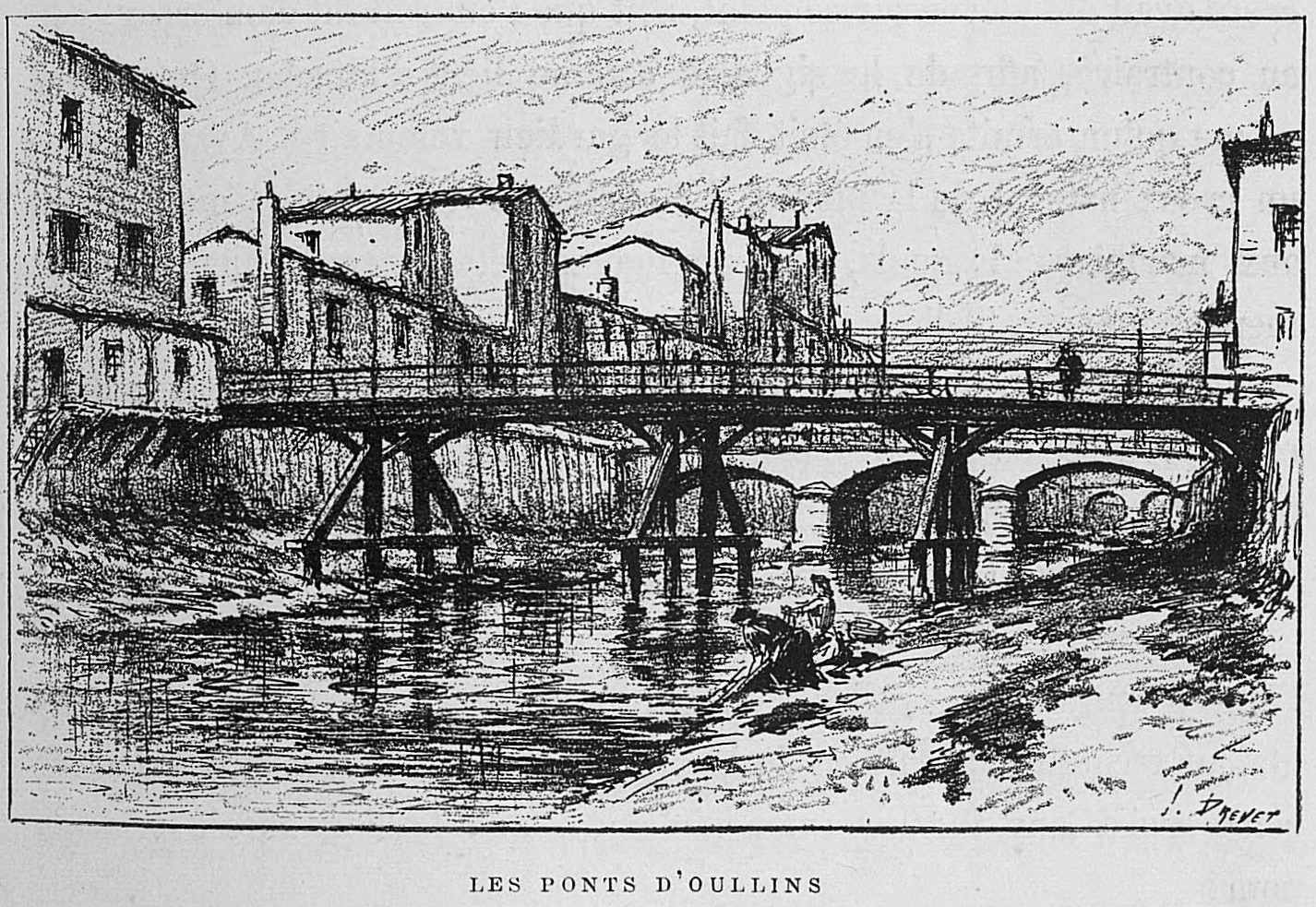
Les ponts, illustration de Joannès Drevet (1854–1940).

Patrimoine architectural contemporain : ensembles urbains datant des XIXe et XXe siècles (Montmein, cité Jacquard…). Nombreuses façades peintes par l'association Cité de la Création. La fresque murale de la Renaissance a été une des premières de la région lyonnaise. Elle évoque le nombre important de cheminots dans le quartier.
Parc Chabrières. Ce parc et sa villa furent donnés à la commune par leur propriétaire François Barthélemy Arlès-Dufour afin de créer un collège de jeunes filles. Il était disciple du Père Enfantin, un socialiste utopiste.
Le parc Chabrières abrite en outre une collection d'iris.
Oullins est réputé pour sa variété de prunes « reines-claudes ».
Il existait au début du XXe siècle un bac à traille qui permettait de faire communiquer les deux rives du Rhône. Une ruelle plus récente porte désormais ce nom de traille.

### Personnalités liées à la commune
Nées à Oullins
- Jean-Baptiste Alix (1768-1848), militaire français.

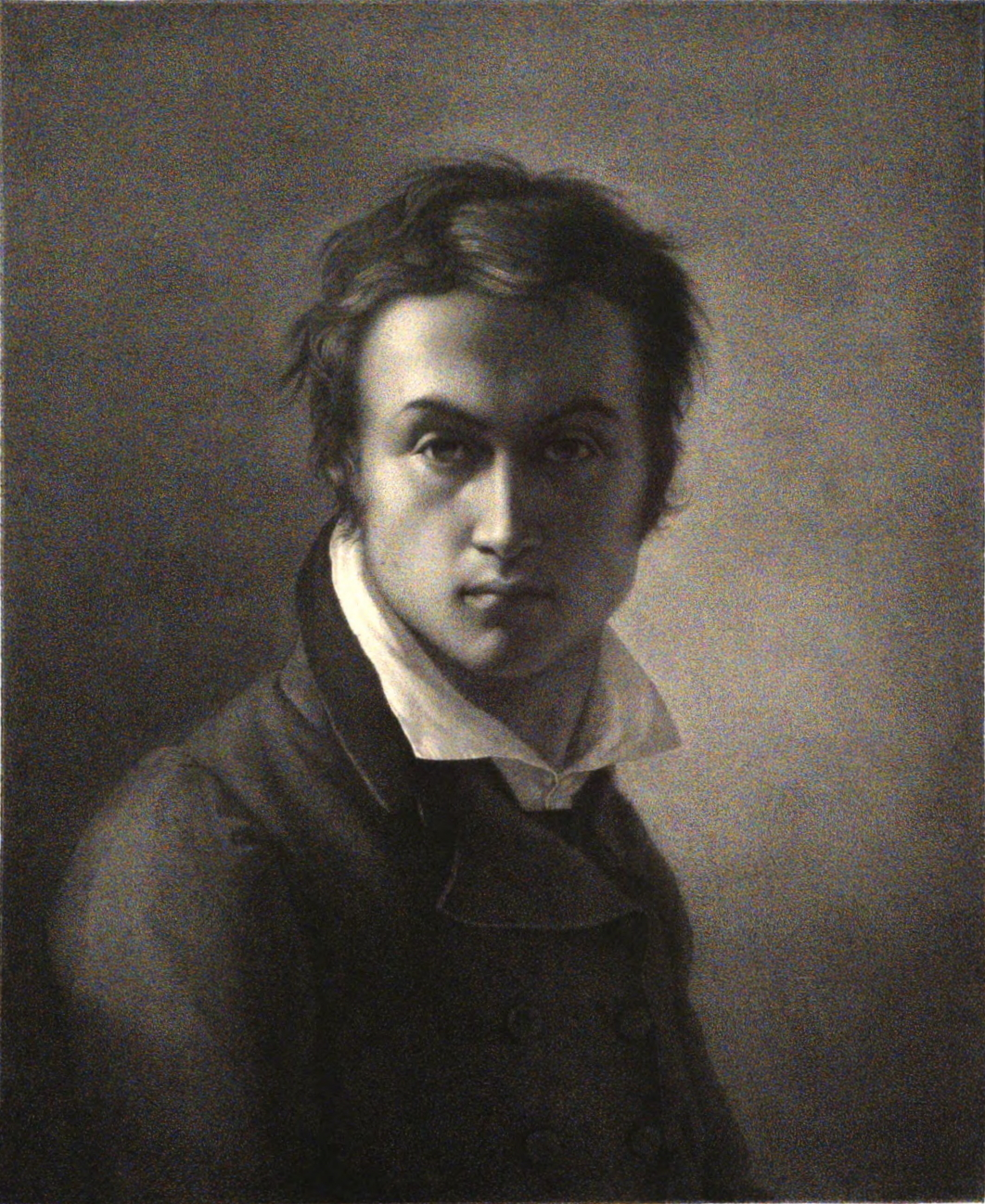
Autoportrait de Victor Orsel.

- Autoportrait de Victor Orsel.Victor Orsel (1795-1850), peintre.
- Dr Louis-Charles Lortet[108] (1836-1909), médecin, botaniste, zoologiste, paléontologue, égyptologue, anthropologue, directeur du Muséum d'Histoire naturelle de Lyon, doyen de la faculté mixte de Médecine et de Pharmacie de Lyon, fils du Dr Pierre Lortet.
- Louis Sylvain Normand (1858-1957), ancien maire.
- Yon-Lug[Note 7] (1864-1921), Constant Jacquet de son vrai nom, compositeur et chansonnier français.
- Georges Charpy[109] (1865-1945), inventeur de l'essai de flexion par choc sur éprouvette entaillée Charpy.
- Joseph Delpech de Frayssinet (1874-1945), diplomate, graphologue.
- René Girier dit René la Canne (1919-2000), gangster.
- André Gamet[110], photographe humaniste (1919-2017).
- Jean-Louis Gonnet (1956-), réalisateur.
- Jean Bergeret (1923-2016)[réf. nécessaire], médecin et psychanalyste français.
- Roger Cornillac (1939-)[111], comédien & metteur en scène, père de Clovis Cornillac.
- Gabriel Biancheri (1943-2010), vétérinaire, député de 2002 à 2007 dans la quatrième circonscription de la Drôme.
- Eric Loizeau (1949-), navigateur et alpiniste.
- Christian Chevandier (1954-), historien français.
- Christian Cauvy (1956-)[112], joueur de rugby à XV.
- Anne Rochette (1957-), sculptrice.
- Patrick de Gayardon de Fenoyl (1960-1998), champion parachutiste.
- Patrice Garande (1960-), footballeur et entraineur français.
- Françoise Guégot (1962-), député de la deuxième circonscription de la Seine-Maritime.
- Olivier Panis (1966-), pilote automobile.
- Cécile Siméone (1972-), présentatrice TV, actrice.
- Barbara Buatois (1977-), cycliste française.
- Lionel Bah (1980-), footballeur professionnel ivoirien.
- Sabrina Palie (1981-), joueuse de basket-ball.
- Clément Turpin (1982-), arbitre international français de football.
- Féthi Harek (1982-)[113], footballeur professionnel algérien.
- François Boulliat (1982-), escrimeur.
- Pierre Saby (1983-)[114], rugbyman.

Inhumées ou mortes à Oullins

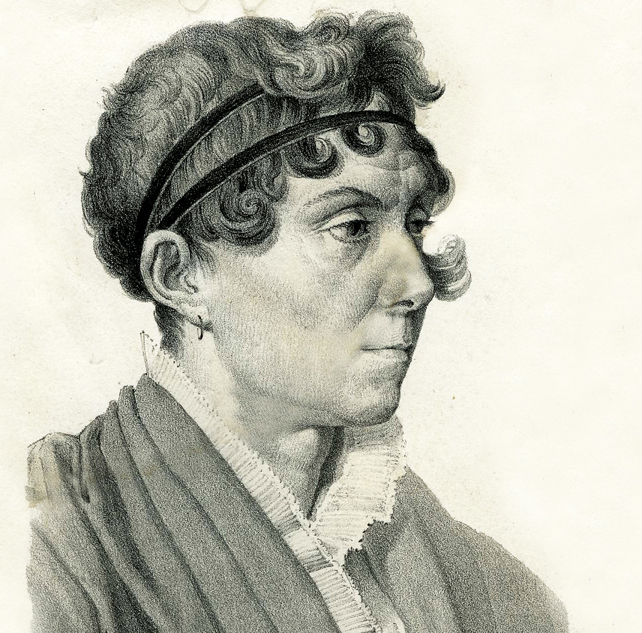
Portrait de Clémence Lortet.

- Antoine Léonard Thomas (1732-1785), poète, critique et académicien.
- Joseph Marie Jacquard (1752-1834), inventeur du métier à tisser semi-automatique, il s'était retiré à Oullins ou il est enterré.
- Clémence Lortet[115] (1772-1835), botaniste de renom, cofondatrice de la Société linnéenne de Lyon ; inhumée[116] à Oullins avec son fils Pierre Lortet et son petit-fils Louis-Charles Lortet.
- Dr Pierre Lortet (1792-1868), fils de Clémence Lortet, député du Rhône sous la Seconde République, créateur de la faculté des sciences de Lyon.
- Leberecht Lortet (1828-1901), fils du Dr Pierre Lortet, peintre, élève d'Alexandre Calame.
- Edmond Locard  (1877-1966), professeur de médecine légale, il fonde à Lyon en 1910 le premier laboratoire de police scientifique au monde.
- Bernard Gerland (1939-2020), acteur et auteur dramatique, appelé pendant la guerre d'Algérie, militant pour l'amitié franco-algérienne.

Activité significative à Oullins

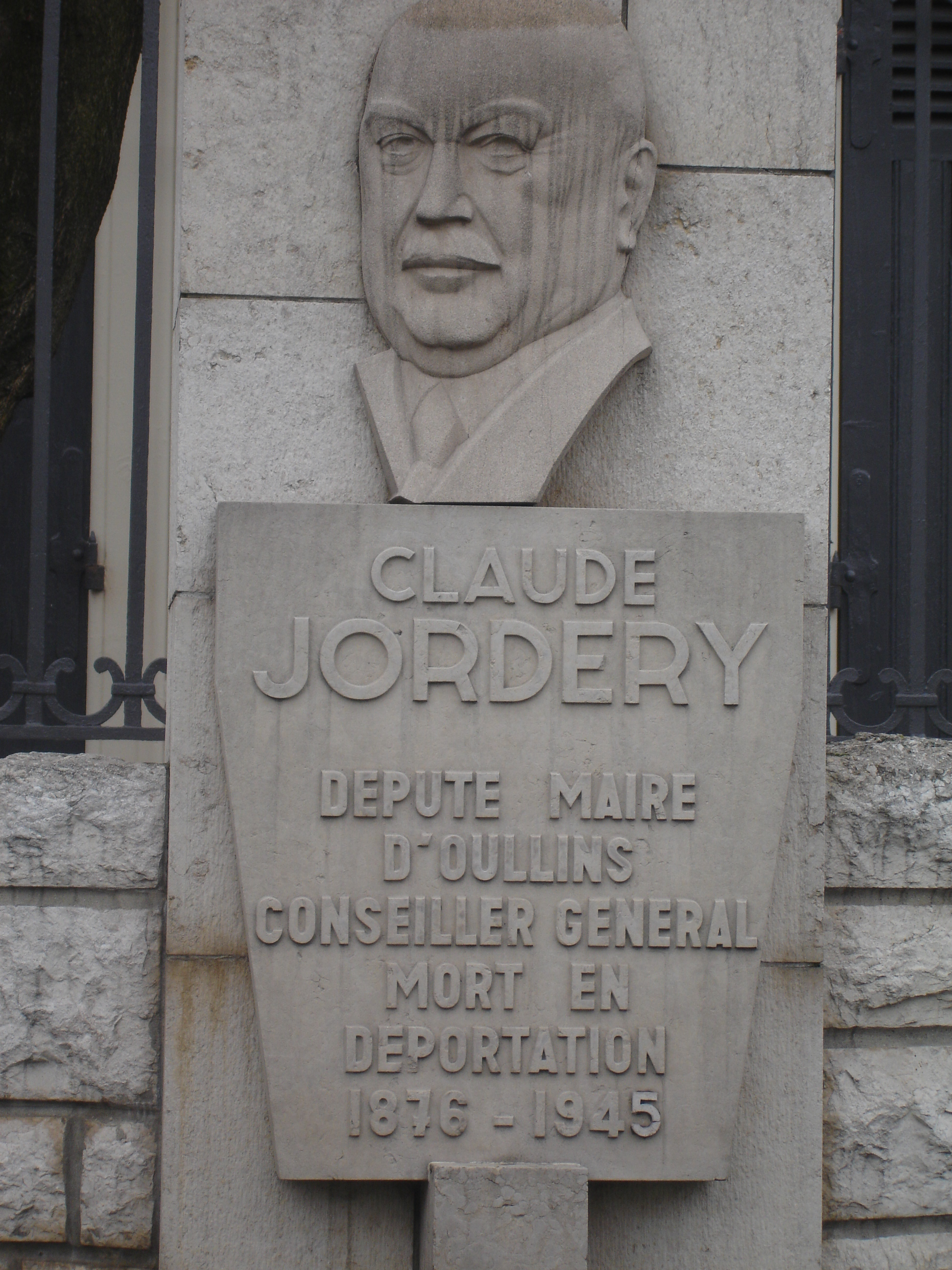
Monument à Claude Jordery.

- François Barthélemy Arlès-Dufour (1797-1872), entrepreneur et homme d'affaires lyonnais ayant vécu et étant enterré à Oullins.
- Henri Lacordaire (1802-1861), religieux catholique, prend la direction du collège Saint-Thomas d'Aquin de Oullins en 1852.
- Alphonse Clément-Desormes (1817-1879), ingénieur et entrepreneur, a créé les Ateliers d'Oullins.
- Jean Fusaro (1925-), peintre.
- Claude Jordery (1876-1945), député-maire d'Oullins (SFIO), fit partie des quatre-vingts parlementaires qui refusèrent de donner les pleins pouvoirs au Maréchal Pétain le 10 juillet 1940. Il est mort en déportation.
- Jeanne  Tavernier, (1922-2014) résistante, termine sa vie professionnelle comme professeure d’enseignement technique au Lycée Jacquard à Oullins.
- Christian Rendu, (1919-2017) résistant et historien[117].
- Loulou Dédola, né le 1er mai 1967, scénariste de bande dessinée, musicien et documentariste français, y réside.

### Héraldique
| Blason de Oullins | Les armes de Oullins se blasonnent ainsi : Parti d'or et de sable à la ville mérovingienne de l'un en l'autre, à la filière du même. |